# Église Saint-Martin de Bonneuil-en-Valois
L'église Saint-Martin est une église catholique paroissiale située à Bonneuil-en-Valois, dans l'Oise, en France. C'est un édifice de plan cruciforme à nef basilicale, qui date en grande partie du XIIe siècle. Sa silhouette est assez emblématique des églises de cette époque dans la région, et n'a que peu été affectée par des remaniements, si l'on excepte la reconstruction des murs des bas-côtés au second quart du XVIe siècle dans le style gothique flamboyant. Ses parties les plus anciennes sont romanes, et remontent aux alentours de 1120. Ce sont la façade occidentale de la nef avec son portail, les trois premières grandes arcades au nord de la nef avec les fenêtres hautes, et le clocher latéral au nord du chœur avec son double étage de beffroi, dont la base reste voûtée en berceau. La position du clocher est responsable d'une irrégularité : au nord, le chœur est flanqué d'une toute petite chapelle, et au sud, d'une grande chapelle formant croisillon. Les deux sont de style gothique, mais la première est datable du dernier quart du XIIe siècle, et la seconde, des alentours de 1200. Contemporaine de la chapelle du nord est l'abside, qui est de plan rectangulaire, et se termine par un chevet plat. Elle constitue la partie la plus remarquable de l'église. Ses ogives sont ornées de minuscules fleurs de violette. Ses fenêtres sont entourées, à l'intérieur, d'une double archivolte torique, qui retombe sur deux paires de colonnettes à chapiteaux. Leurs soubassements sont animés par des arcatures plaquées. En contraste avec l'équilibre du sanctuaire, l'avant-chœur a été oblitéré par deux remaniements successifs au XVIe siècle, concernant la voûte et puis les supports. Plus heureux fut le résultat de la réfection des grandes arcades au sud de la nef dans le style de la Renaissance, en union avec un ébauchage d'un voûtement d'ogives, resté toutefois lettre morte : la nef demeure ainsi lambrissée, et les bas-côtés sont à charpente apparente. Assez frappante est la dissymétrie des deux élévations latérales de la nef, où les trois hautes arcades de la Renaissance font face à trois arcades romanes très basses, surmontées d'un étage de fenêtres hautes, et à une large arcade flamboyante. Malgré son déséquilibre à l'intérieur, l'église Saint-Martin demeure un édifice remarquable d'un intérêt certain, et a été classée aux monuments historiques par arrêté du 20 janvier 1913. Sa restauration intégrale a été lancée en 2014. Bonneuil-en-Valois est aujourd'hui affilié à la paroisse Saint-Sébastien de Crépy-en-Valois, et des messes dominicales y sont célébrées tous les deux mois environ, à 11 h.

## Localisation

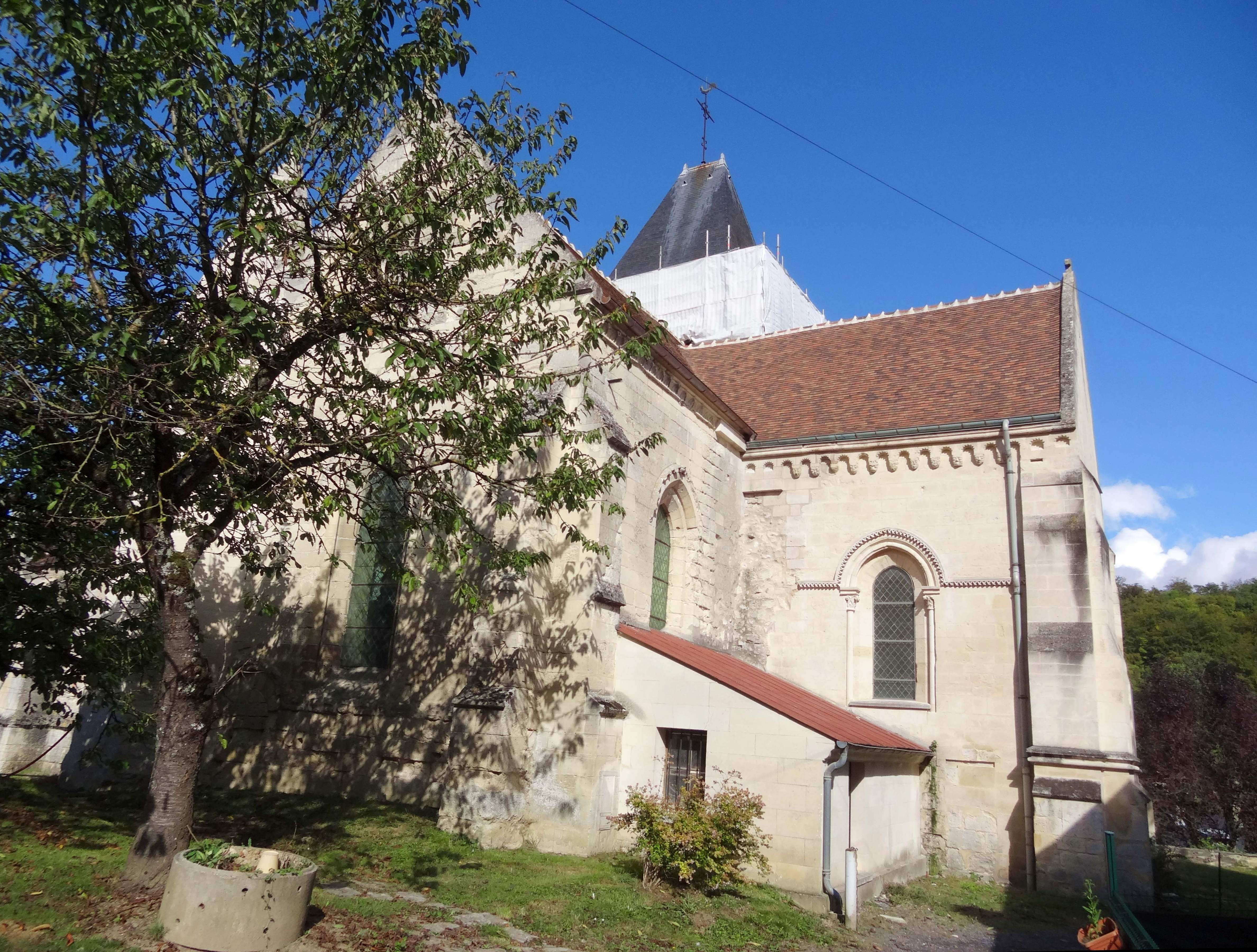
Vue depuis le sud-est.

L'église Saint-Martin est située en France, en région Hauts-de-France et dans le département de l'Oise, entre la vallée de l'Automne au sud et la forêt de Retz au nord, au bout du vallon du ru de Bonneuil, sur la commune de Bonneuil-en-Valois, à l'est du cimetière municipal, et au sud de la rue de Villers (RD 50). C'est la façade occidentale qui donne sur le cimetière. Celui-ci domine la route grâce à un mur de soutènement, et il faut gravir un escalier de seize marches pour accéder au cimetière et à l'église. Un accès de plain-pied est possible par la rue du Berval, qui délimite le cimetière à l'ouest et conduit au hameau du Berval, et l'impasse Saint-Martin, qui délimite le cimetière au sud, et le surplombe légèrement. Elle permet d’apercevoir l'élévation sud de l'église, et se termine devant l'ancien presbytère. Un deuxième escalier et un chemin en pente descendent vers le parvis devant le portail occidental. Des jardins et vergers entourent le chevet.

## Historique

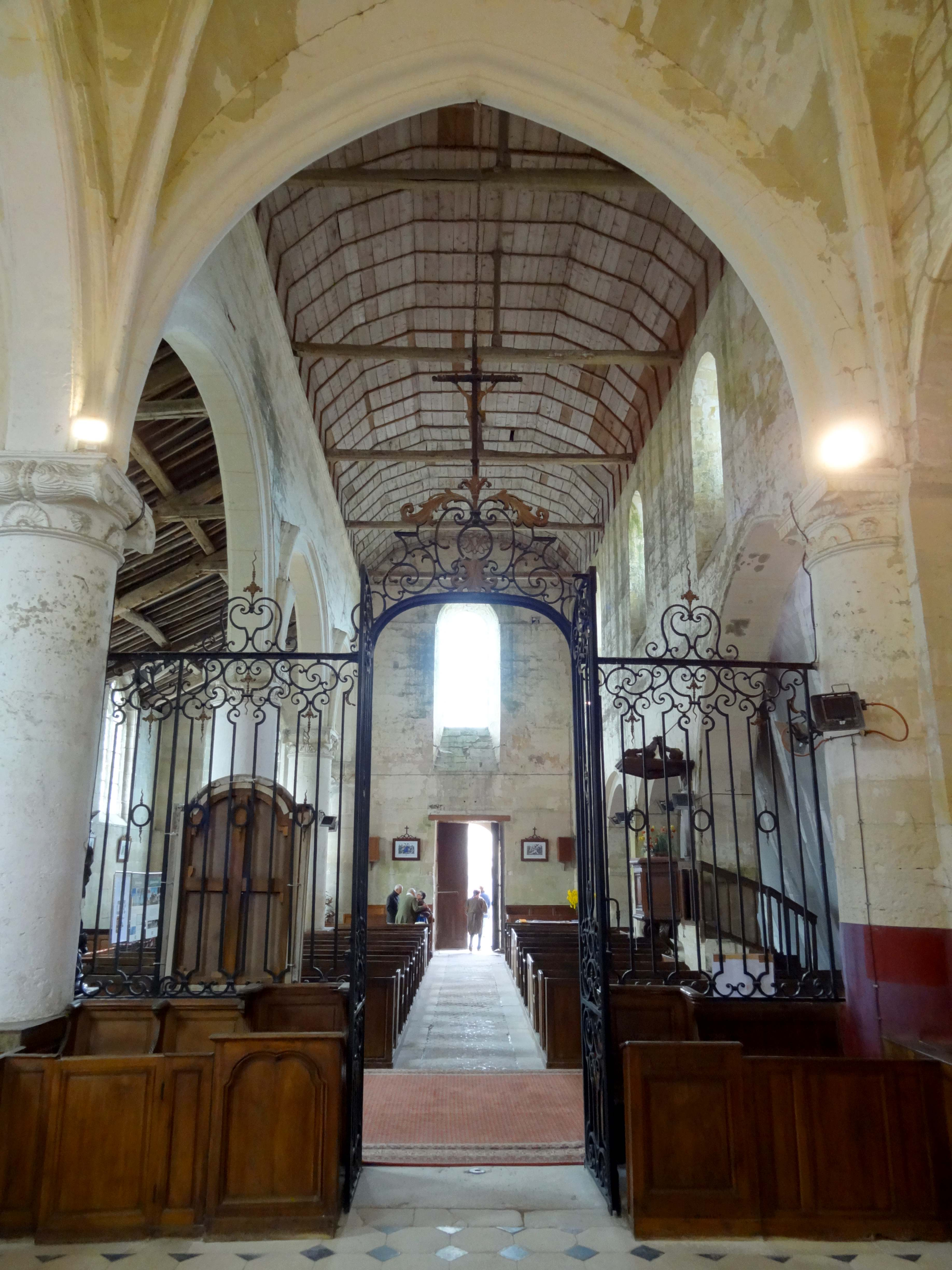
Chœur, vue vers l'ouest dans la nef.

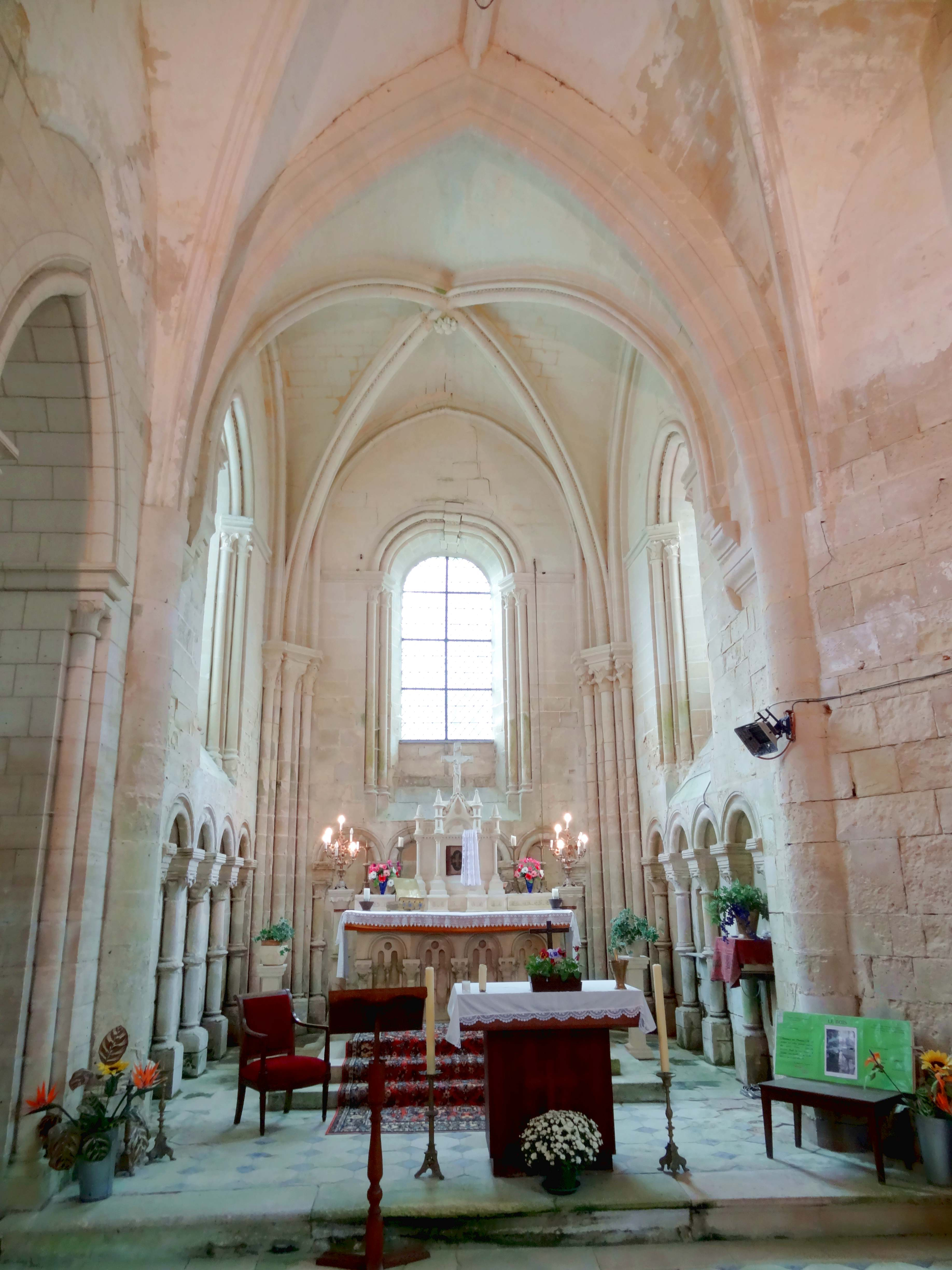
Chœur, vue vers l'est dans l'abside.

L'église est placée sous le vocable de saint Martin de Tours. En 1052 ou 1053, Heddo(n), évêque de Soissons de 1052 environ jusqu'à sa mort en 1064, confie l'église de Bonneuil-en-Valois à Raoul III de Vexin, comte de Valois, peut-être dans l'espoir que celui-ci la fasse reconstruire. Mais Raoul III ne la garde pas longtemps. Par une charte de 1053, il la donne au prieuré Saint-Arnoul de Crépy-en-Valois, qui devient ainsi le collateur de la cure. Sous l'Ancien Régime, la paroisse de Bonneuil-en-Valois dépend du doyenné de Coyolles, de l'archidiaconé de La Rivière et du diocèse de Soissons. La Révolution française apporte le rattachement de l'ensemble des paroisses du département de l'Oise au diocèse de Beauvais, qui est supprimé à son tour sous le concordat de 1801, puis rétabli en 1822. La succursale de Bonneuil-en-Valois, selon la terminologie alors en vigueur (le titre de paroisse étant réservé aux chefs-lieux de canton), compte dans son étendue la chapelle Saint-Antoine-et-Saint-Vincent au hameau du Berval, à 2,5 km de distance de l'église. Cette chapelle est toujours affectée au culte. Également comprise dans le territoire municipal est l'abbaye Notre-Dame de Lieu-Restauré, qui forme toutefois une paroisse à part sous l'Ancien Régime, et est désaffectée à la Révolution. Depuis la définition de quarante-cinq nouvelles paroisses à l'échelle du diocèse en 1996, le village est affilié à la paroisse Saint-Sébastien de Crépy-en-Valois. Les messes dominicales y sont généralement célébrées le dimanche à 11 h, en alternance avec l'une des sept autres églises de la communauté de Vaumoise. La fréquence ne dépasse guère une messe tous les deux mois, sans compter les célébrations particulières. Depuis le début des travaux de restauration en 2015, les messes sont provisoirement suspendues. D'autres messes sont proposées à la chapelle du Berval, avec la même fréquence.
Plus rien ne subsiste de l'église qui existe au milieu du XIe siècle. Elle est entièrement reconstruite vers 1120 environ, dans le style roman. Cette église possède une nef basilicale non voûtée de cinq travées, dont la façade et les grandes arcades du nord sont aujourd'hui les derniers vestiges, et un clocher latéral au nord du chœur, qui est conservé tel quel, abstraction faite du toit à la hache, qui est moderne. On ne sait rien du chœur de cette époque. Il est remplacé, au cours du dernier quart du XIIe siècle, par un nouveau complexe de style gothique primitif, qui se compose de trois travées, dont une abside rectangulaire à chevet plat, et dont la deuxième travée s'accompagne d'une petite chapelle carrée du côté nord, à côté de la base du clocher. Vers 1200 enfin, une autre chapelle carrée, nettement plus grande que son pendant au nord, est édifiée au sud des deux premières travées du chœur. Elle s'apparente, surtout à l'extérieur, à un croisillon sud du transept. L'église atteint alors son extension actuelle. Elle subit cependant encore d'importants remaniements, qui interviennent au cours du XVIe siècle, et oblitèrent lourdement l'édifice, en rendant la nef dissymétrique, et en fusionnant les deux premières travées du chœur en une seule travée de facture disparate.
Les premiers remaniements, peu après 1530, ne peuvent s'expliquer que par le mauvais état de l'édifice à l'issue de la guerre de Cent Ans, et répondent peut-être à des destructions partielles. Ils concernent la reconstruction totale des deux bas-côtés de la nef ; les deux dernières grandes arcades au nord de la nef, qui sont remplacées par une seule arcade de grande envergure ; et justement les deux premières travées du chœur, dont les voûtes et supports sont démolis, tout en laissant en place les bases au nord de l'arc-doubleau intermédiaire, sans doute dissimulées derrière le mobilier ou des boiseries. Ces bases sont aujourd'hui les seuls témoins de la configuration ancienne du chœur, non sans laisser en suspens certains aspects. Les deux voûtes sont remplacés par une voûte de style flamboyant tardif, délimitée par deux arcs-doubleaux également flamboyants à l'ouest et à l'est. Or, les supports des doubleaux sont apparemment défectueux, et doivent être repris en sous-œuvre quelques années plus tard. Cette reprise entre dans le cadre d'une deuxième campagne de remaniements, qui s'effectue dans le style de la Renaissance. L'existence de deux campagnes distinctes est prouvée par l'incohérence entre les arcs-doubleaux perpendiculaires et leurs supports, et par le profil différent du doubleau méridional vers le croisillon sud, qui est refait à l'occasion. On ne se contente pas de parer aux malfaçons lors de la campagne précédente, mais construit également de nouvelles grandes arcades au sud de la nef, et prévoit le voûtement d'ogives de celle-ci, quitte à réduire sa hauteur. Malgré ces interventions mal réfléchies, l'église Saint-Martin ne reste pas moins un édifice digne d'intérêt. Elle est classée monument historique par arrêté du 20 janvier 1913. Sa restauration intégrale a été engagée en 2014. Fin 2016, les toitures et les élévations extérieures sont déjà terminées, à l'exclusion du bas-côté sud.

## Description

### Aperçu général

Plan de l'église.

Orientée à peu près régulièrement, avec une légère déviation de l'axe vers le sud-est du côté du chevet, l'église se compose d'une nef non voûtée accompagnée de deux bas-côtés ; d'un chœur de deux travées inégales, dont la deuxième est libre, et se termine par un chevet plat ; d'une base de clocher et d'une petite chapelle carrée au nord de la première travée du chœur ; et d'une grande chapelle carrée ou d'un croisillon au sud de cette même travée. Une tourelle d'escalier polygonale flanque l'angle sud-ouest du transept. La sacristie occupe l'angle entre le croisillon sud et la deuxième travée du chœur. La nef comptait primitivement cinq grandes arcades de chaque côté. Les deux dernières grandes arcades du nord ont été remplacées par une large arcade à la période flamboyante, et les grandes arcades du sud ont été entièrement rebâties à la Renaissance, et ne sont plus qu'au nombre de trois. Des fenêtres hautes existent encore au-dessus des trois piliers libres au nord de la nef. Sinon, l'église n'est qu'à un seul niveau d'élévation. La première travée du chœur est issue de la réunion de deux travées barlongues. Elle est plus large que la deuxième travée, qui est désaxée vers le nord. La nef est recouverte d'un lambris à pans coupés. Les bas-côtés sont à charpente apparente. La base du clocher est voûté en berceau perpendiculairement à l'axe de l'édifice. Les deux travées du chœur et les deux chapelles sont voûtées d'ogives. On accède à l'église par la façade occidentale, par une petite porte dans le mur du bas-côté nord, ou par le portail principal de la nef. La nef et le chœur sont pourvues d'une toiture à deux rampants avec un pignon en façade, et un autre au chevet. Les bas-côtés et la sacristie sont munis de toits en appentis. Le croisillon sud possède un toit en bâtière perpendiculaire à l'axe de la nef, avec un pignon au sud. La petite chapelle au nord est couverte d'un toit à deux croupes, sans pignon. Le clocher est coiffé d'un toit à la hache.

### Intérieur

#### Nef et bas-côtés

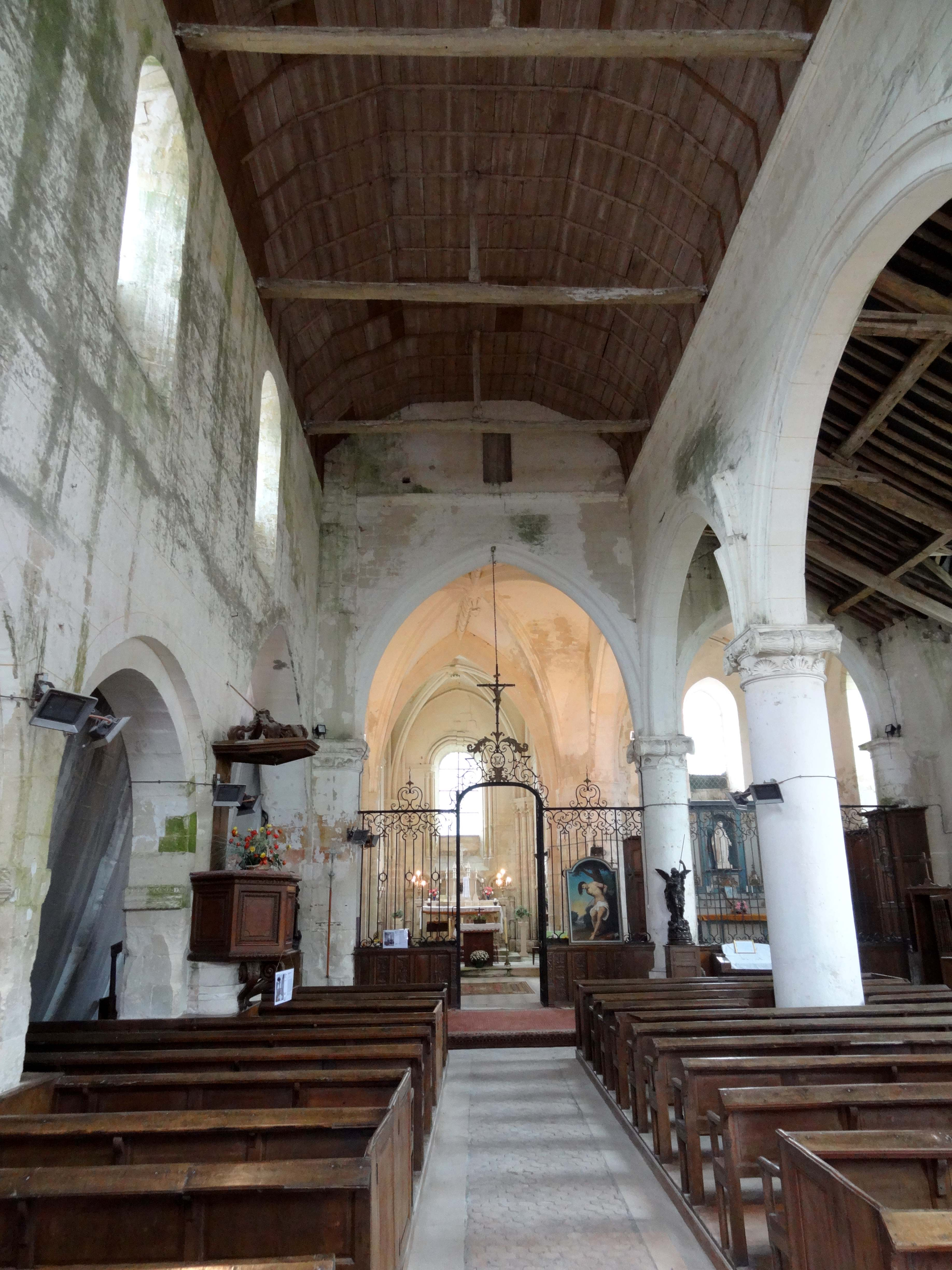
Vue vers l'est.

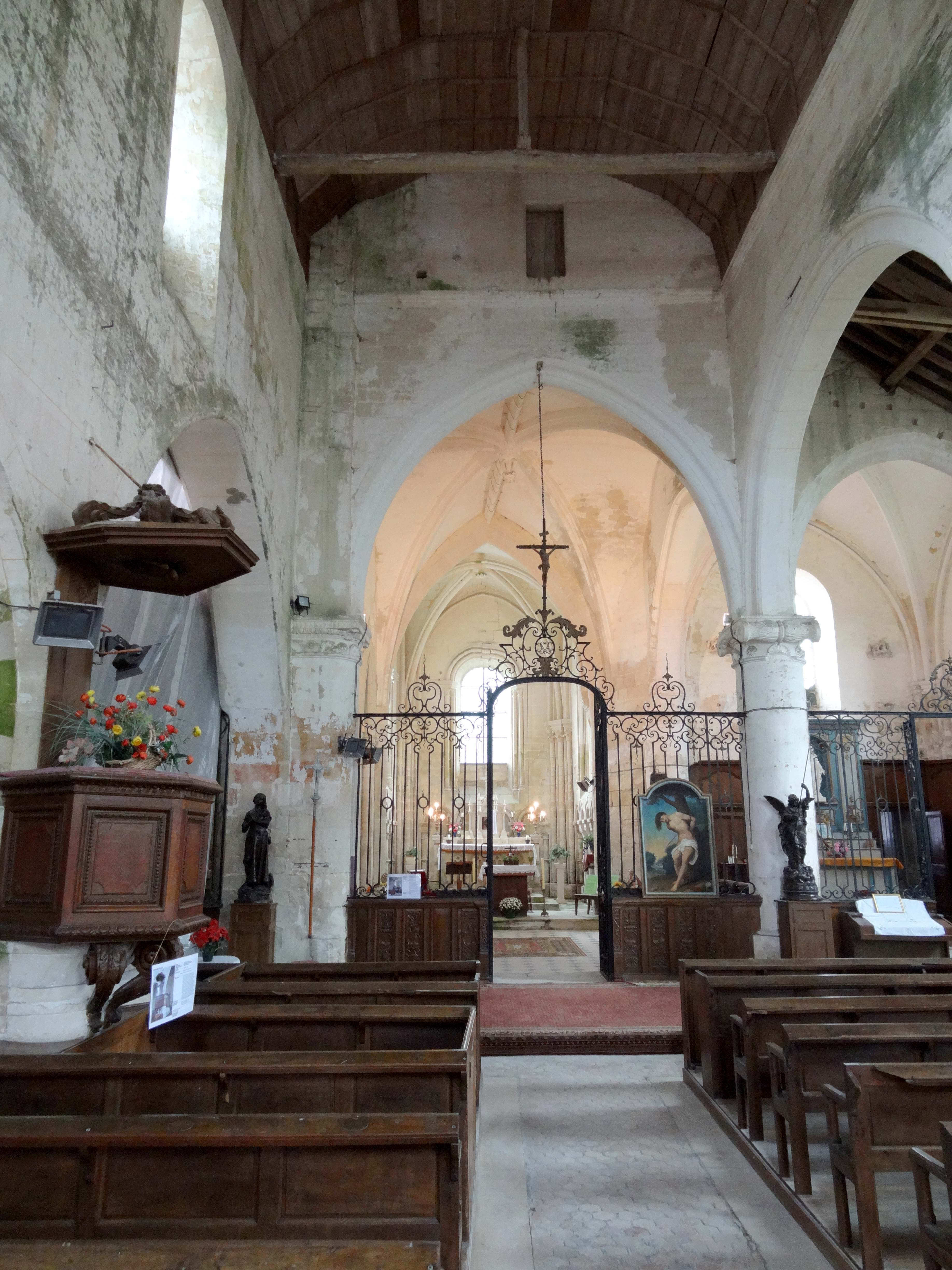
Vue vers l'est.

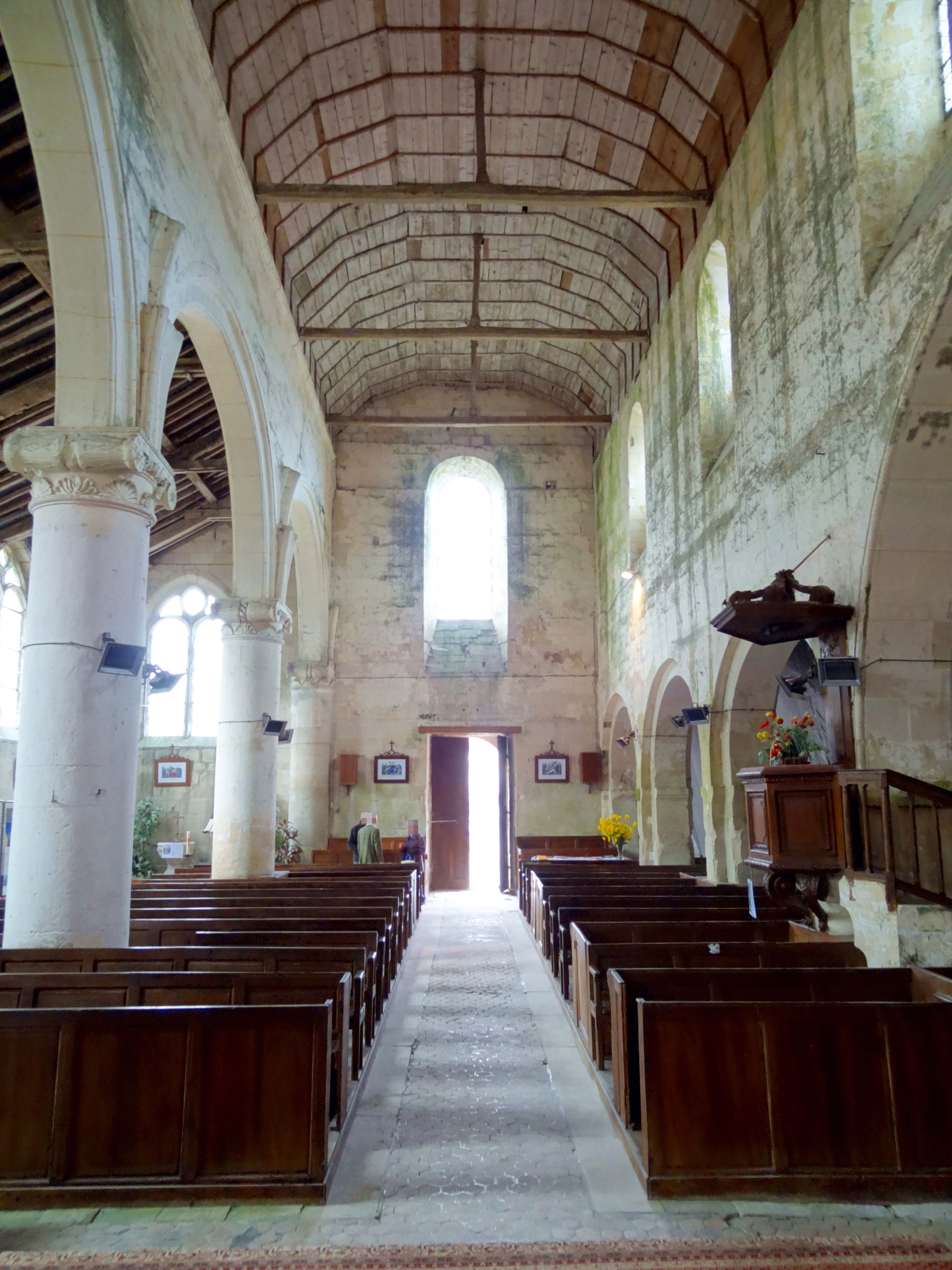
Vue vers l'ouest.

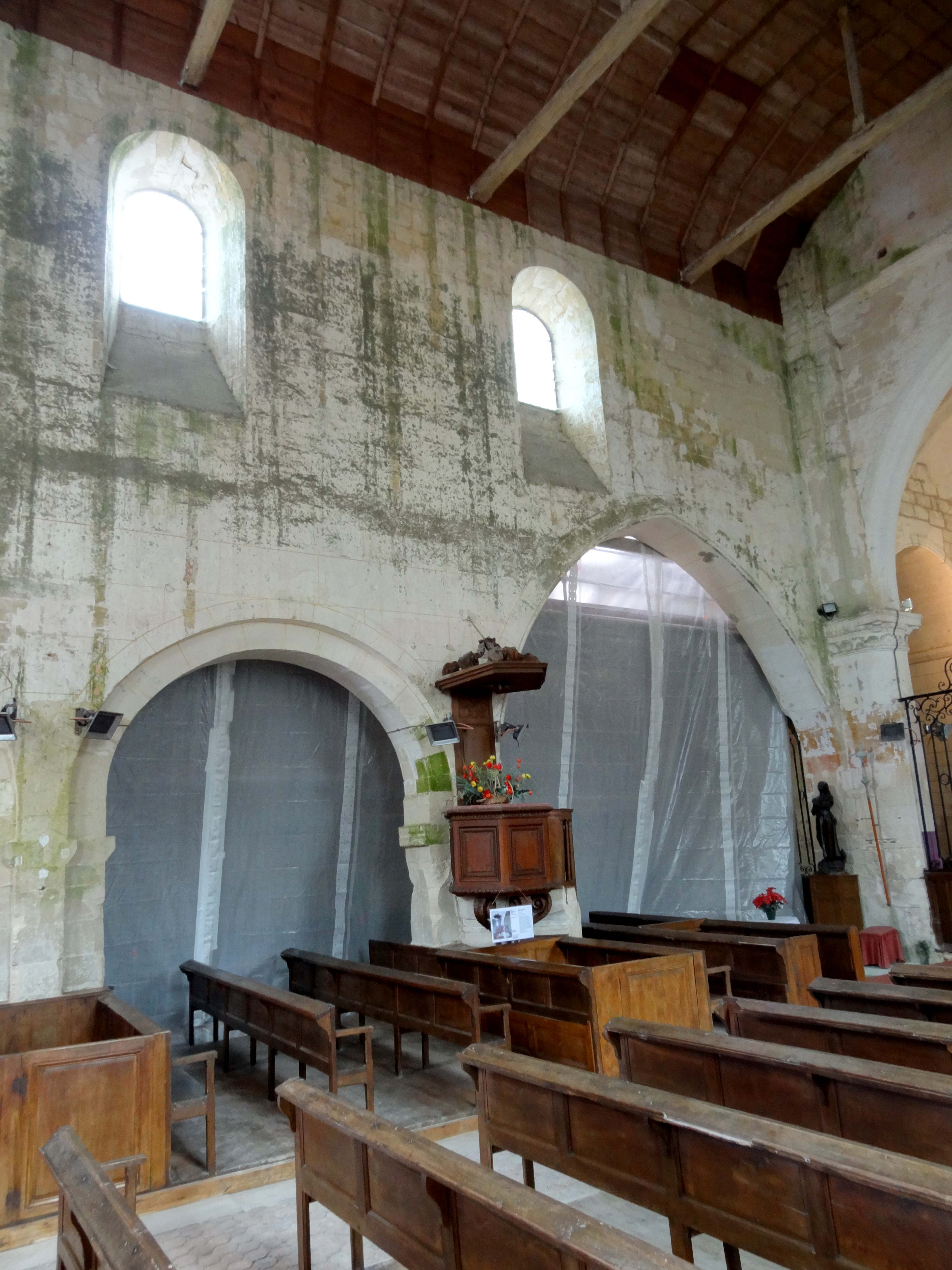
Élévation nord.

La nef des alentours de 1120 se caractérise par des proportions élancées, avec une hauteur des murs gouttereaux dépassant des deux tiers la largeur du vaisseau, et par des grandes arcades en plein cintre, assez basses, qui retombent de manière archaïque sur des impostes. Les grandes arcades sont à double rouleau, et à arêtes vives. Elles retombent sur des piliers cruciformes. Généralement, lorsque les arcades sont à double rouleau, au moins le rang de claveaux inférieur est reçu sur les chapiteaux de colonnes engagées, comme à Bazoches-sur-Vesles, Berneuil-sur-Aisne, Berny-Rivière, Morienval, Oulchy-le-Château, Sacy-le-Grand et Villers-Saint-Paul. La réception sur des impostes est fréquente sur les grandes arcades à un seul rang de claveaux. Les grandes arcades de Béthisy-Saint-Martin, Cinqueux, Juziers, Marolles, Rhuis, en fournissent quelques exemples. D'autres se trouvent dans les bases des clochers romans les plus anciens. Il s'agit, à l'époque de construction de l'église Saint-Martin, d'un archaïsme, qui prolonge la tradition du XIe siècle. Les impostes ne concernent que l'intrados des arcades. Ils sont généralement profilés d'une tablette, d'un biseau, d'un listel relié à une gorge, et d'un quart-de-rond. La tablette reste lisse, ou est sculptée de plusieurs rangs de petits losanges en creux, ou d'étoiles à quatre branches aux intervalles excavées. Ces motifs sont récurrents. Parfois il y a deux rangs de motifs sculptés. Dans ce cas, le deuxième motif se substitue aux strates de modénature inférieures. Reste à insister sur l'étage des fenêtres hautes et le revers de la façade, autres éléments subsistants de la campagne de construction vers 1120. Les fenêtres hautes sont en plein cintre, de dimensions moyennes, faiblement ébrasées, et s'ouvrent au-dessus d'un long glacis pentu. Elles sont positionnées à droite des piliers (en regardant depuis le sud), et non dans l'axe des piliers ou au-dessus des sommets des grandes arcades. Cette disposition est irrégulière, et ne se justifie guère. Le même défaut existe au sud des nefs de Fosses et Marolles. Le mur occidental est ajouré d'une fenêtre analogue, mais plus haute. Des ressauts dans le mur existent au niveau de ses impostes et de son sommet, qui se situe, assez étrangement, au-dessus du sommet des murs gouttereaux. À l'aplomb de cette grande baie, est positionné le portail occidental, dont l'on n'aperçoit, à l'intérieur, que les deux vantaux rectangulaires.
C'est à la période gothique que l'on aménagea le plafond lambrissé à pans coupés, qui comporte curieusement des courtes sections verticales au-dessus des murs gouttereaux, et présente de chaque côté deux pans inclinés. Ce type de plafond conduit à une hauteur sous plafond moindre que les charpentes en carène renversée lambrissées, qui exploitent la majeure partie du volume compris sous les combles. Il est toutefois plus raffiné que les plafonds plats ou les charpentes ordinaires au revers lambrissé, et fort heureusement, les planches n'ont pas été enduites de plâtre pour suggérer un plafond de pierre, ce qui a été fréquemment pratiqué à la période classique. Les entraits et poinçons sont apparents, et ont les arêtes taillées en biseau. Les sommets des poinçons sont en outre agrémentés de moulures. Ni le lambris, ni la dernière arcade du nord sont exactement datables par leur style, mais ils sont susceptibles de s'inscrire dans le contexte du premier remaniement du chœur, qui fait encore appel à l'arc en tiers-point. En ce qui concerne la grande arcade, elle est assez sommaire, et dépourvue de supports. La mouluration de ses arêtes par des baguettes (du côté sud seulement) justifie le rattachement à la période flamboyante tardive, quand la modénature perd son acuité. Les coins émoussés des ogives de la première travée du chœur parlent dans le même sens, de même que les doucines qui encadrent le boudin dans l'intrados des deux doubleaux qui encadrent la voûte de cette même travée. À Sacy-le-Grand, le nombre des grandes arcades romanes au nord de la nef fut également diminué, mais dans le cadre de la reconstruction totale du fond de la nef. Dans cette église ainsi qu'à Montjavoult, des grandes arcades romanes au nord de la nef font face à un collatéral sud voûté à la même hauteur que la nef. À Auger-Saint-Vincent et Rocquemont, les grandes arcades ne sont pas non plus homogènes, mais il s'agit d'anciennes nefs uniques.
Une fois le chœur remanié et les murs extérieurs des bas-côtés reconstruits, l'on s'attaqua au remplacement des cinq grandes arcades des sud par trois grandes arcades de style Renaissance plus larges que les anciennes, et plus élevées que l'arcade gothique au nord. Elles ne laissent plus de place à des fenêtres hautes. Moins aigües que les doubleaux perpendiculaires du chœur, elles en diffèrent également par leur modénature. Sur les deux doubleaux en question, le boudin de l'intrados est encore typiquement flamboyant, tandis que les deux doucines qui l'encadrent se substituent aux gorges et moulures concaves auparavant d'usage dans ce contexte. Sur les grandes arcades du sud, la modénature méplate n'a plus rien en commun avec les profils prismatiques et aigus qui règnent à la période flamboyante, jusqu'au début des années 1530. Elle se rapproche, de manière tout à fait fortuite, davantage de l'architecture romane, par leur double rouleau et leur large intrados méplat. Cependant, les arêtes sont adoucies respectivement par un grand et un petit quart-de-rond. Les arcades retombent sur des colonnes ioniques. La première est engagée dans le mur occidental ; la dernière est partagée avec la première travée du chœur et le croisillon sud. Ce parti est inhabituel. Selon les conventions, le maître d'œuvre aurait dû opter pour quatre piliers engagés dans un noyau commun. Les chapiteaux se rapprochent assez de leur modèle antique. Ils ont de minces tailloirs carrés, des coussinets en forme de balustres, entre lesquels se détache un rang d'oves et de dards et un rang de perles, une corbeille sculptée de palmettes de feuilles d'acanthe en hémicycle, et un astragale torique. Certains coussinets sont enveloppés de feuilles d'acanthe ; d'autres sont lisses, mais cerclés au milieu d'un boudin ou d'une torsade. Du côté de la nef, il y a des départs de voûte, avec des ogives et doubleaux à coin émoussé, d'un profil proche de celui qui s'observe sur la voûte de la première travée du chœur.
Dans le bas-côté sud, des départs de voûte existent également, mais uniquement au droit du mur gouttereau, au-dessus de piliers cylindriques engagés sans chapiteaux. Les nervures se fondent donc directement dans les piliers, ce qui souligne encore que les murs des bas-côtés sont bien un peu antérieurs aux grandes arcades du sud. Conformément à l'usage à la période flamboyante, les baies sont en tiers-point, et leurs pourtours sont profilés d'une fine moulure concave et d'une gorge, sauf sur la troisième baie du sud, où un quart-de-rond prend la place de la moulure concave. Les meneaux des remplages affectent un profil aigu. Les deux lancettes en plein cintre annoncent bien sûr la Renaissance. Elles sont surmontées d'un petit oculus entre deux larges écoinçons ajourés, ou d'un grand oculus en ce qui concerne la dernière baie du sud. Le tympan dépasse la couronne du mur gouttereau, et justifie un gâble à l'extérieur, ce qui fait l'une des spécificités de l'église Saint-Martin. Dans le bas-côté nord, l'impact de la Renaissance ne se fait pas encore ressentir, si ce n'est à travers le fronton triangulaire au-dessus du petit portail bouché dans le soubassement de la première fenêtre du nord, à l'extérieur. L'ordonnancement du mur gouttereau nord fournit l'explication pour les dimensions de la dernière grande arcade du nord. Elle se subdivise effectivement en trois travées, et il y aurait ainsi eu trois grandes arcades au nord au cas où les trois arcades romanes auraient été éliminées. Les réseaux des fenêtres latérales du bas-côté nord sont remarquables. La première et la dernière fenêtre sont à deux lancettes à têtes trilobées, avec un lobe central large et en anse de panier. Elles sont surmontées d'un losange entre deux soufflets dissymétriques disposés obliquement. La deuxième fenêtre est très curieuse. Son remplage est à trois têtes trilobées, mais ne possède pas de lancettes dans le sens propre du terme. Il y a seulement un meneau vertical au milieu, qui coupe la tête trilobée médiane en son centre. Le tympan est quadripartite. Au milieu, l'on trouve deux soufflets irréguliers, et à gauche et à droite, des têtes trilobées. Ces baies dépassent également le mur gouttereau. La baie occidentale est en plein cintre et n'a pas de remplage. Elle devrait remonter à l'époque du chœur gothique.

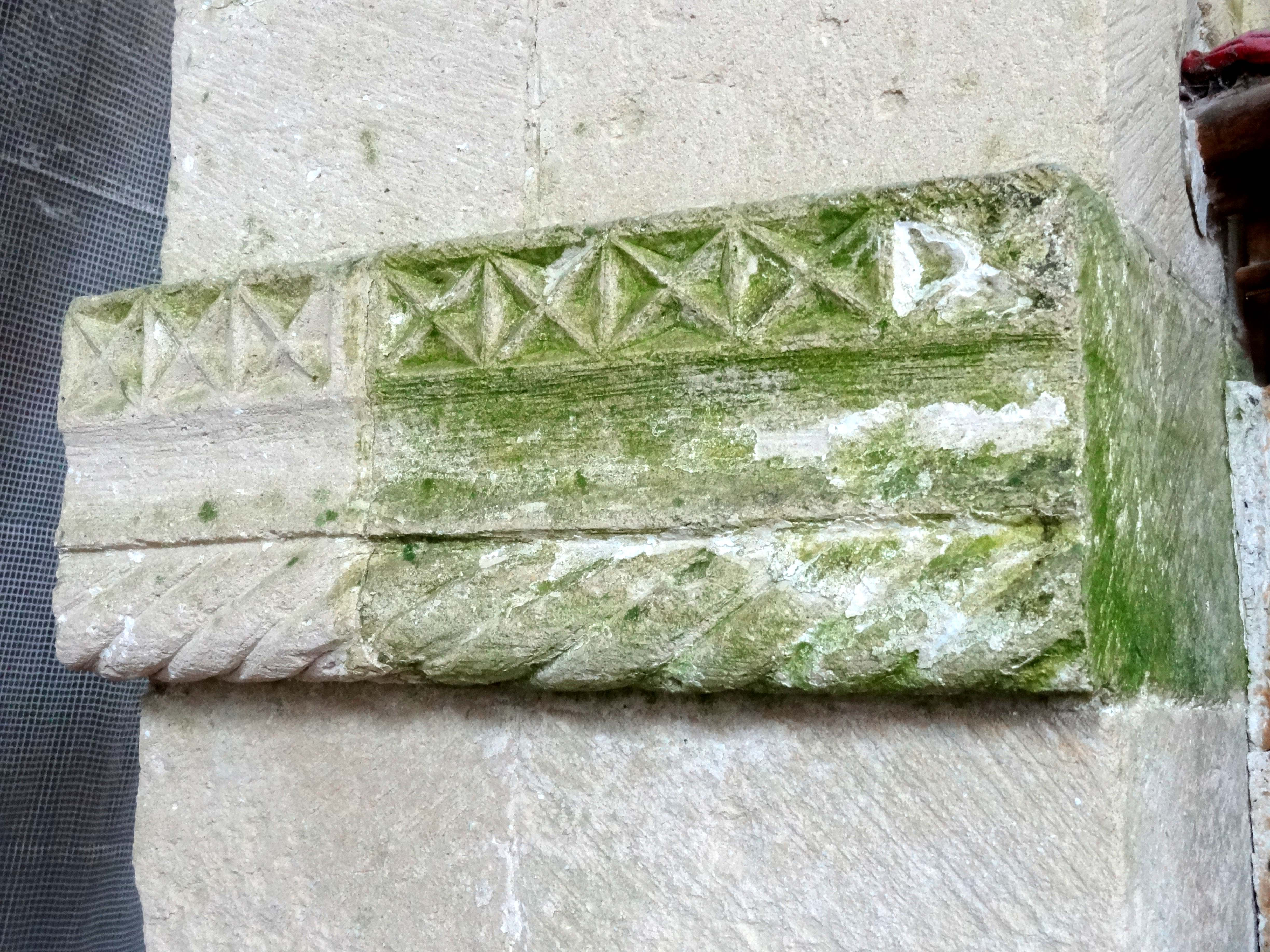
Imposte des grandes arcades romanes.
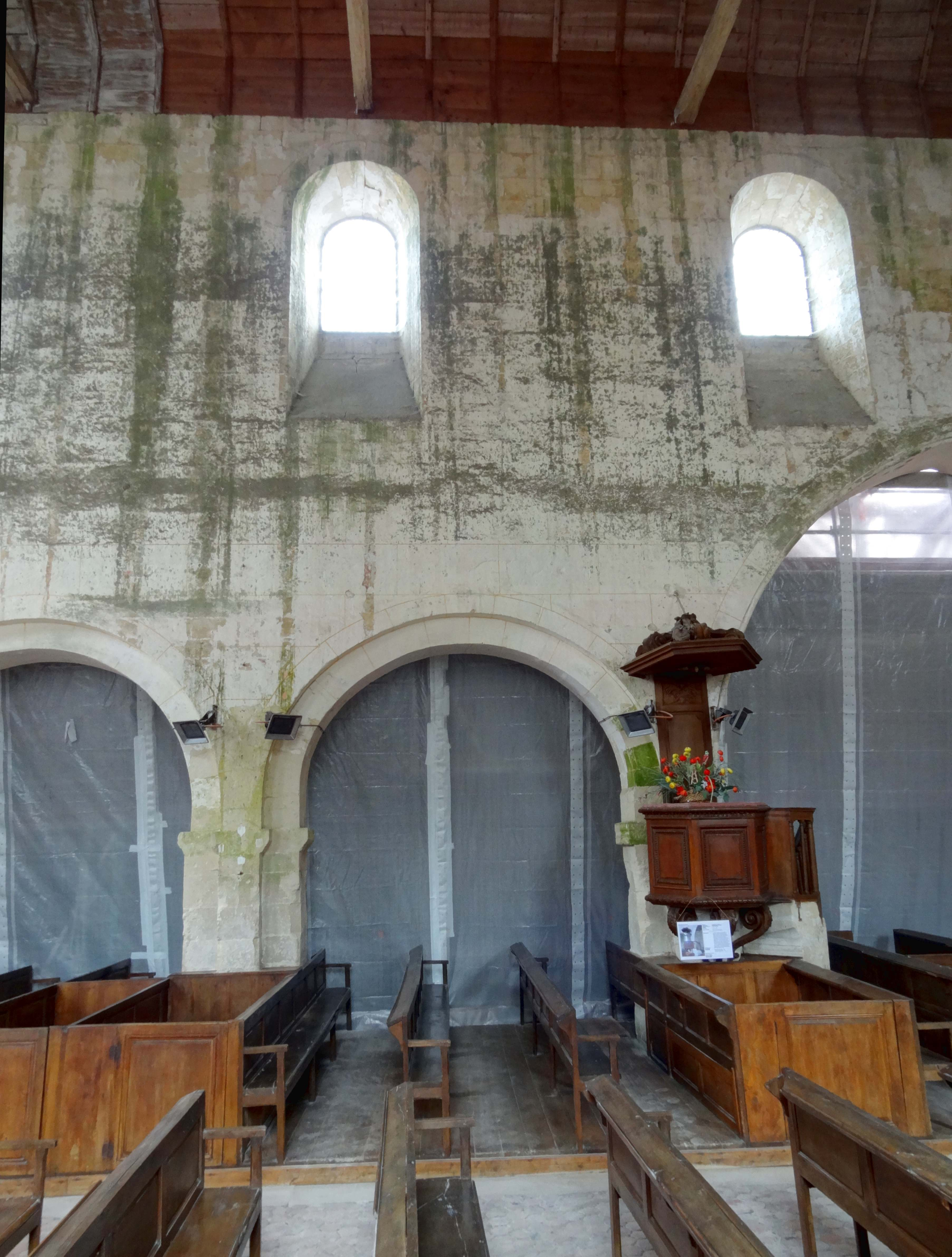
Nef, 3e travée, élévation nord.
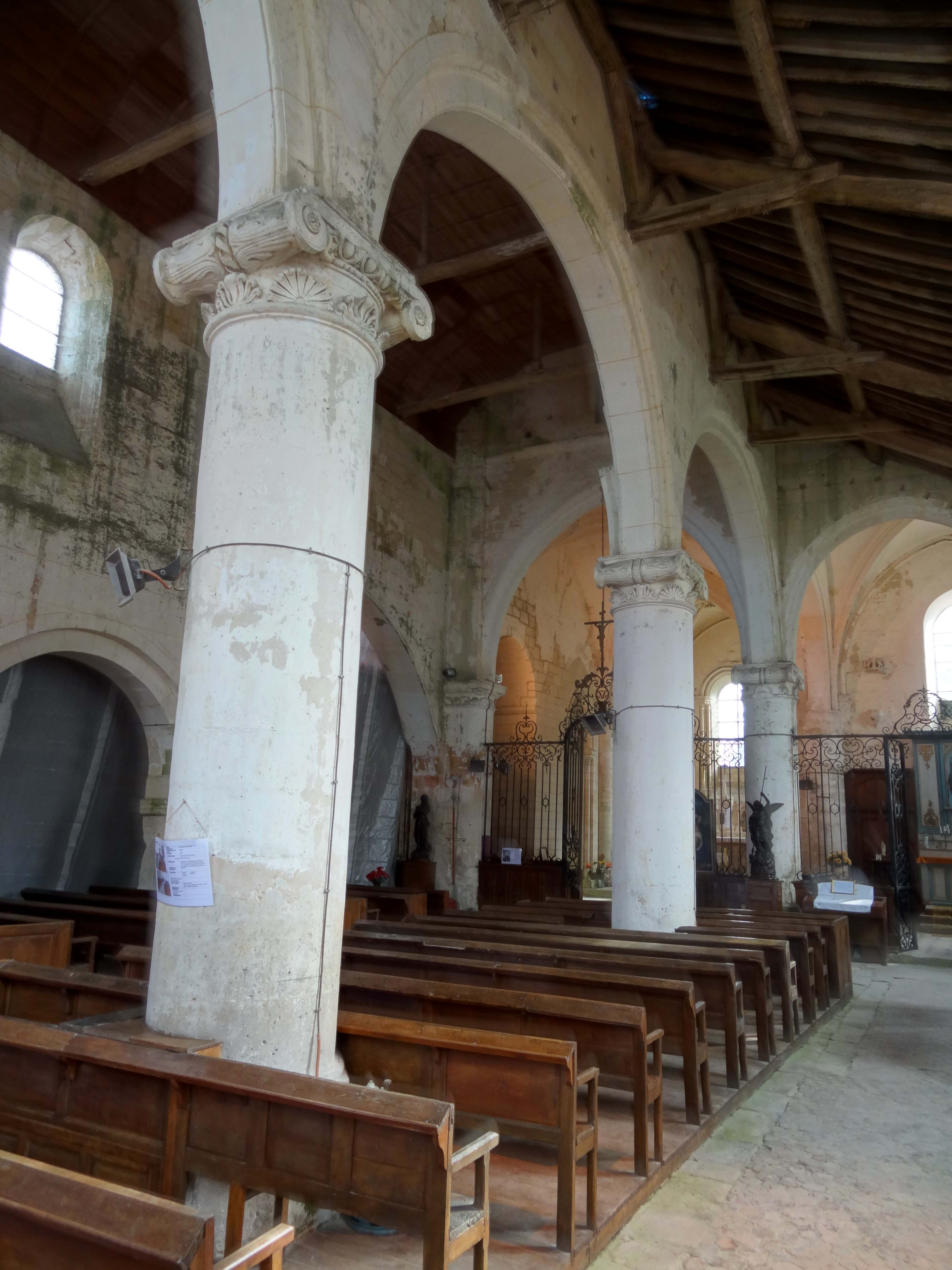
Bas-côté sud, 2e grande arcade.
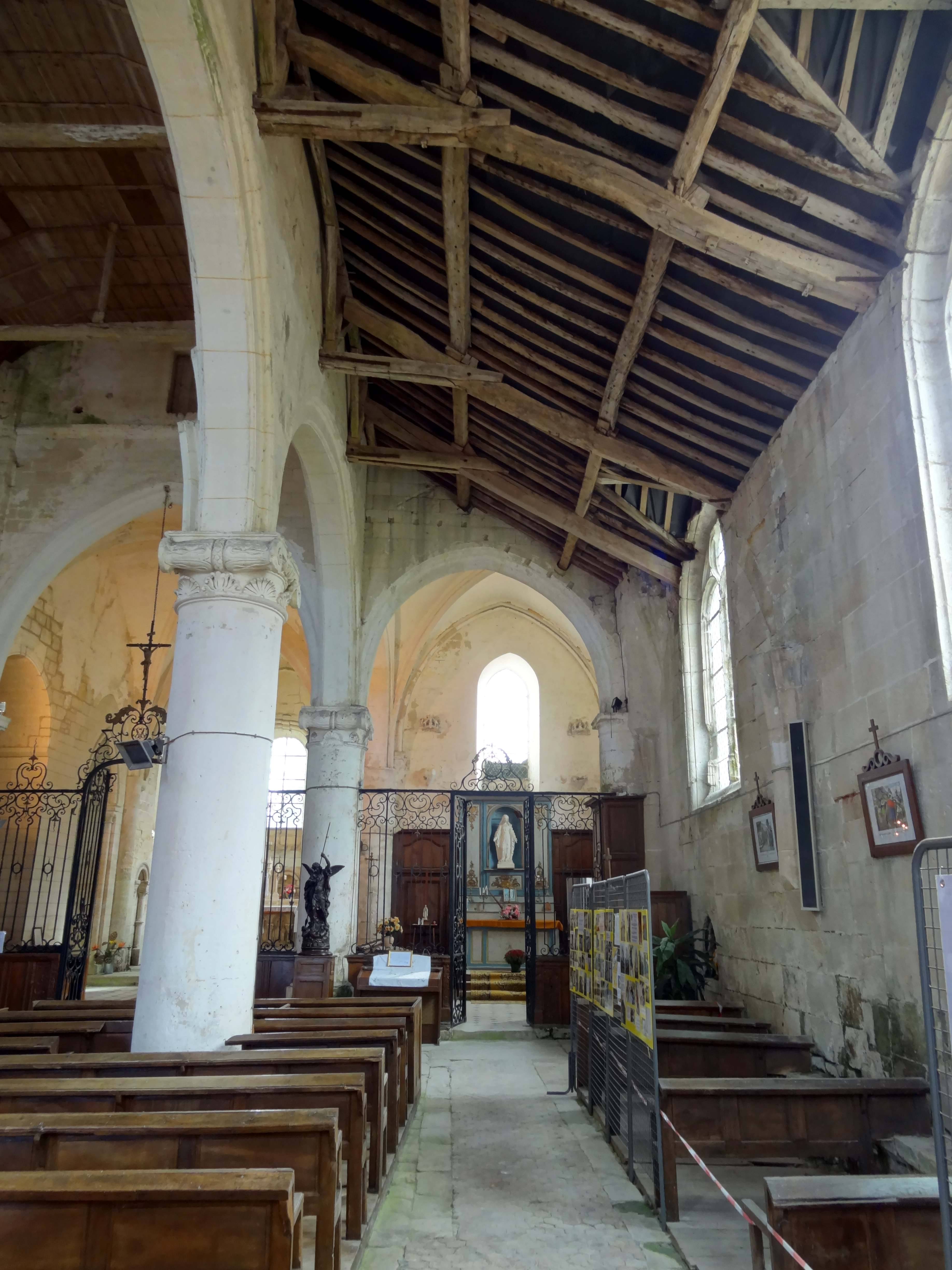
Bas-côté sud, vue vers l'est.
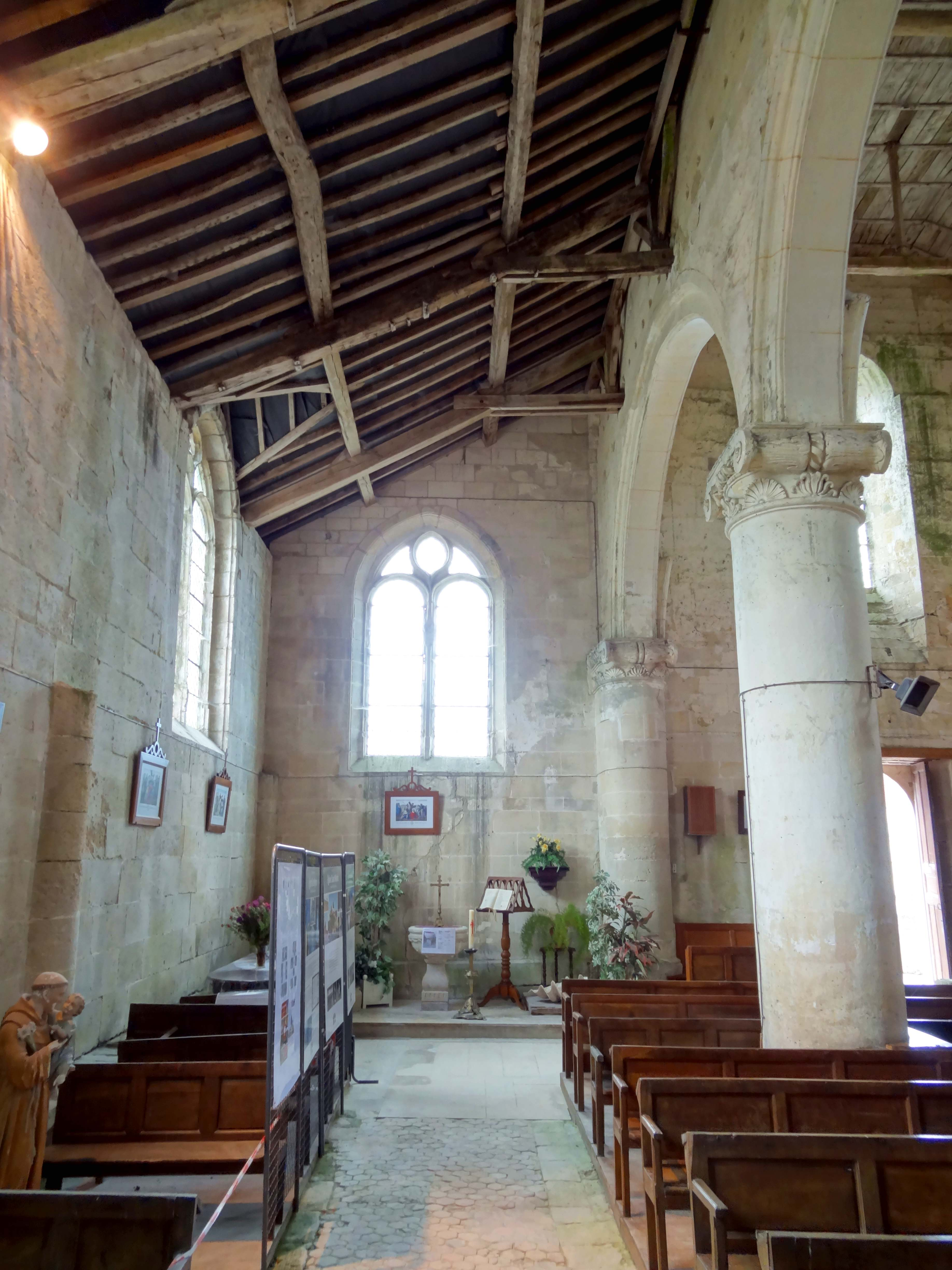
Bas-côté sud, vue vers l'ouest.
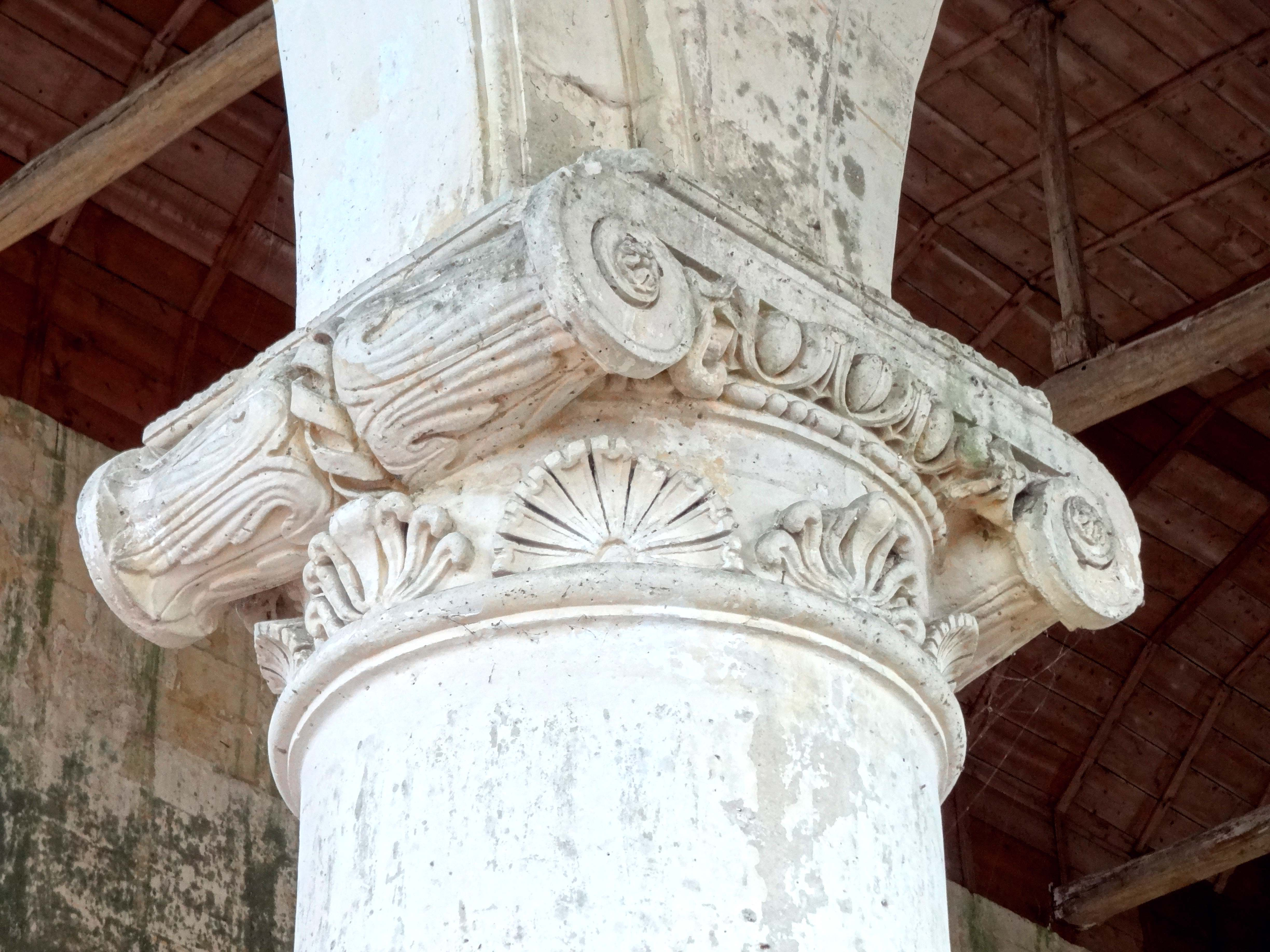
Chapiteau des grandes arcades Renaissance.

#### Première travée du chœur

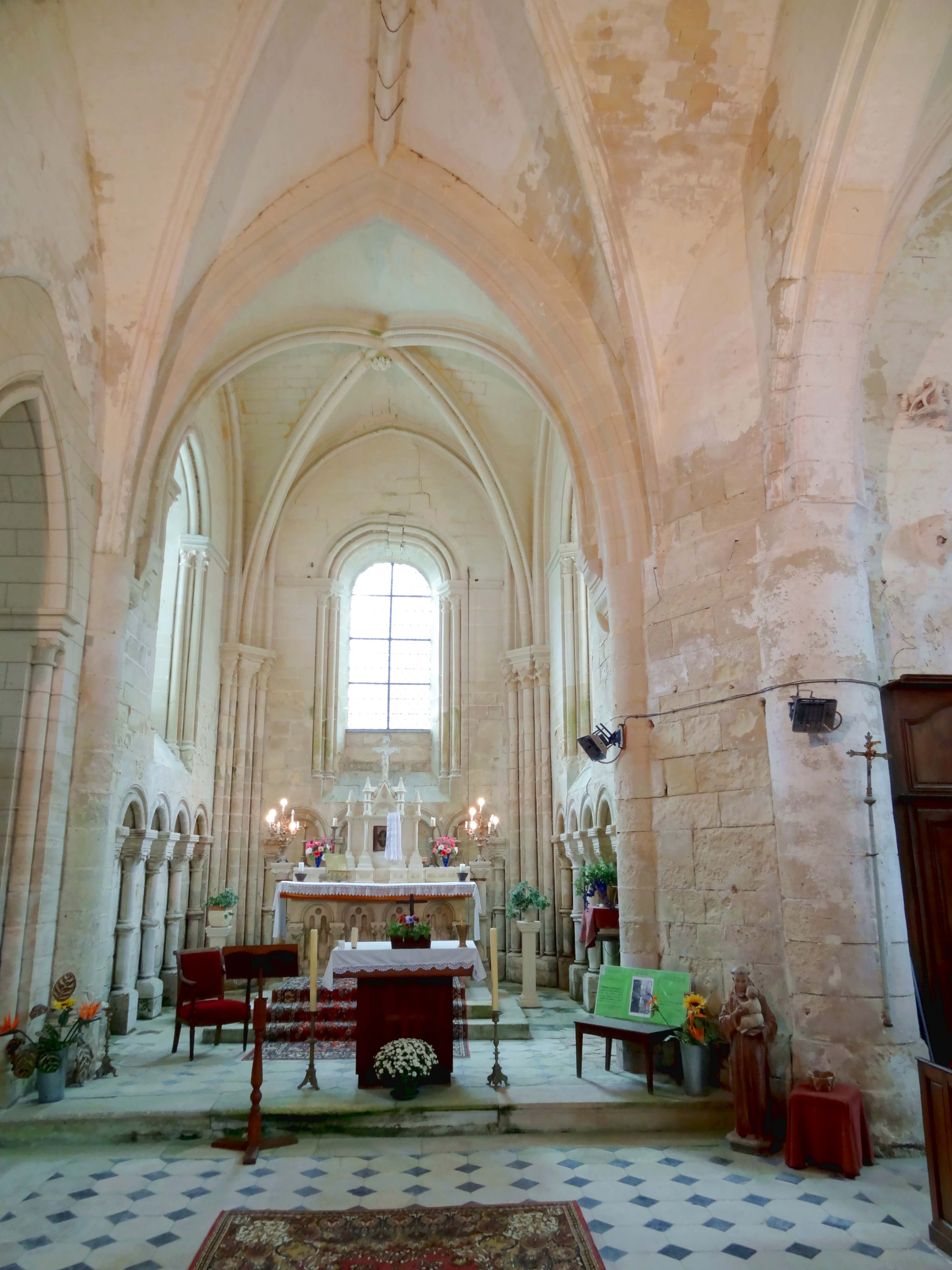
Vue vers l'est.

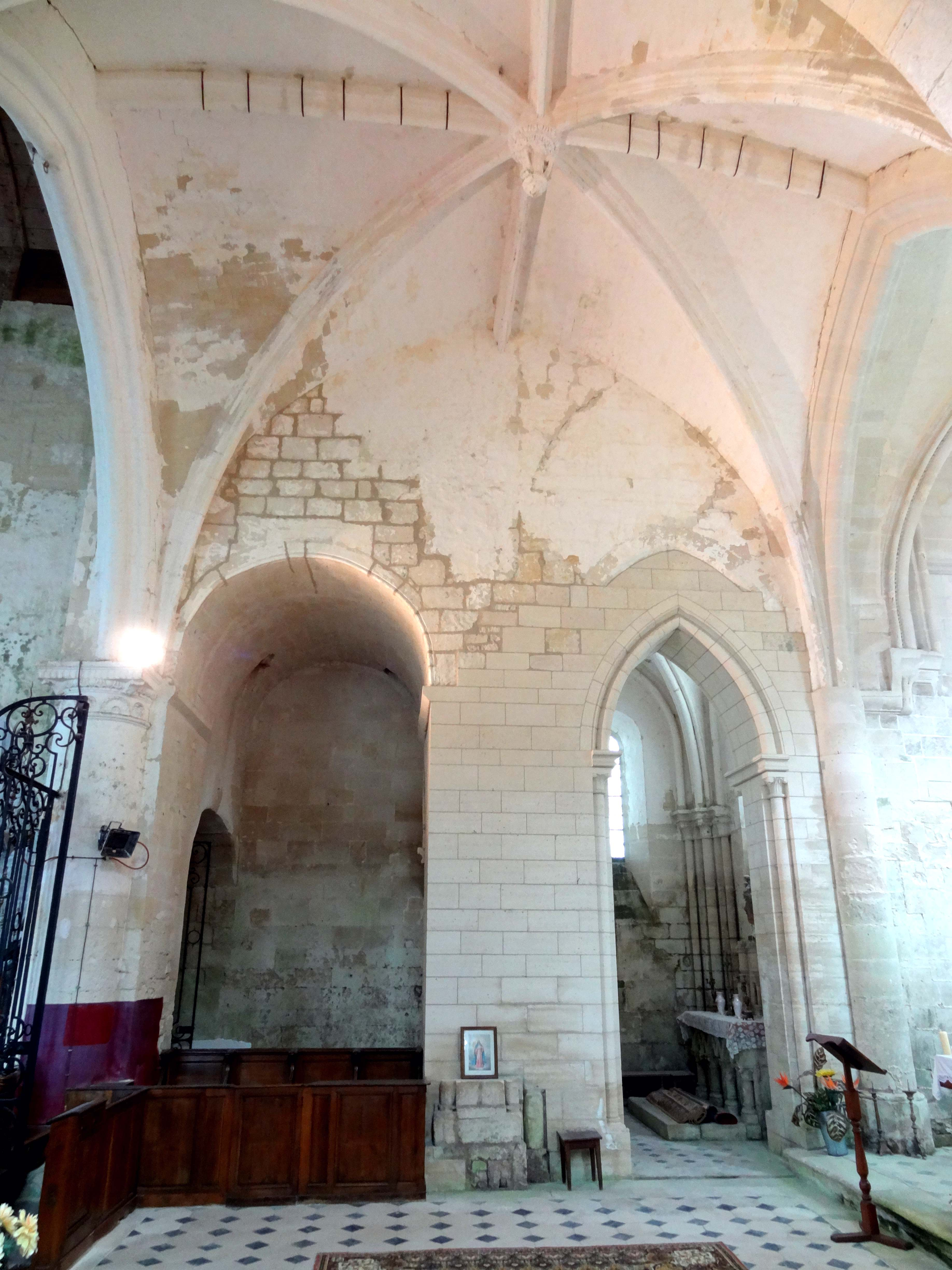
Vue vers le nord.

Comme déjà signalé à plusieurs occasions, l'actuelle première travée du chœur est issue de la réunion des deux premières travées du chœur du dernier quart du XIIe siècle, et délimitée de la nef et du sanctuaire par des doubleaux de style flamboyant tardif, profilés d'un boudin entre deux doucines. Ils encadrent une voûte d'ogives du même style, qui est agrémentée de liernes, mais dépourvue de formerets, qui devraient normalement exister au nord et au sud. L'exécution n'est donc pas très soignée, et le voûtain occidental n'épouse pas le tracé du doubleau adjacent. Il est plus large que le voûtain oriental, car la travée comporte un angle coupé au sud-est, et le sanctuaire est moins large que la travée en question. Les ogives et liernes présentent dans l'intrados un coin émoussé, et de chaque côté un ressaut amorti par une doucine. La petite clé de voûte pendante est entourée d'oves et de dards, et prend la forme d'un court balustre cannelé flanquée de trois consoles, orné d'une rosace de feuillages en dessous. La voûte a la même hauteur que les grandes arcades au sud de la nef et la voûte de l'abside. Elle dépasse légèrement en hauteur la chapelle latérale sud. Dans l'angle sud-ouest, les nervures retombent de façon régulière sur le chapiteau ionique à l'intersection de quatre travées, déjà mentionné. En face au nord, l'on trouve un chapiteau hybride qui a un tailloir plus développé en lieu et place des coussinets ioniques. Seulement le doubleau retombe proprement sur le tailloir ; l'ogive se fond dans l'angle. Dans l'angle nord-est, les nervures sont reçues sur un fût cylindrique engagé sans tailloir ni chapiteau, mais sans se fondre dans le fût comme le voudraient les préceptes de l'architecture flamboyante, appliqués aux supports restés sans emploi du bas-côté sud. Dans l'angle sud-est enfin, le doubleau oriental retombe pareillement sur un fût cylindrique engagé, tandis que l'ogive se fond dans le mur. En raison de l'existence d'un pan de mur oblique dans cet angle, la retombée du doubleau méridional est dissocié. Elle s'effectue sur un tailloir polygonal mutilé, qui devait appartenir à un gros chapiteau gothique des alentours de 1200, et est porté aujourd'hui par un gros fût cylindrique engagé d'un diamètre disproportionné par rapport au tailloir.
Dans trois angles sur quatre, il est donc assez évident que les supports ont été repris en sous-œuvre après la construction de la voûte. Seul le doubleau méridional est cohérent avec l'un de ses supports, à savoir la colonne ionique à l'intersection de quatre travées, et affiche par conséquent le même profil que les grandes arcades au sud de la nef. On peut également constater que la partie du chœur en question doit être irrégulière depuis l'adjonction du croisillon sud tout au moins, en ce qui concerne le pan de mur oblique au sud-est. Mais ce pan de mur peut également remonter à la construction du chœur gothique, et s'expliquer par la reprise partielle de structures romanes, de sorte que les irrégularités se transmettent d'une génération de l'édifice à une autre. On peut s'interroger, à ce sujet, sur la manière dont le croisillon sud se raccordait au chœur avant son remaniement au XVIe siècle. Il aurait normalement fallu deux petites arcades, ce qui semble démenti par le grand tailloir polygonal à l'est du doubleau méridional, mais ce qui est en même temps confirmé par les bases de l'ancien doubleau intermédiaire du côté nord. On y voit deux fines colonnettes de part et d'autre d'un étroit pan de mur, qui correspond au piédroit de l'ancien doubleau, et servait peut-être de dosseret à une colonne engagée dont toute trace a disparu. S'y ajoute, à droite, une colonnette de plus fort diamètre, qui correspond à la voûte de l'ancienne deuxième travée. Les bases se composent d'un petit tore, d'une profonde scotie et d'un gros tore inférieur. On ne voit pas de griffes d'angle, mais les bases sont mutilées et incomplètes. Leur physionomie évoque les bases dans les angles nord-est et sud-est du sanctuaire, qui ne sont pas non plus flanquées de griffes. Reste à insister sur le raccordement avec les deux travées adjacentes du côté nord. À gauche, l'arcade ouvrant dans la base du clocher voûtée en berceau plein cintre a exactement le même tracé que la voûte elle-même. Son arête est adoucie par un petit tore, à l'exclusion des piédroits, qui sont à arêtes vives. La retombée de l'arcade s'effectue, avec l'ensemble de la voûte, sur une tablette biseautée. À droite, l'arcade ouvrant dans la petite chapelle latérale nord est beaucoup moins élevée et plus étroite que la précédente et que la chapelle elle-même, et semble issue d'une restauration ancienne. Elle se trouve dans un état de conservation trop parfait ; le mur tout autour a été réappareillé ; et un peu plus haut, une ancienne arcade est englobée dans le mur. Elle indique certainement la hauteur initiale de l'arcade.

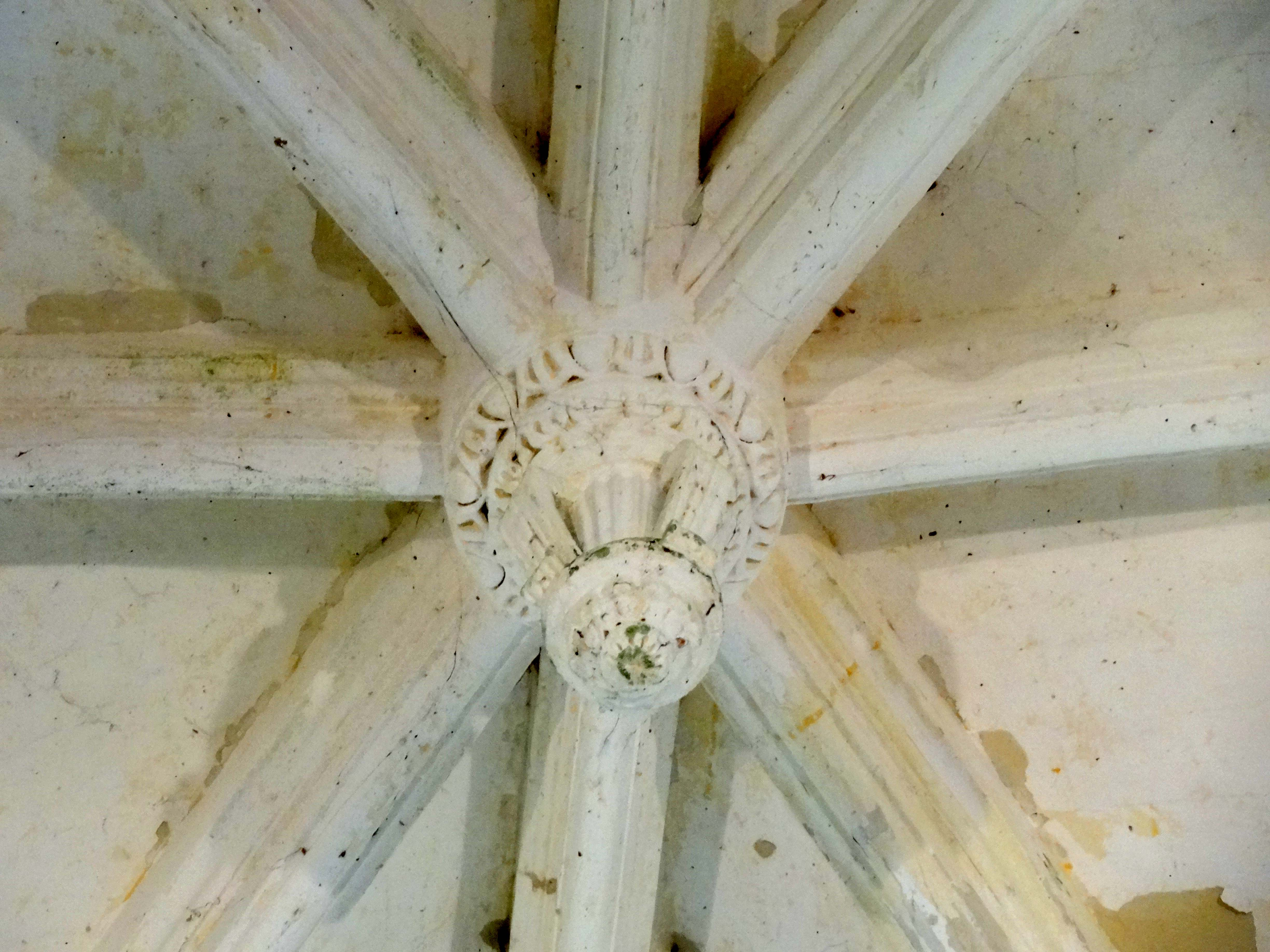
Clé de voûte.
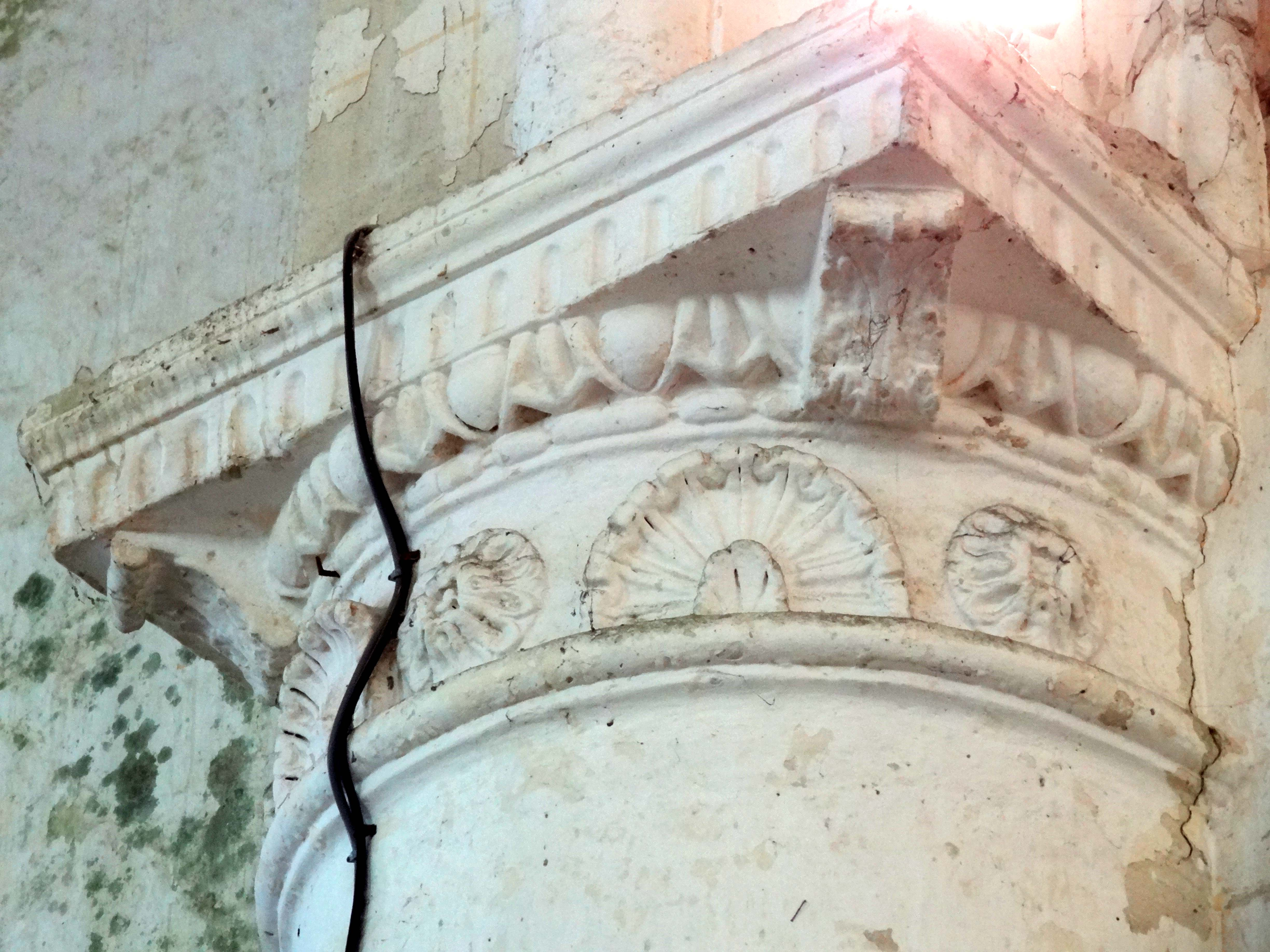
Chapiteau au nord de l'entrée du chœur.
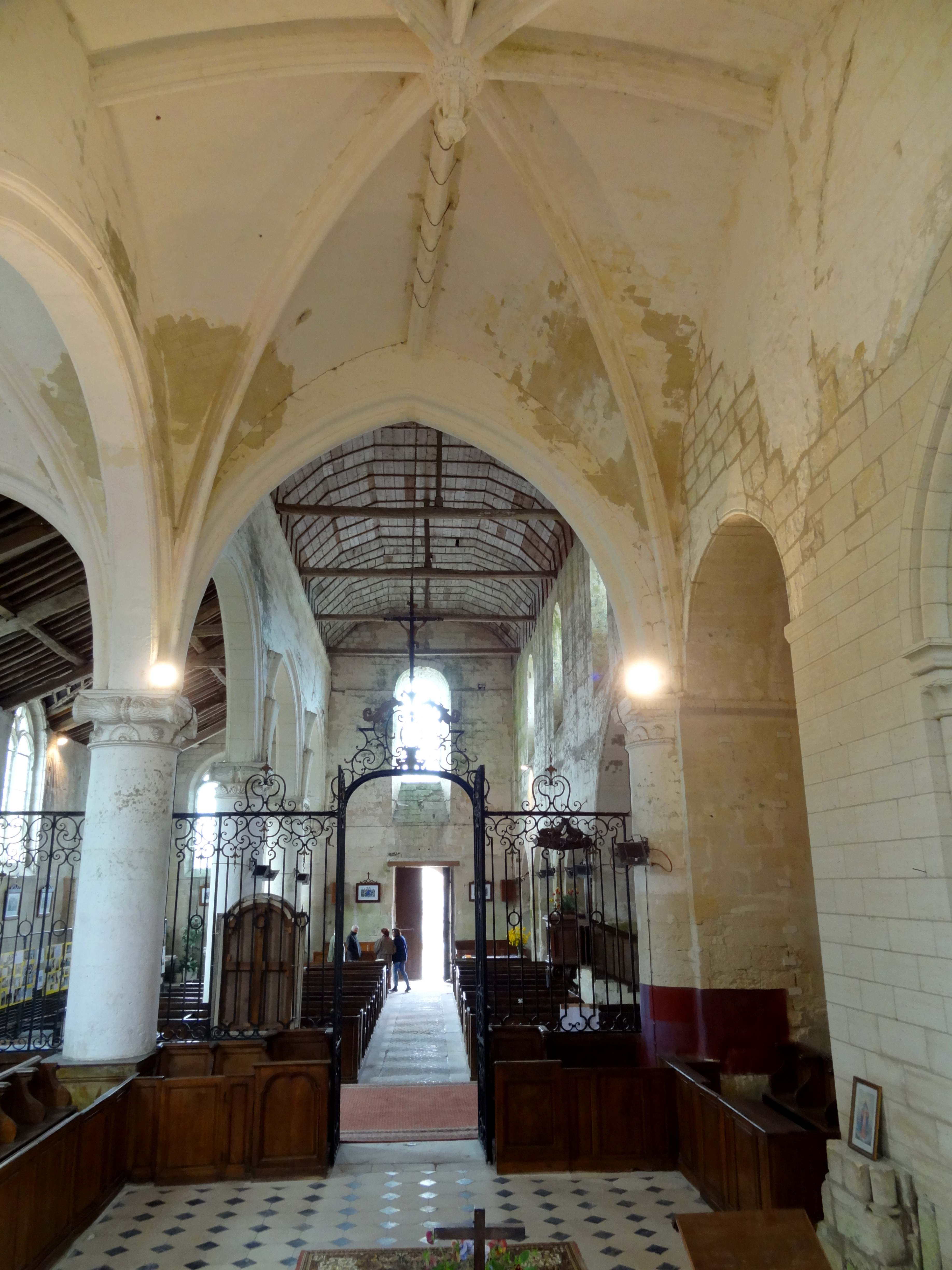
Vue vers l'ouest dans la nef.
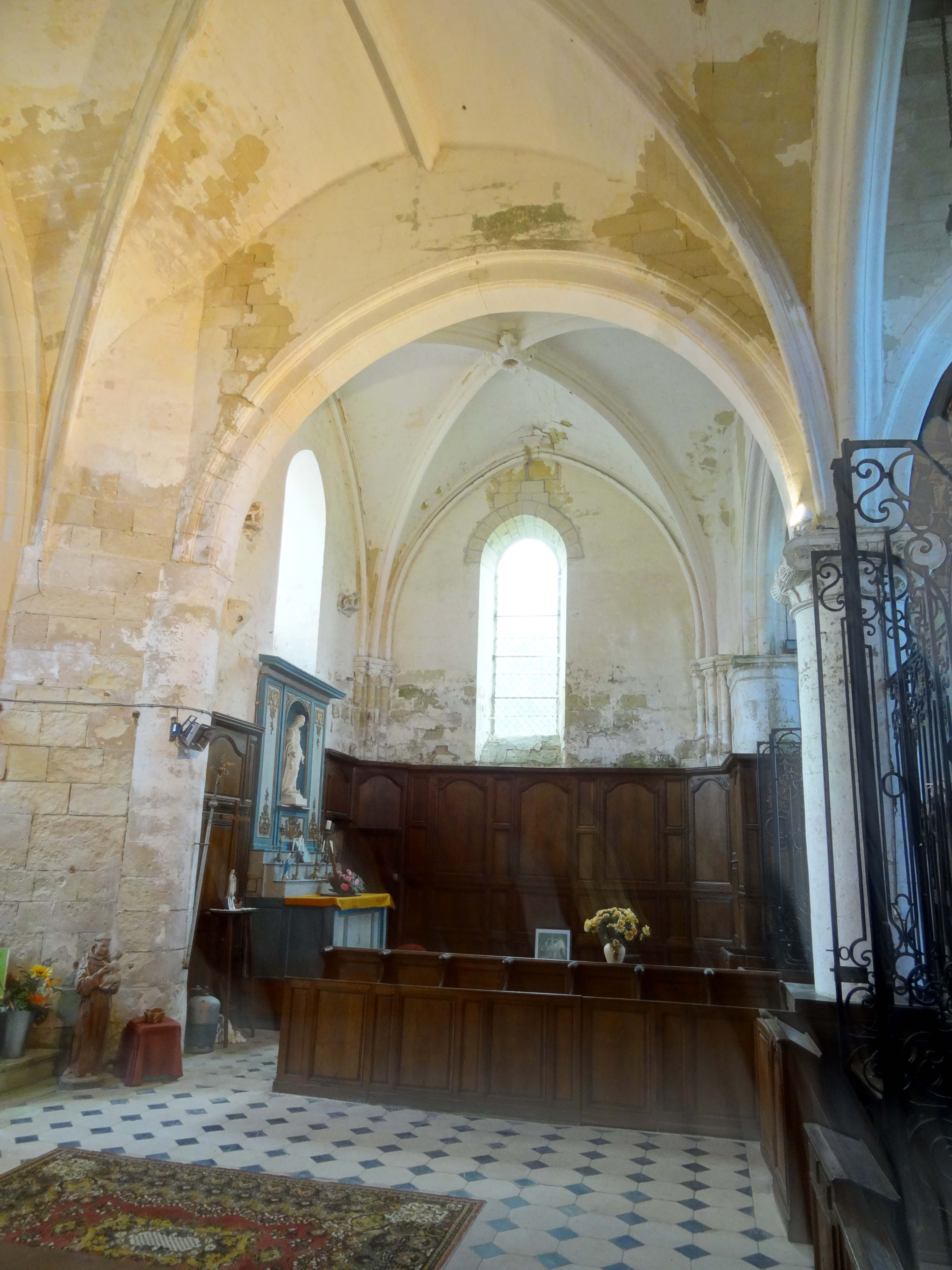
Vue vers le sud dans le croisillon.
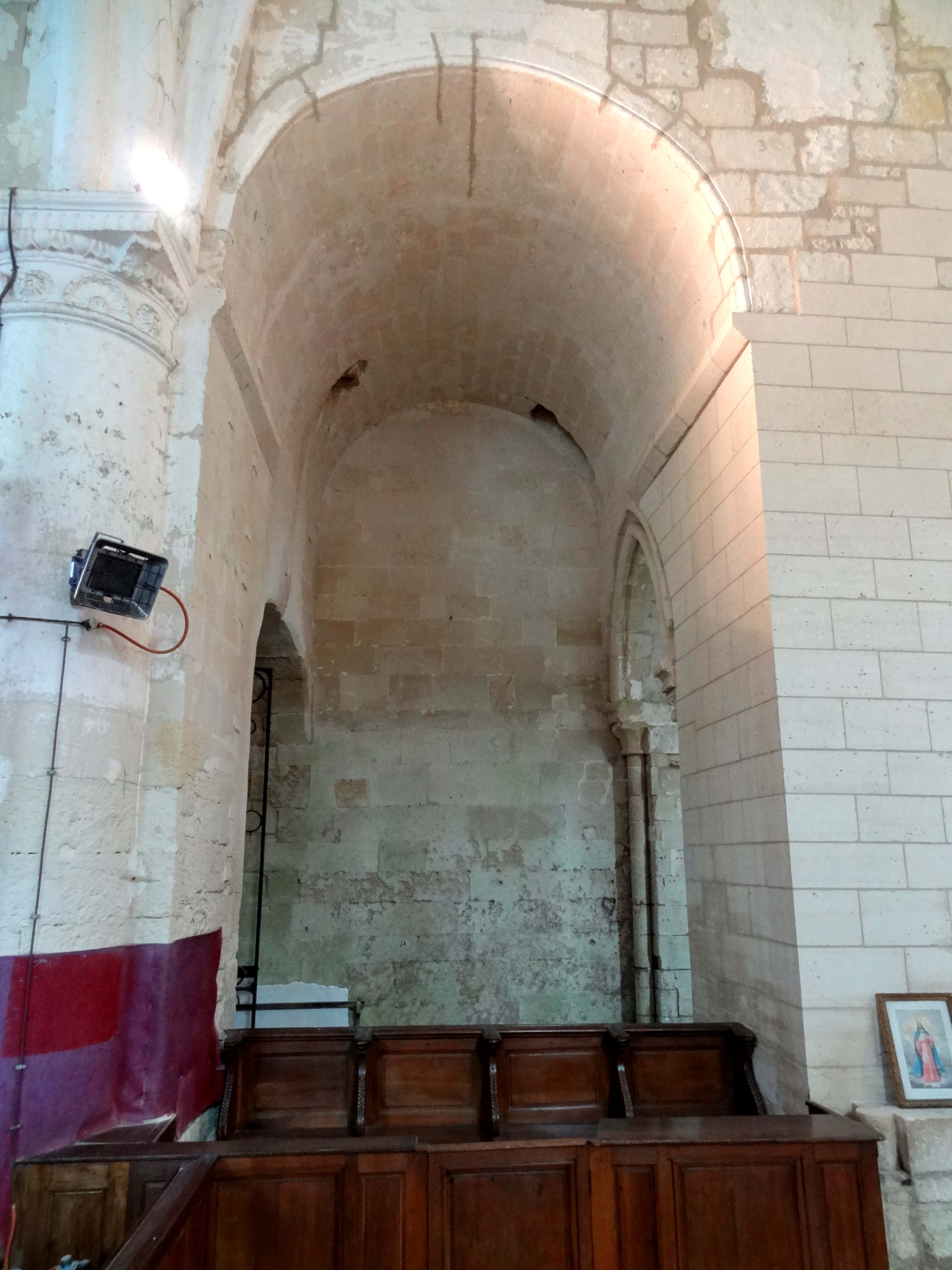
Vue vers le nord dans la base du clocher.
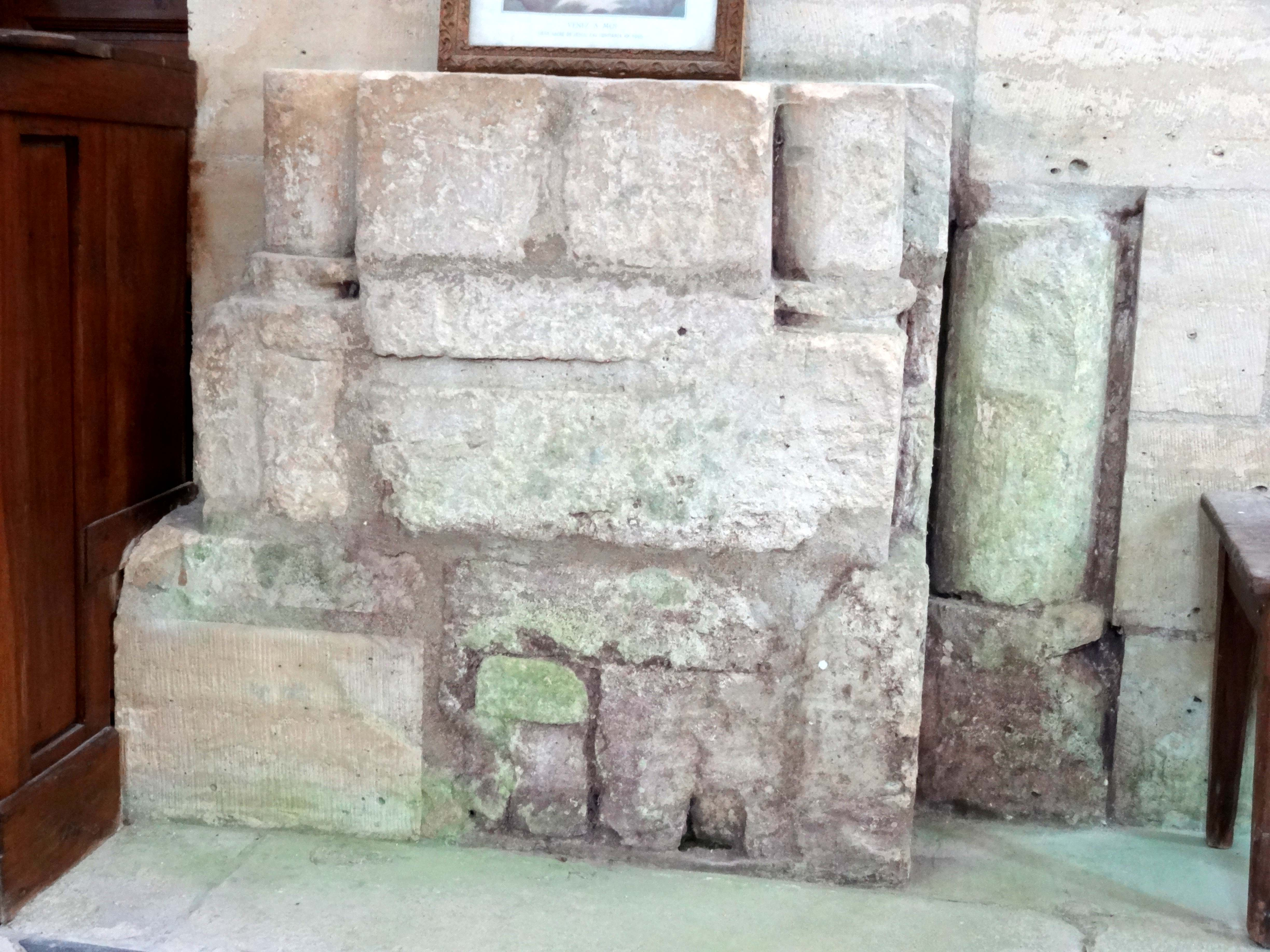
Bases de l'ancien doubleau intermédiaire.

#### Deuxième travée du chœur ou abside

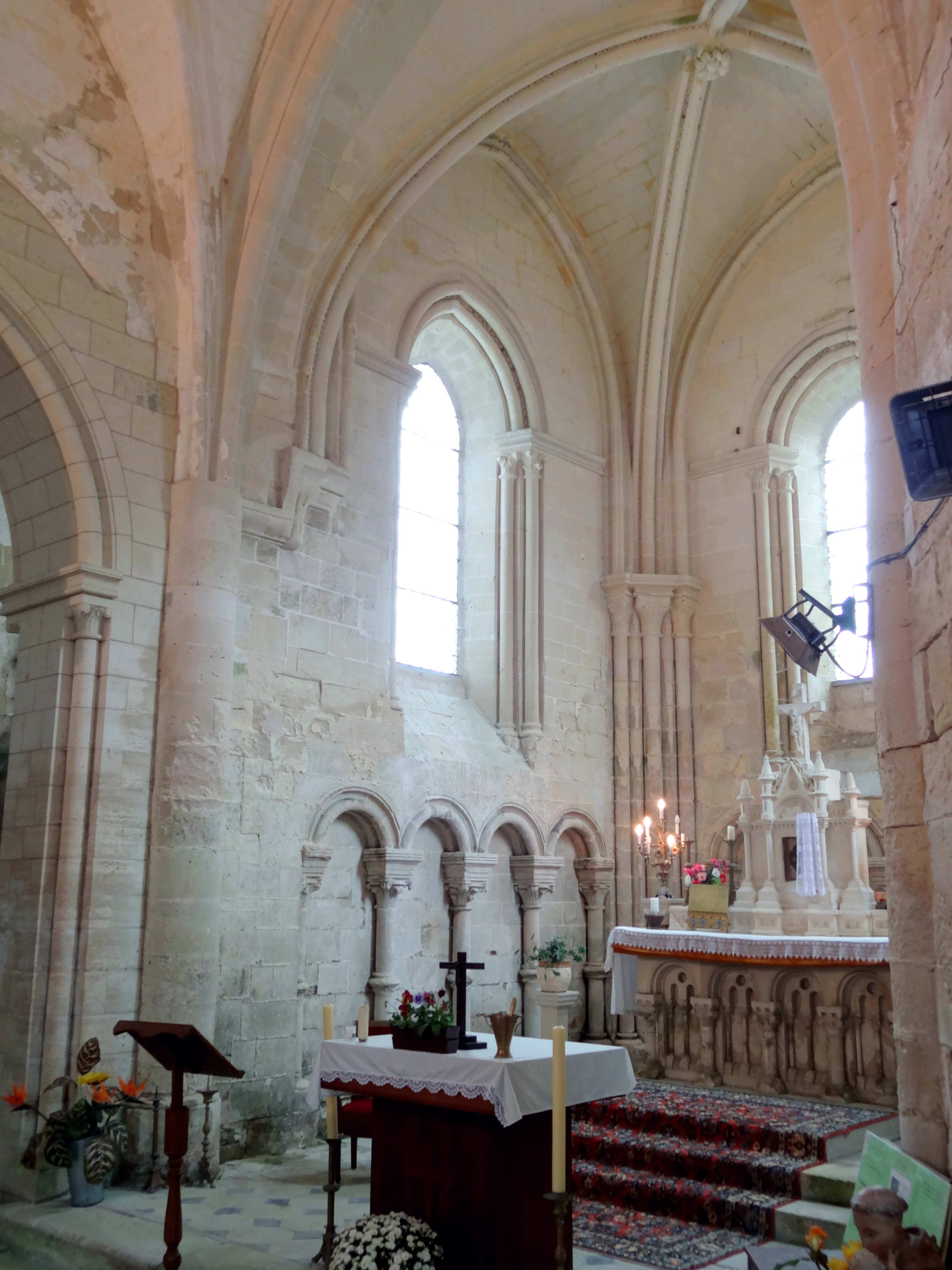
Vue vers le nord-est.

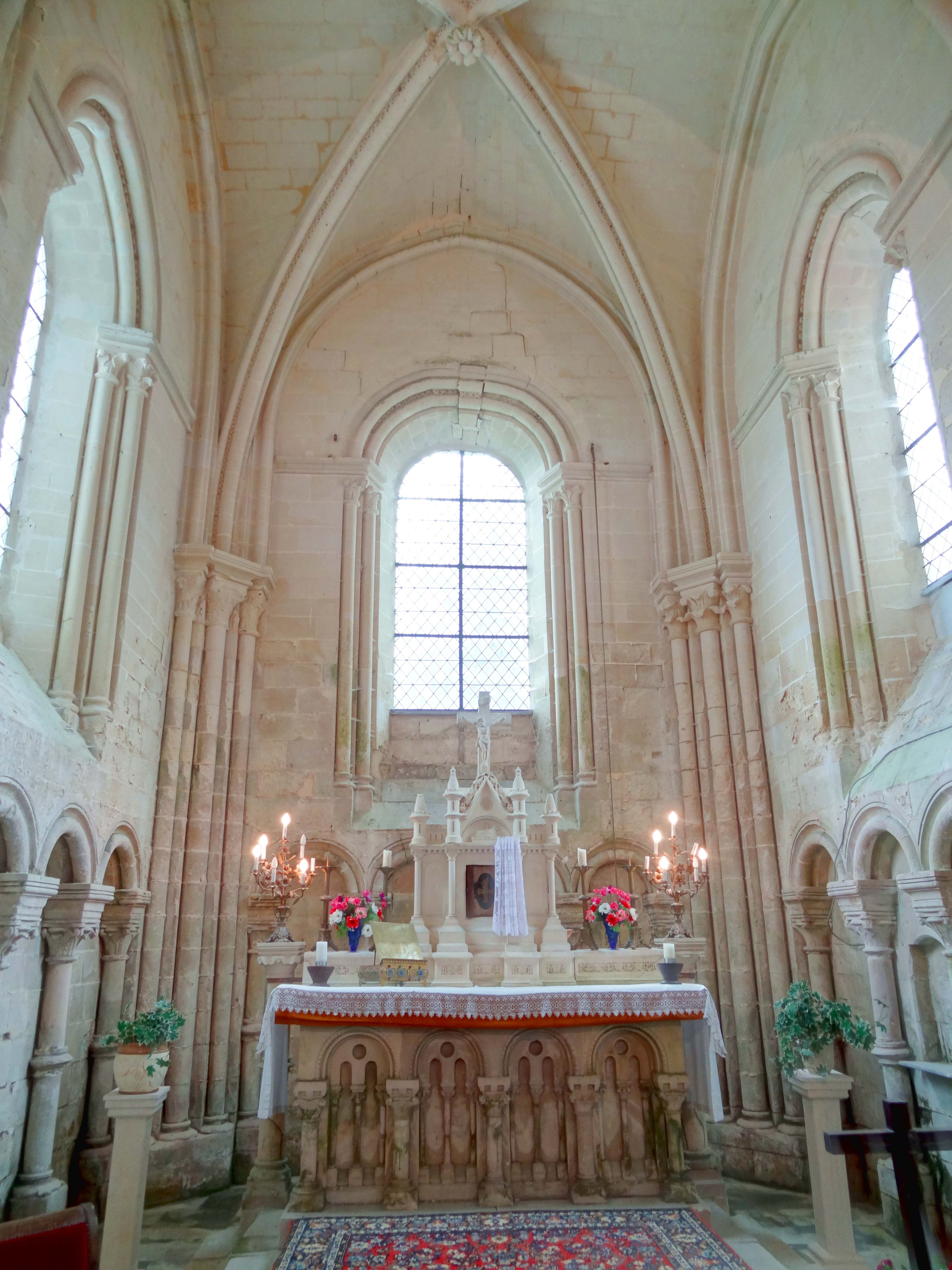
Vue vers l'est.

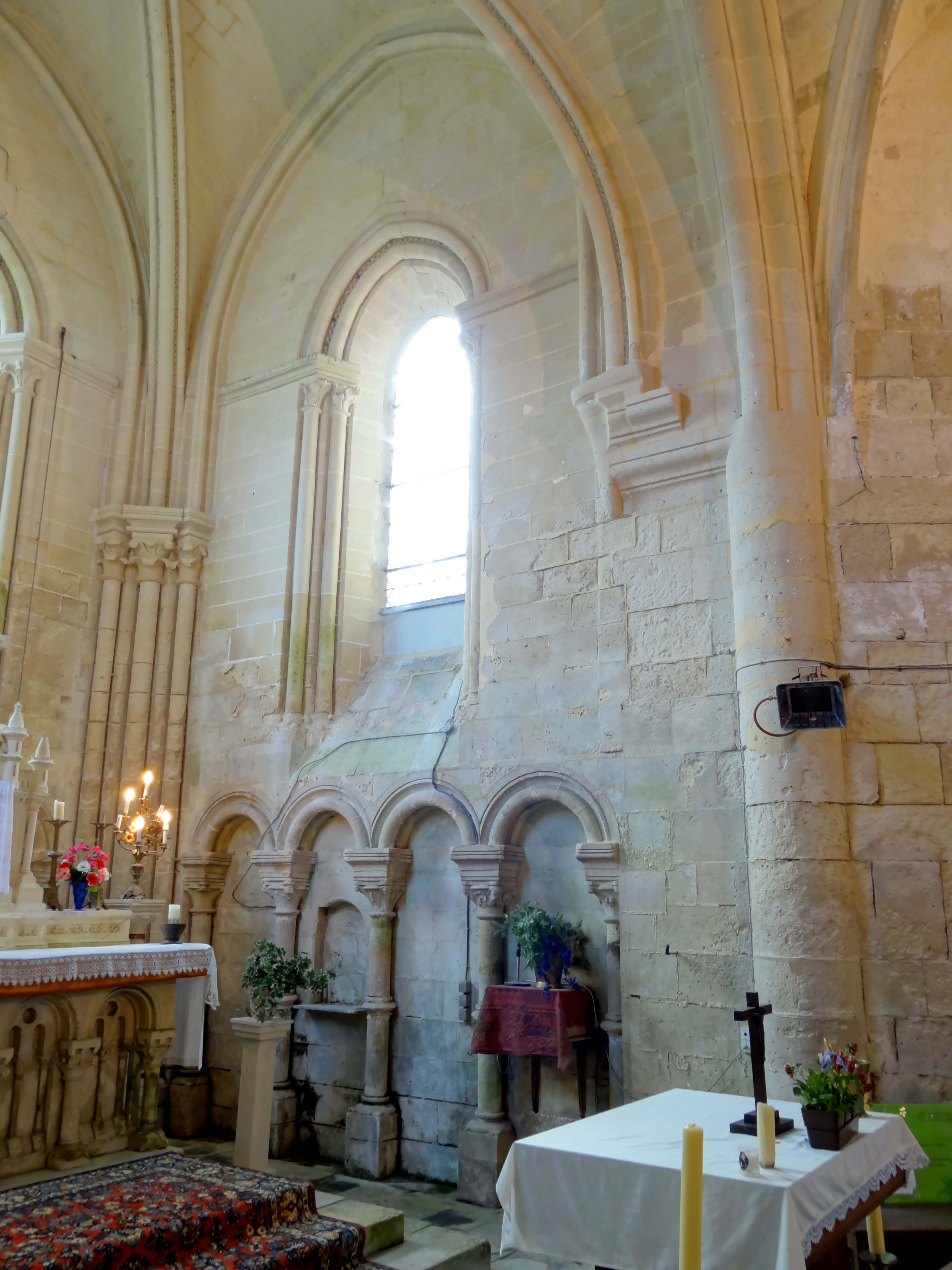
Vue vers le sud-est.

Le remaniement de l'avant-chœur ne s'est pas arrêté au doubleau oriental ouvrant sur l'abside. Les faisceaux de colonnettes à l'entrée du sanctuaire ont été supprimés, et le doubleau actuel a été construit en avant du doubleau ancien. L'intervalle a été comblé en agrandissant le voûtain adjacent de la deuxième travée du chœur. La retombée de sa voûte s'effectue désormais d'une manière quelque peu disparate. Au nord, subsistent les tailloirs de l'ogive et du formeret, qui ont été retaillés et simplifiés, et le chapiteau à feuilles d'eau de l'ogive. Entre ce chapiteau et la colonne engagée de la Renaissance, le voûtain retombe sur une console profilée d'une plate-bande, d'une doucine et d'un cavet, que l'on a pris soin de relier au tailloir du chapiteau par un bandeau vertical. Le vestige du fût du chapiteau a été transformé en cul-de-lampe, et le tailloir du formeret a reçu une console profilée au milieu d'un listel et d'une baguette, qui est sans doute le réemploi d'un ancien bloc mouluré retaillé. En face au sud, les deux consoles ont le profil de la précédente, et c'est le formeret qui a conservé son chapiteau, mais sa sculpture s'est perdue.
Abstraction fait de ces bémols qui ne sont pas imputables au maître d'œuvre de la première période gothique, la deuxième travée est un morceau d'architecture exquis, richement décorée à une époque quand la sobriété est le maître mot. Il n'y a pas d'œuvre comparable dans la région. Ce qu'il faut notamment souligner est la double archivolte des fenêtres, qui sont ainsi cantonnées de deux paires de colonnettes à chapiteaux, ainsi que les arcatures plaquées qui animent les soubassements des fenêtres. Ces arcatures sont encore en plein cintre, et la baie d'axe du chevet est en anse de panier, mais ce semble être dû à un important tassement du mur au-dessus, provoquant la dislocation de plusieurs claveaux. Sinon, l'arc en tiers-point règne sur le sanctuaire. Les ogives sont au profil d'un tore entre deux baguettes, dégagées du bandeau en arrière-plan par des gorges. Les deux intervalles entre les trois moulures accueillent un rang de minuscules fleurs de violette aux intervalles excavées, ce qui évoque la nef et le bas-côté nord de l'de Chars, et certaines voûtes de l'église du prieuré Saint-Martin-des-Champs ; de l'abbatiale de Saint-Germer-de-Fly ; et de la cathédrale Notre-Dame de Noyon. Dans la dernière travée de la nef d'Acy-en-Multien, les ogives sont sculptées de bâtons brisés ; dans la première travée du chœur de Béthisy-Saint-Martin, le tore des ogives est bordé de lignes brisées aux intervalles excavées ; et dans la base du clocher de Catenoy, la gorge entre les deux tores des ogives accueille des petits boutons. La clé de voûte est sculptée d'une rose à sept pétales, ce qui est très rare. Il y a des formerets toriques, qui ont le petit diamètre des baguettes qui entrent dans la composition des ogives. Tant les ogives que les formerets retombent assez bas, raison pour laquelle les formerets comportent des sections verticales au-dessus des tailloirs, comme souvent dans les angles des absides à pans coupés. Les tailloirs se situent exactement à mi-hauteur des piédroits des fenêtres. Ils sont épais, et accusent un profil complexe, composé d'une plate-bande, d'un mince filet, et d'un cavet entre deux tores. Ils sont en principe de plan carré, et les tailloirs des ogives sont implantées à 45° face à celles-ci, mais les trois tailloirs dans les angles nord-est et sud-est du chevet sont taillés dans un seul bloc, et ne forment qu'un. Les chapiteaux sont sculptés de deux rangs de feuilles d'eau et de feuilles côtelées, et dans l'angle sud-est, les extrémités des feuilles du rang supérieur s'enroulent en crochets. Les fûts sont tous de même diamètre, et sont logés dans des angles rentrants. Les bases sont du même profil qu'au nord de l'ancien doubleau intermédiaire dans la première travée.
Les élévations latérales et le chevet sont à l'origine strictement analogues. Ils présentent tous une fenêtre au-dessus de quatre arcatures plaquées. Les piédroits des fenêtres vont du début de la section verticale des formerets jusqu'à mi-distance vers le sol. La largeur des fenêtres, ébrasement compris, représente un tiers de la largeur des murs. Si l'ébrasement n'est pas très important, les fenêtres s'ouvrent au-dessus d'un glacis pentu, qui est moins long au chevet que latéralement, et retombe moins bas au nord qu'ailleurs. Au chevet et au sud, il retombe immédiatement au-dessus du sommet des arcatures aveugles. Il s'agit là d'une maladresse de l'architecte. Elle paraît encore moins justifiée dans la mesure où les fenêtres furent jugées trop grandes par la suite, et la partie inférieure bouchée. On peut aussi s'étonner de l'absence d'un moyen de scansion horizontal à la limite des allèges. Chaque fenêtre est surmontée d'une double archivolte torique, qui retombe sur une tablette continue moulurée d'une plate-bande, d'un listel relié à un cavet, et d'un tore. Elle sert de tailloir aux colonnettes à chapiteaux, qui sont sculptés de feuilles d'eau assez simples, mais délicatement pliées, avec des volutes d'angle encore toutes romanes ou des extrémités recourbées. Les colonnettes sont en délit, ce qui est une marque d'élégance, et ont des bases dont la scotie est anormalement large. Les arcatures plaquées, fréquentes à la période romane, ont des tailloirs un peu trop volumineux, dont le profil crée l'impression de l'entassement de trois tablettes au-dessus d'un cavet. Deux autres tablettes suivent en dessous du cavet. Les corbeilles des chapiteaux commencent par une fine tablette dont chaque face est largement échancrée. Elles sont sculptées de feuilles d'eau, bien fouillées, et arborant parfois des nervures perlées, mais aussi de crochets gothiques. Le premier chapiteau au sud évoque clairement le début du XIIIe siècle. Sur le chapiteau suivant, les crochets s'avèrent, en regardant de près, comme des têtes d'homme barbues, et les feuilles n'ont rien en commun avec les autres chapiteaux. Ce chapiteau et deux autres sont susceptibles d'être néo-gothiques. Concernant les colonnettes des arcatures, elles sont également en délit, et baguées en leur milieu. Ces bagues se composent d'un gros tore entre deux scoties et deux petits tores, qui sont taillés comme sur les bases. Les bases des arcatures plaquées comportent toutefois des griffes végétales aux angles, qui ne s'observent pas sur les colonnettes de la voûte et des fenêtres. Elles reposent individuellement sur des socles cubiques, et non sur un banc de pierre continu, comme c'est fréquemment le cas.

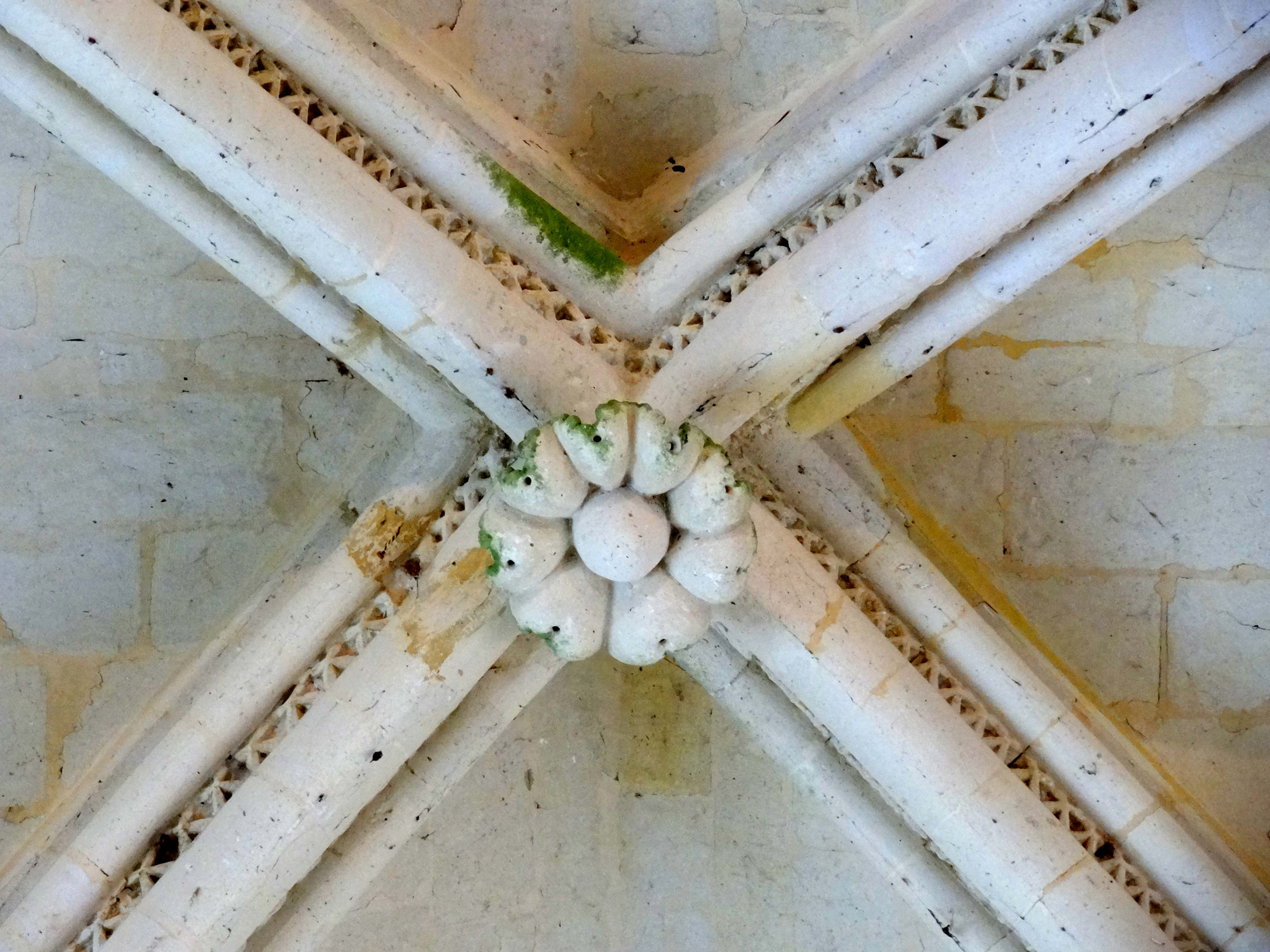
Clé de voûte.
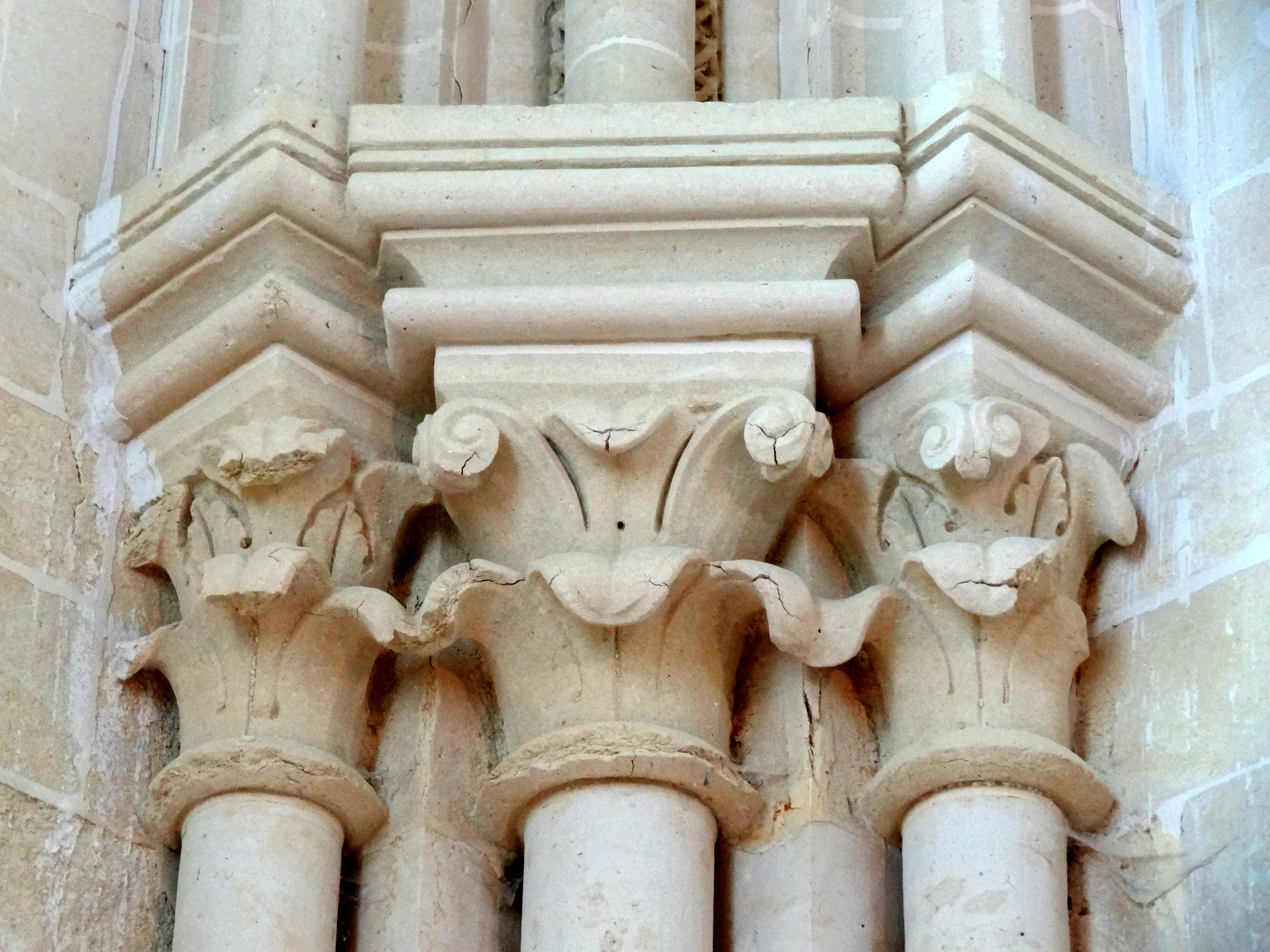
Chapiteaux de la voûte dans l'angle sud-est.
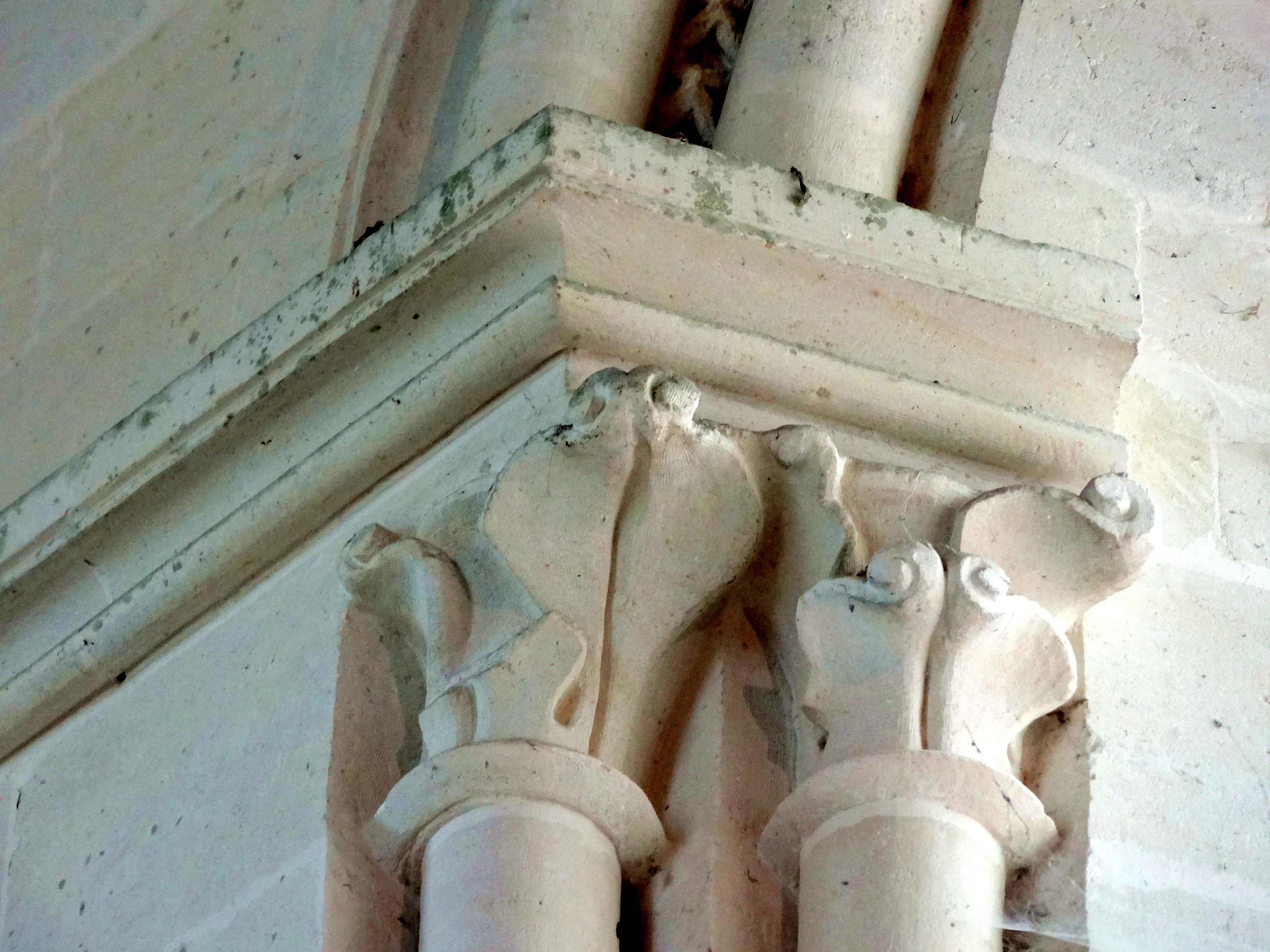
Chapiteaux de la baie méridionale.
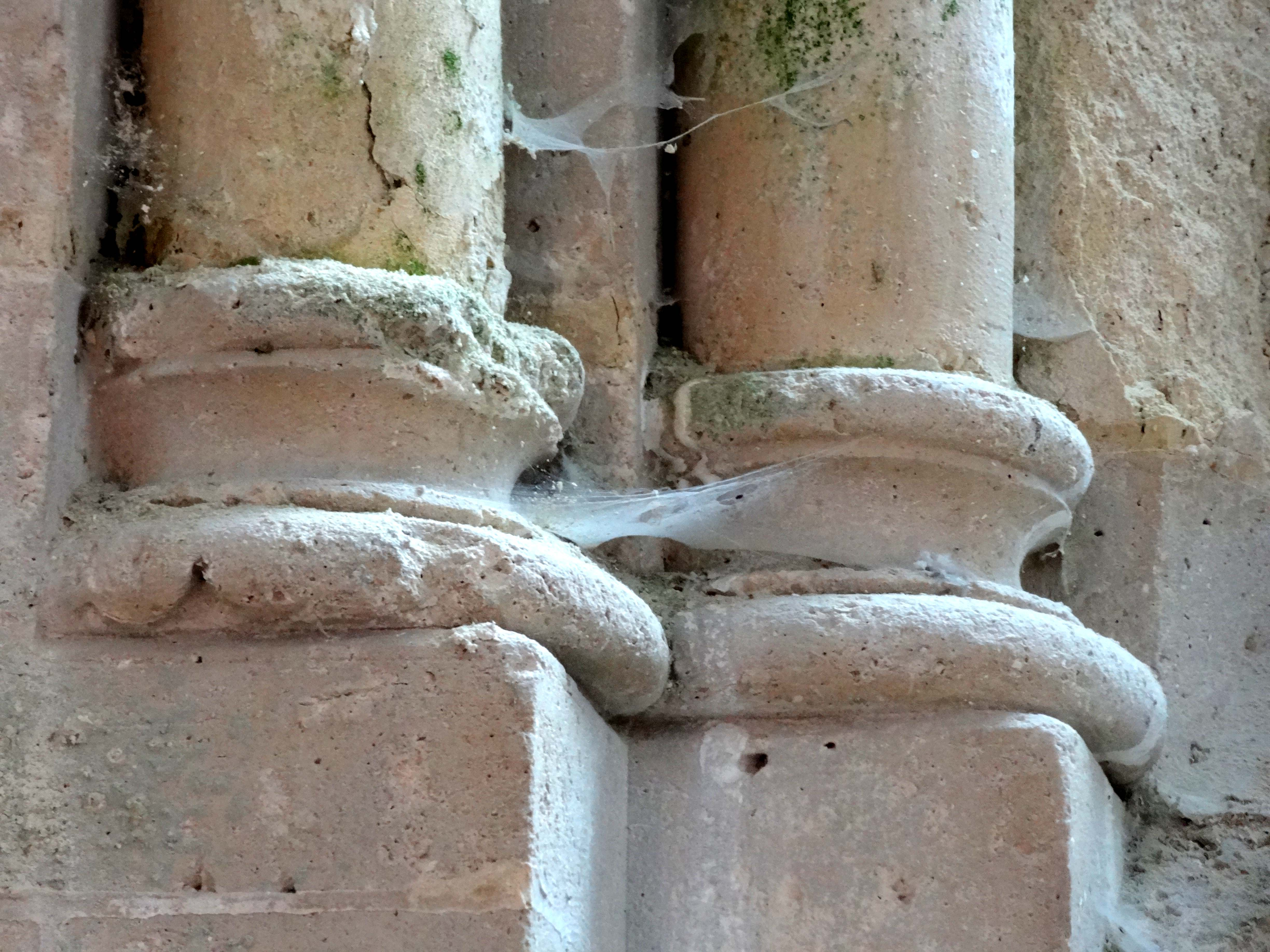
Base des colonnettes des fenêtres.
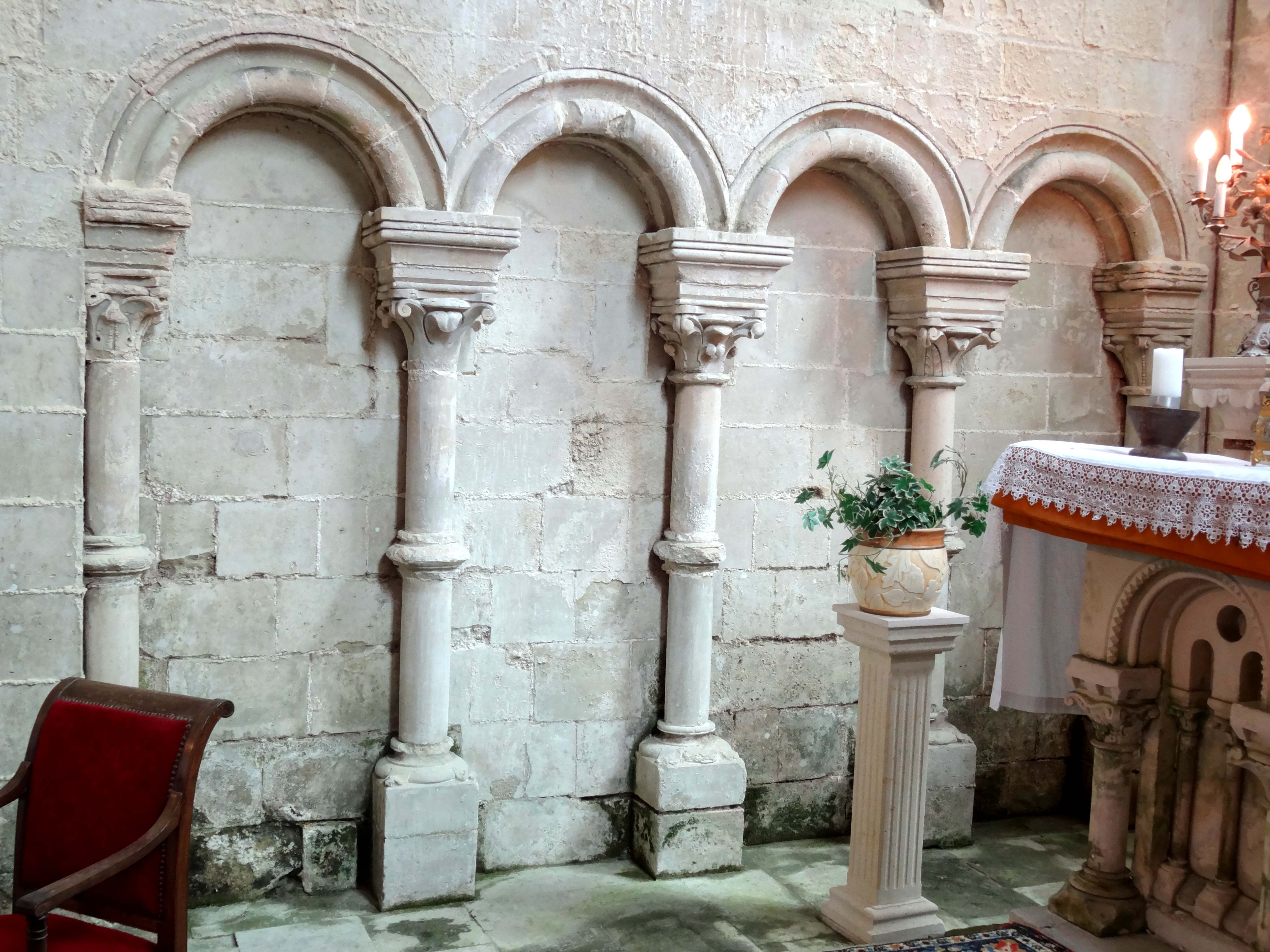
Arcatures plaquées au nord.
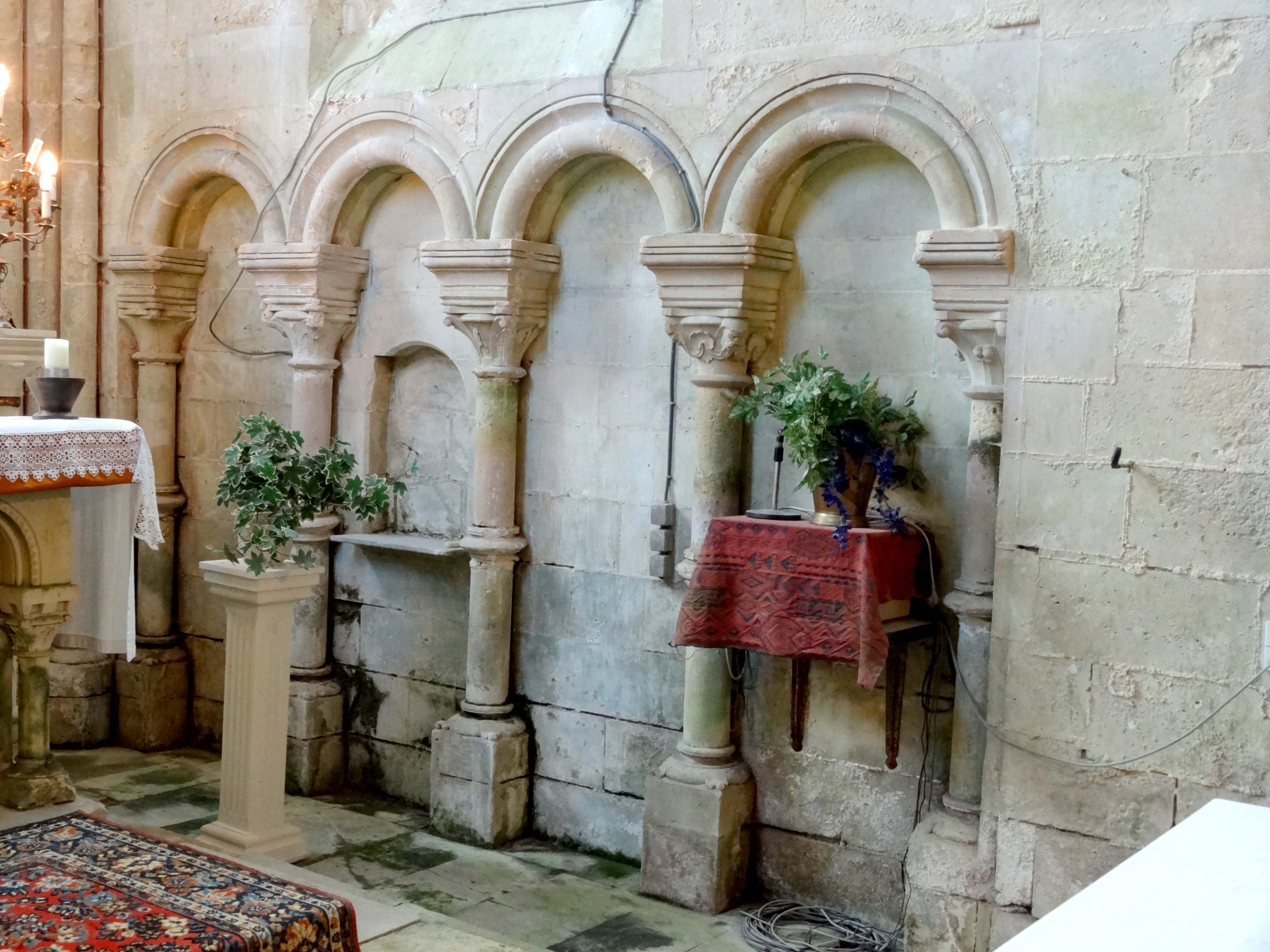
Arcatures plaquées au sud.

#### Chapelles latérales

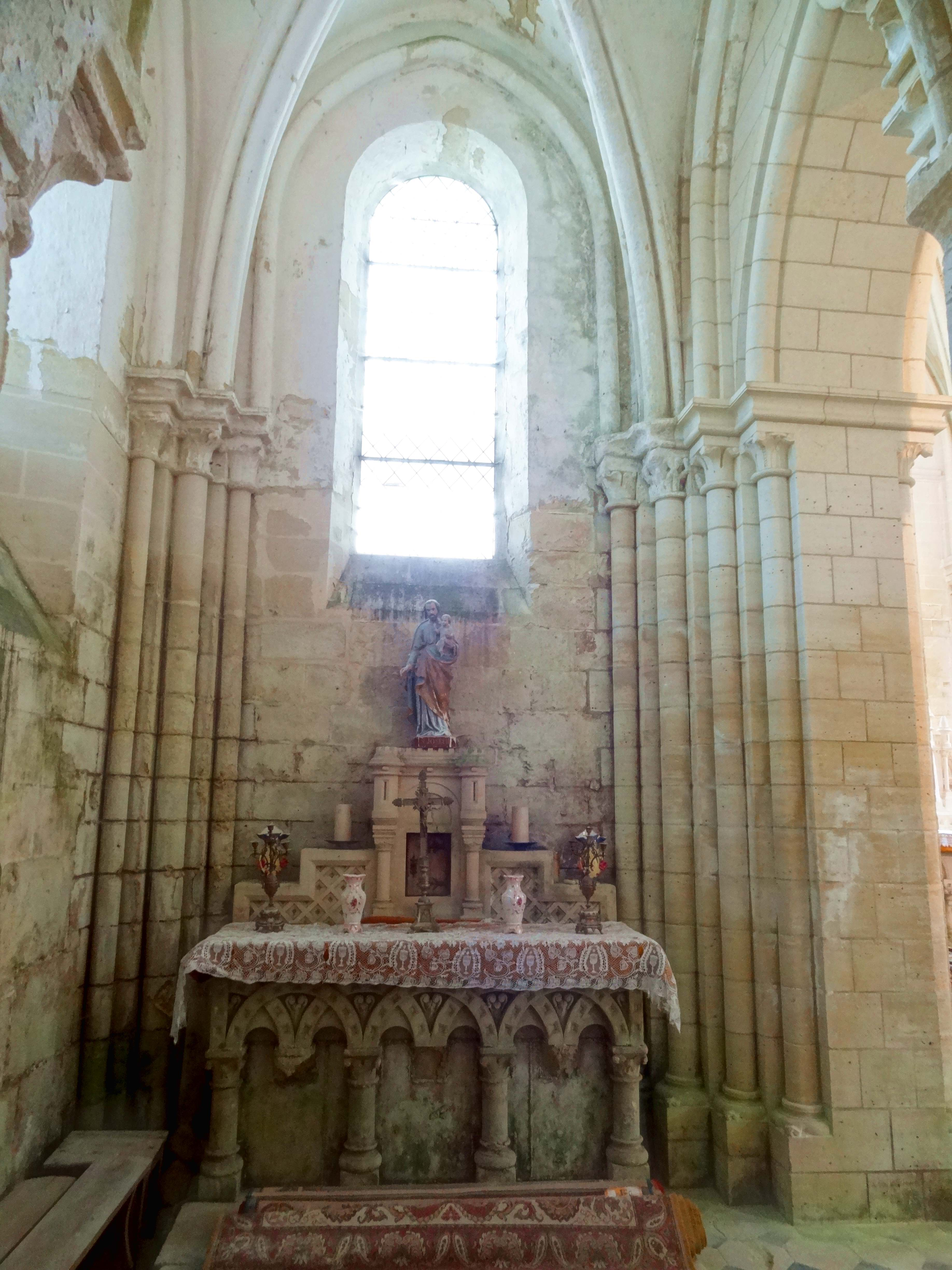
Chapelle nord, vue vers l'est.

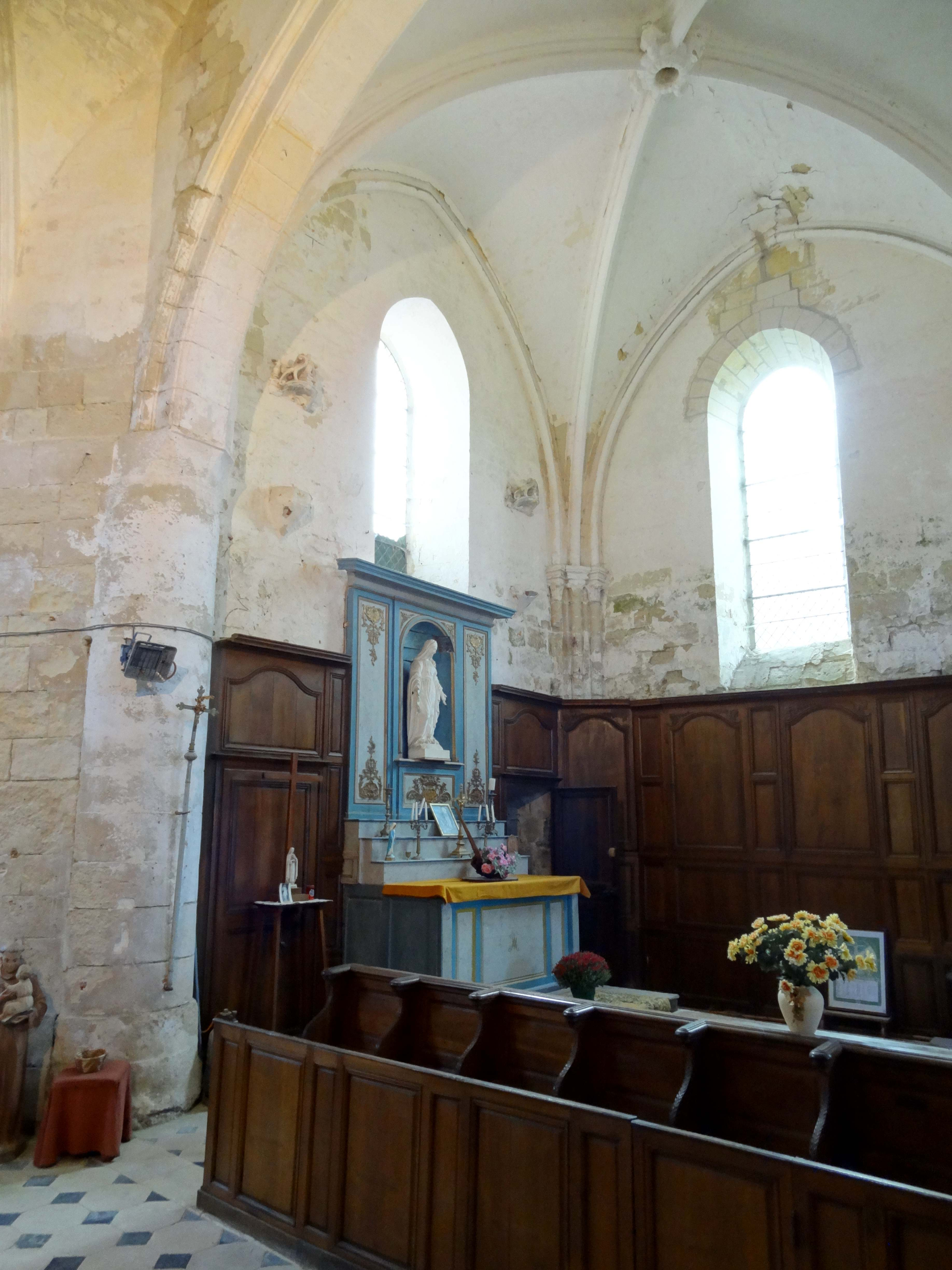
Croisillon sud, vue vers le sud-est.

La minuscule chapelle du nord, à l'est du clocher et au nord de l'ancienne deuxième travée du chœur, est dédiée à saint Joseph. Elle est si solidement bâtie qu'elle pourrait aisément être confondue avec une base de clocher. En effet, les ogives et formerets disposent de colonnettes à chapiteaux dédiés, ce qui est certes la règle aux débuts de la période gothique, mais ne se justifie guère dans un espace aussi exigu. S'y ajoutent les colonnettes des deux arcades, sauf dans l'angle nord-est, ce qui donne quatre colonnettes à chapiteaux dans les autres angles, et en principe cinq dans l'angle sud-ouest, mais l'arcade occidentale n'y dispose pas de colonnette. L'envergure de deux faisceaux réunies est presque équivalente à la largeur des murs libres entre deux faisceaux. Aucune des deux arcades n'épuise la hauteur de la voûte, et ses formerets ne tiennent donc pas lieu de rouleau supérieur des arcades. Étant donné les remaniements visibles dans le chœur, avec notamment une ancienne arcade englobée dans le mur, l'arcade méridionale devait toutefois pratiquement atteindre la hauteur de la voûte dans la configuration initiale, ce qui est souligné par sa retombée au même niveau que les nervures de la voûte. À l'ouest, vers la base du clocher, les chapiteaux de l'arcade sont tout au contraire implantés à un niveau plus bas. Les deux arcades sont à un seul rang de claveaux, et ont de larges piédroits nus entre les colonnettes à chapiteaux qui recueillent les archivoltes toriques. Sur l'arcade méridionale uniquement, les tailloirs sont continus. Ils ne sont pas du même profil que dans le sanctuaire, et accusent, du haut vers le bas, une mince tablette et un cavet entre deux baguettes. Par ailleurs, les tailloirs des ogives sont placés orthogonalement comme les autres. Nonobstant, Dominique Vermand rattache la chapelle à la même campagne que l'abside, ce qui se justifie par le profil quasi analogue des ogives, avec les fleurs de violette en moins, et par la sculpture des chapiteaux également analogue, qui se rapproche en particulier des arcatures plaquées. Les fenêtres, en plein cintre, sont assez grandes, mais non décorées.
La grande chapelle du sud, ou croisillon sud, au sud de l'actuelle première travée du chœur et à l'est du bas-côté sud, est dédiée à la Vierge Marie. Elle est plus large que le bas-côté, mais moins profonde que la travée adjacente du chœur. Par conséquent, en regardant depuis la chapelle, un pan de mur accompagne l'arcade vers le bas-côté à gauche, tandis que l'arcade vers le chœur occupe toute l'élévation septentrionale. La première est de style flamboyante tardif, et affiche le même profil que les deux doubleaux perpendiculaires qui délimitent la première travée du chœur. Cette arcade retombe, du côté sud, sur le tailloir carré du chapiteau d'un pilier cylindrique engagé, le tout de style Renaissance. Comme particularité, le profil du tailloir et la sculpture du chapiteau se continuent sur le pan de mur, jusqu'à l'angle. Le tailloir est composé d'une mince tablette, d'une petite doucine, et d'une épaisse tablette. Le chapiteau est sculpté d'un rang d'oves et de dards, d'un rang de perles, et d'une frise sculptée de petites rosettes éparses. En somme, il s'agit d'une version simplifiée du chapiteau au nord de l'entrée du chœur. Dans l'angle nord-ouest de la chapelle, les deux arcades sont reçues sur la colonne ionique à l'intersection de quatre travées, qui est issue de la campagne de construction du bas-côté. De même, l'arcade vers le chœur, établie dans le prolongement des grandes arcades de la nef, épouse le même profil Renaissance. Du côté est, elle retombe sur un pilier cylindrique engagé sans chapiteau. Ce support n'est pas partagé avec l'ogive, qui conserve, immédiatement à côté, un chapiteau gothique, dont le fût a été tronqué. Les élévations est et sud demeurent en effet gothiques, et n'ont pas évolué depuis leur construction vers 1200. Il en va de même de la voûte. Ses ogives accusent un tore aminci en forme d'amande, en avant d'un large bandeau aux arêtes entaillées de larges gorges. La clé de voûte est une couronne de feuillages percée d'un trou en son milieu, et flanquée de trois têtes humaines assez gracieuses, et d'une tête hurlante. Le profil des tailloirs est à peu près le même que dans la chapelle du nord. Cependant, les tailloirs des ogives sont implantés obliquement, comme dans le sanctuaire. La sculpture des chapiteaux n'est toutefois plus la même, et correspond bien à la période autour de 1200. Elle fait appel à des feuilles striées aux extrémités recourbées en crochets, un peu comme sur le premier chapiteau des arcatures aveugles au sud de l'abside, ou à des feuilles polylobées. Les fenêtres, en arc légèrement brisé, sont des mêmes dimensions que dans la chapelle du nord. Des boiseries du XVIIIe siècle habillent les allèges, et pour faciliter leur pose, les fûts ont été tronqués dans l'angle sud-est.

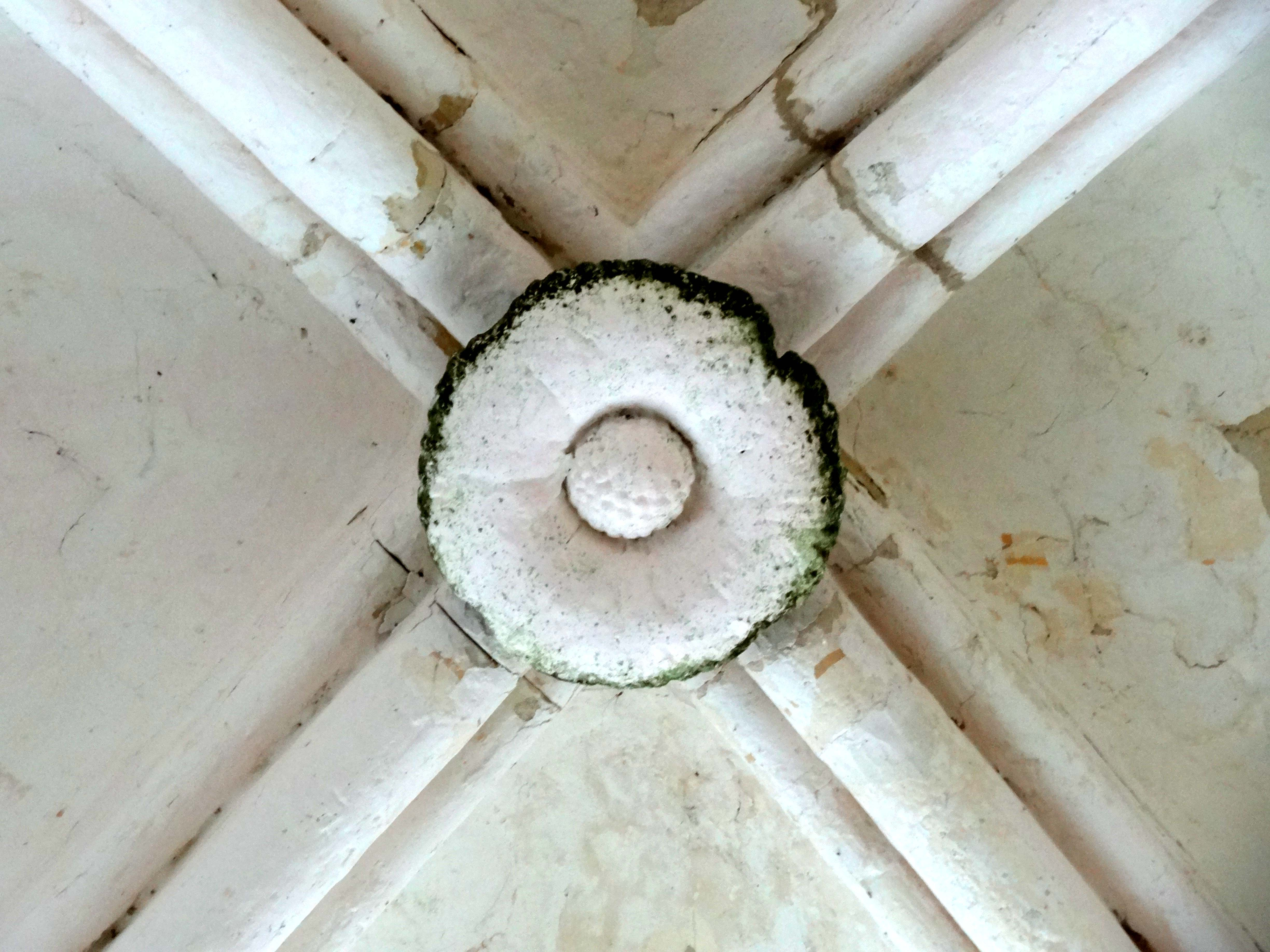
Chapelle nord, clé de voûte.
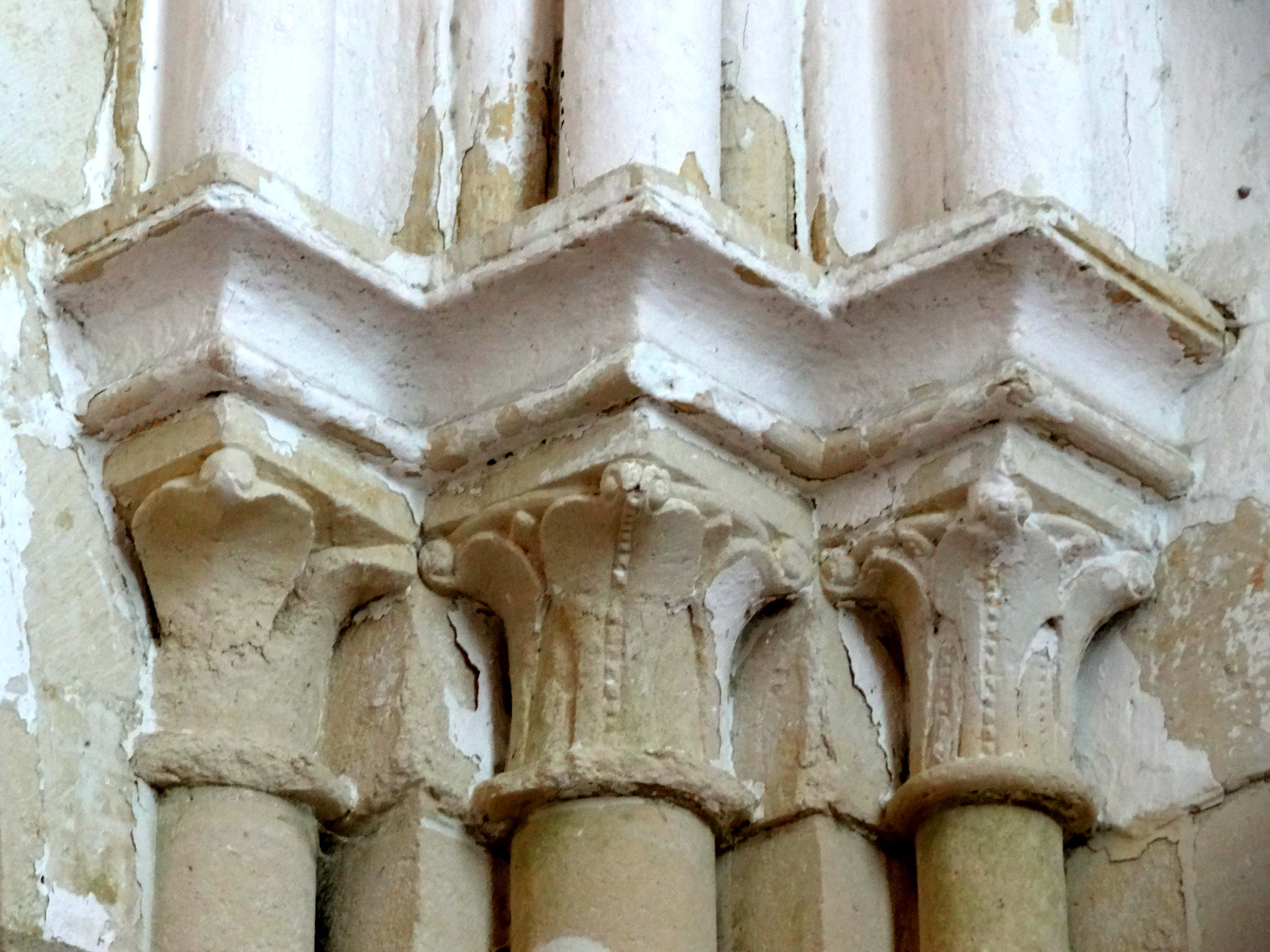
Chapelle nord, chapiteaux au nord-ouest.
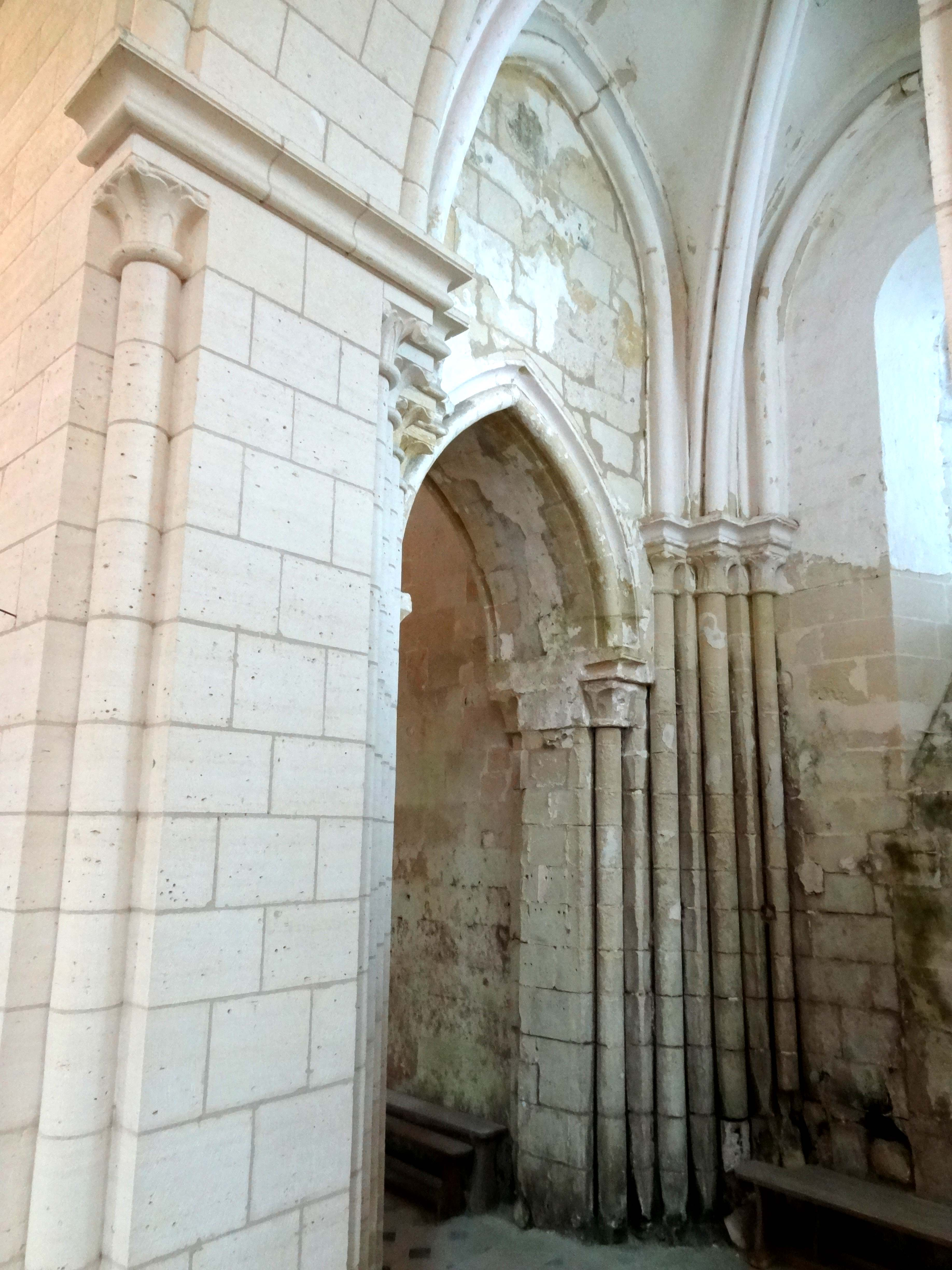
Chapelle nord, vue vers le nord-ouest.
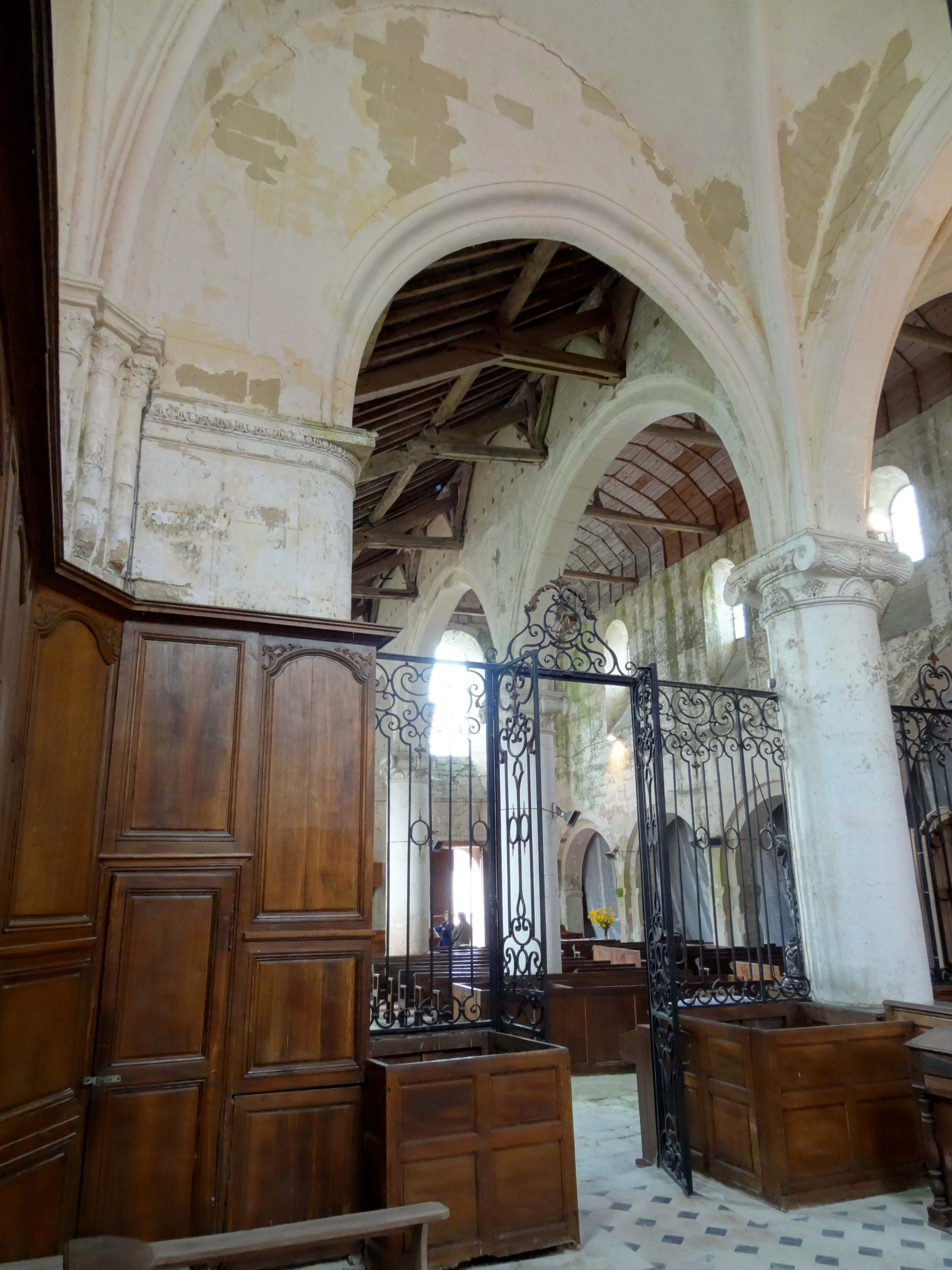
Croisillon sud, vue vers le nord-ouest.
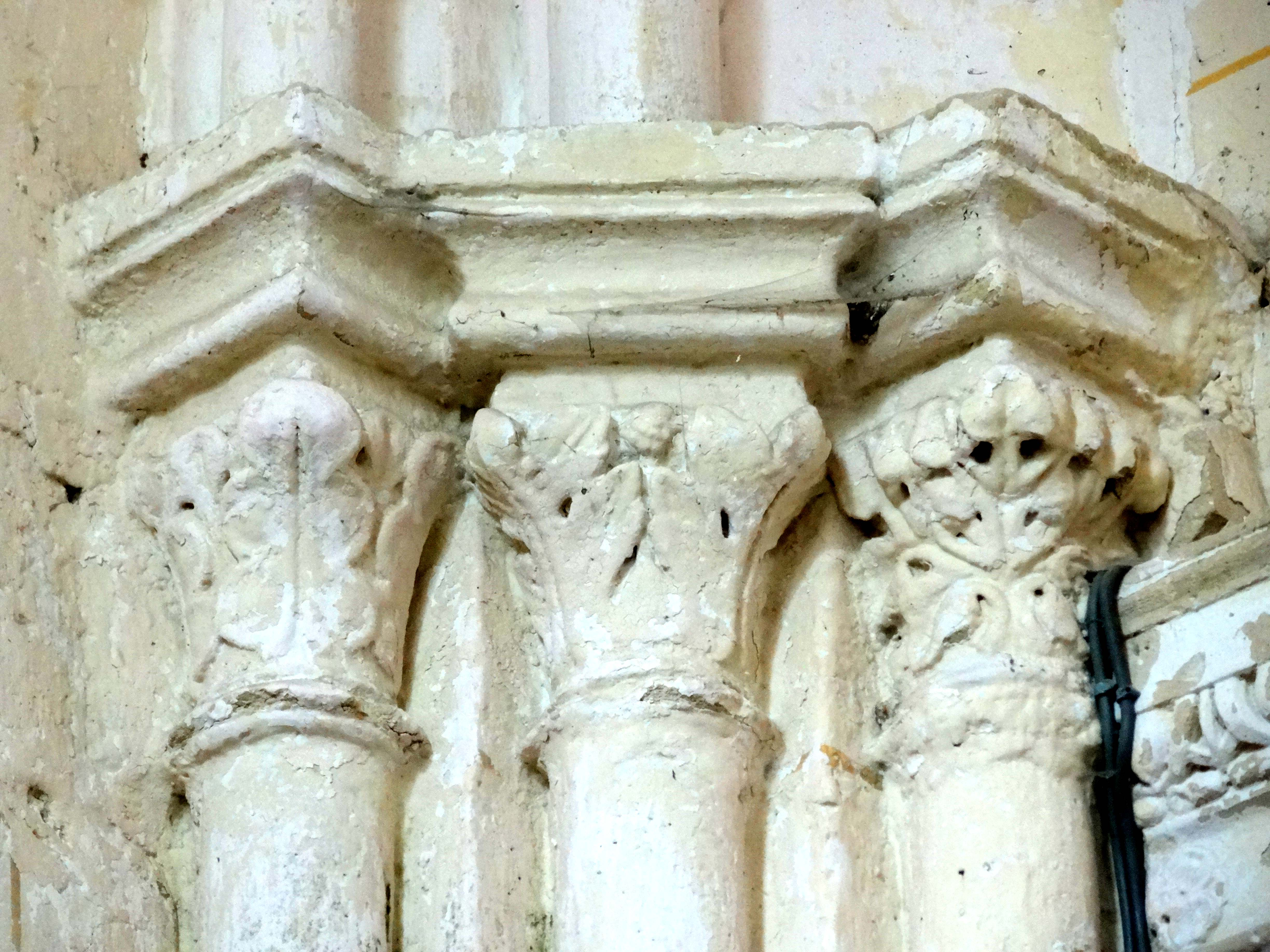
Croisillon sud, chapiteaux au sud-ouest.
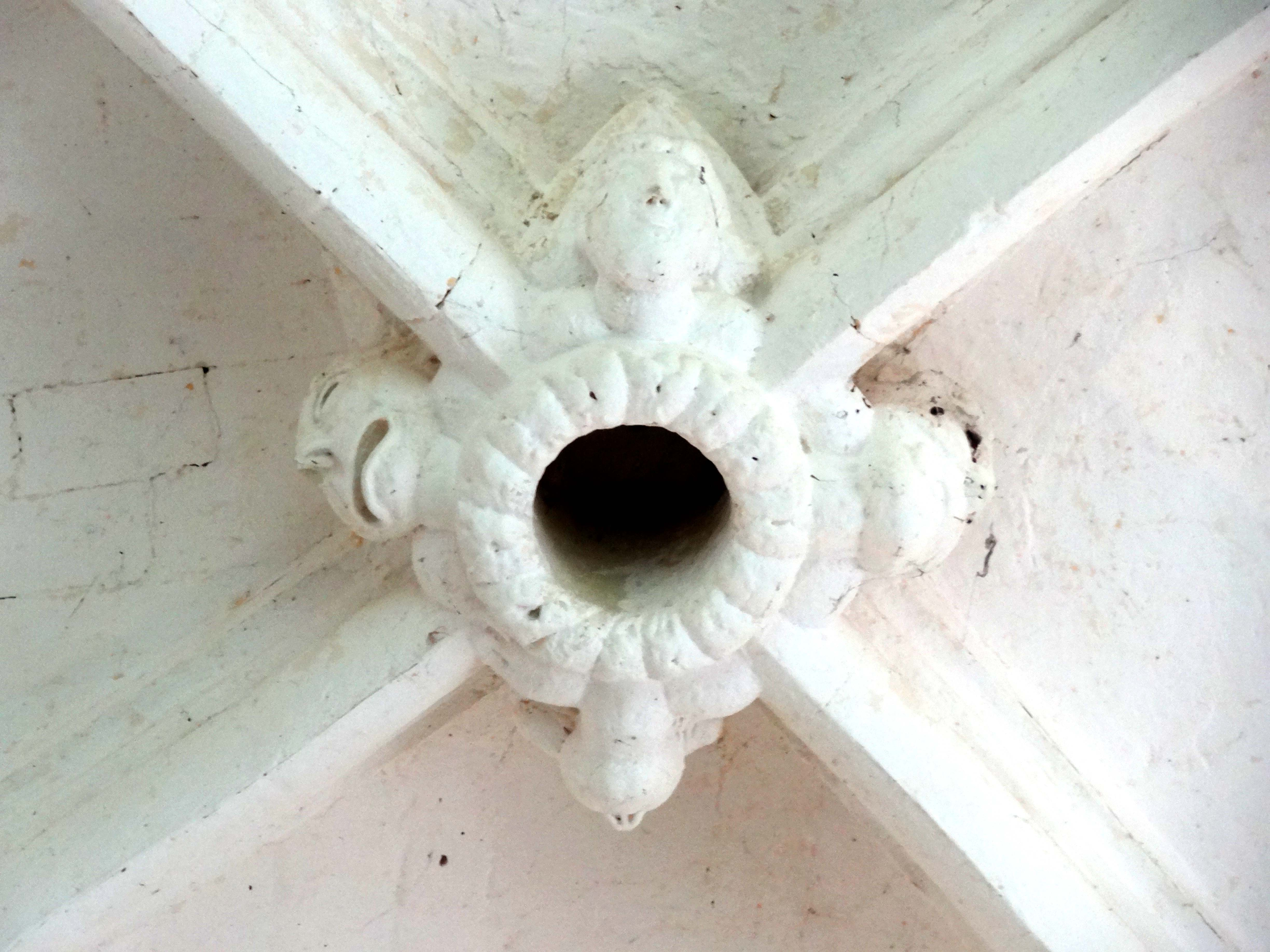
Croisillon sud, clé de voûte.

### Extérieur

#### Clocher
Toutes les parties de l'église sont soigneusement appareillées en pierre de taille, avec des joints très minces. Elle est d'un aspect sobre, mais ses volumes sont bien étudiés. La physionomie de l'édifice est assez représentative des églises de plan cruciforme du XIIe siècle dans la région, comme c'est finalement assez rarement le cas, Glaignes, Nesles-la-Vallée, Saint-Vaast-de-Longmont et Santeuil étant quelques-uns des rares exemples répondant plus ou moins aux archétypes et ayant subi peu de remaniements. Les bas-côtés sont bien sûr facilement reconnaissables comme flamboyants, mais leur silhouette ne rompt avec la tradition du XIIe siècle que par les petits gâbles au-dessus des fenêtres, qui dépassent la couronne des murs gouttereaux. Il y a aussi un manque de symétrie entre les élévations nord et sud, mais il n'est pas trop flagrant à l'extérieur, et davantage la règle que l'exception. On n'observe en tout cas à l'extérieur aucun reflet d'architecture Renaissance, aucune trace d'un remaniement compromettant l'harmonie de l'ensemble. L'église Saint-Martin a toutefois une particularité qui la distingue de bon nombre de ses voisines. Elle possède en effet un clocher latéral bâti au nord du chœur, et non un clocher central caractérisant la majeure partie des églises des XIIe et XIIIe siècles du nord de l'Île-de-France historique. Les clochers romans d'Auger-Saint-Vincent, Luzarches, Marolles et Tracy-le-Val, sont pareillement implantés au nord du sanctuaire. Ceux d'Acy-en-Multien, Béthisy-Saint-Martin, Cramoisy, Goussainville et Nesles-la-Vallée sont quant à eux situés au sud du chœur.
La base du clocher avec sa voûte en berceau plein cintre constitue certainement la partie la plus ancienne de l'église. D'autres bases de clocher voûtées de la même manière sont Belle-Église, Bouconvillers, Deuil-la-Barre, Duvy, Fay-les-Étangs, Fleury, Serans, Senots et Villers-Saint-Frambourg, et l'on peut ajouter Marolles, Néry et Labruyère voûtées en berceau brisé. On peut s'étonner de l'absence de toute trace de fenêtre du côté nord. Trois étages s'élèvent au-dessus de la base. Il y a une scansion horizontale entre le premier et le deuxième étage, et entre celui-ci et le dernier étage. Les contreforts plats se retraitent grâce à un fruit à la limite de la base et du premier étage, et s'amortissent par un glacis en haut du deuxième étage. Comme à l'accoutumée à la période romane, le dernier étage reste donc libre de contreforts. Le premier étage constitue, comme pratiquement toujours, un étage intermédiaire, destiné uniquement à donner suffisamment de hauteur à la tour. Il est ajouré d'une seule baie en plein cintre non décorée au milieu des faces nord et ouest. Un rang de têtes de clous marque le début du deuxième étage. Celui-ci a été remanié à l'ouest, et ses baies ont été totalement bouchées à l'est. C'est donc la face septentrionale qu'il faut regarder pour connaître la configuration primitive. Elle est percée de deux baies en plein cintre relativement étroites, qui paraissent toutefois plus larges grâce à l'éloignement des trois colonnettes à chapiteaux supportant les archivoltes toriques. Une corniche de modillons termine le deuxième étage, sauf à l'ouest, où ne reste plus que la tablette. Le deuxième étage est ajouré de deux baies géminées par face, dont les archivoltes sont sculptées d'un rang de bâtons brisés, comme à Courcelles-sur-Viosne et Labruyère, et d'un rang de têtes de clous. Les bâtons brisés sont plus couramment déployés sur les portails. Cet ornement a disparu du côté est, et ce n'est plus qu'au nord que chacune des baies est toujours recoupée en deux étroites arcades par une colonnette centrale et un tympan. Cette disposition fréquente s'observe aussi à Auger-Saint-Vincent, Béthisy-Saint-Martin, Chamant, Glaignes, Heilles, Jaux, Labruyère, Marolles, Morienval (tour occidentale), Néry, Orrouy, Saintines et Saint-Vaast-de-Longmont. Comme les archivoltes des deux baies se partagent une même colonnette devant le trumeau, les deux étroites arcades se partagent une même colonnette au milieu, ce qui donne un total de neuf colonnettes à chapiteaux par face du clocher. Le dernier étage se termine également par une corniche de modillons, très diversement sculptés, mais comme particularité, la tablette est entaillée de quatre arcatures en plein cintre entre deux modillons. La couverture initiale devait être une pyramide de pierre. Selon Dominique Vermand, le clocher est inspiré des tours occidentales de Morienval.

#### Façade occidentale et élévations latérales

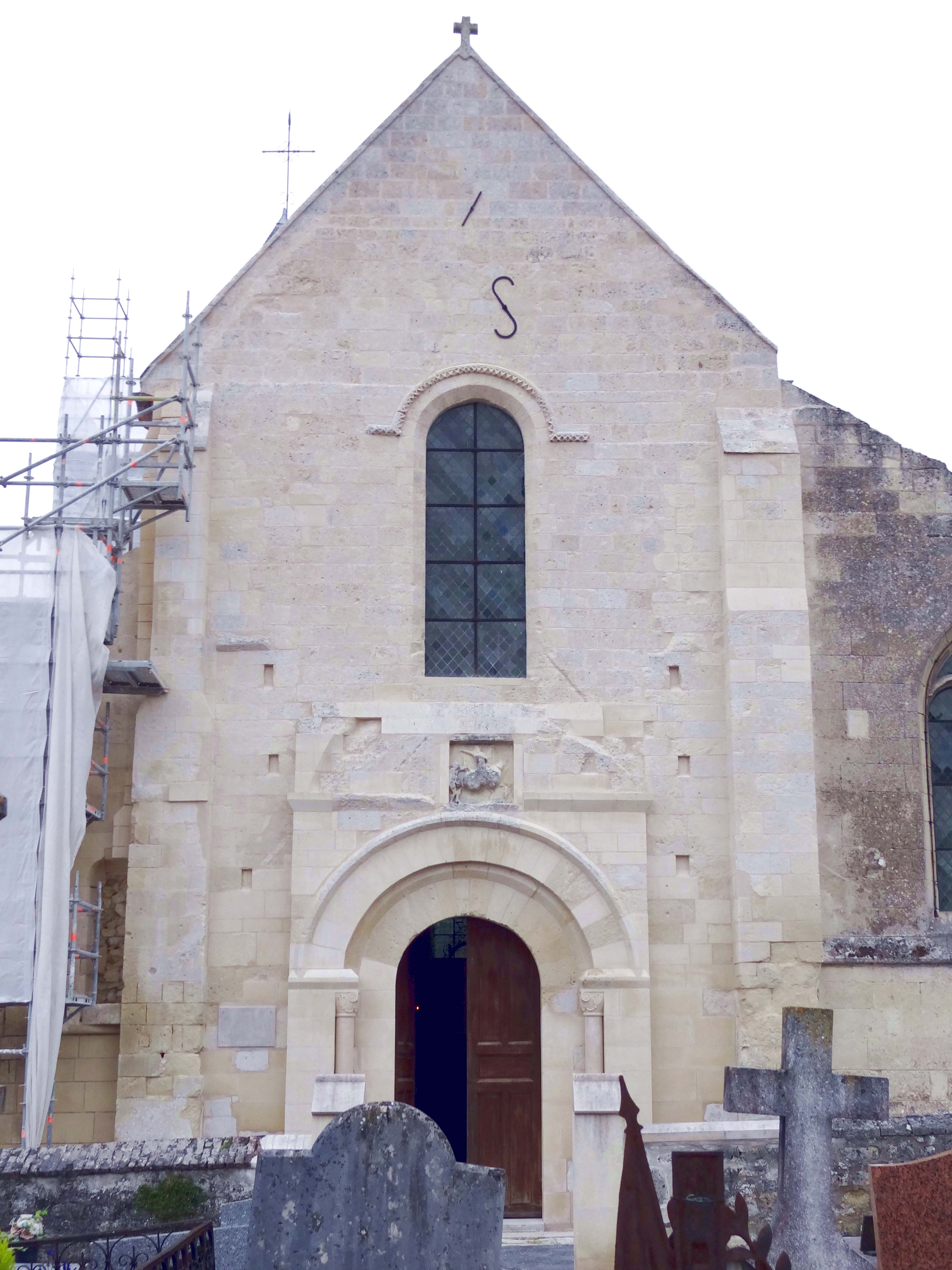
Façade occidentale de la nef.

La façade occidentale de la nef est cantonnée de deux contreforts plats romans, dont celui de gauche a été refait dans toute sa partie supérieure. Les murs gouttereaux de la nef sont toujours dépourvus de contreforts. La grande baie occidentale est surmonté d'un cordon de fleurs de violette excavées, qui se poursuit sur une courte section au niveau des impostes. Cet ornement, souvent confondu avec des étoiles ou des pointes-de-diamant, est caractéristique du XIIe siècle, et se trouve aussi sur le clocher d'Angy, au chevet de Bailleval, sur le portail sud de Bury, au-dessus des fenêtres au nord de la nef de Cambronne-lès-Clermont et Marolles, sur les portails occidentaux de Nointel et Saint-Vaast-lès-Mello, au-dessus des fenêtres de façade de Saint-Vaast-de-Longmont, etc., sans oublier les ogives du chœur de Bonneuil-en-Valois. Le portail forme un avant-corps légèrement saillant, qui est amorti par un court glacis, et non un gâble. Cet avant-corps a été fortement mutilé lors de la construction d'un porche, qui a depuis longtemps disparu. Immédiatement au-dessus de l'archivolte du portail, il est scandé par une tablette biseautée, qui est interrompue par un bas-relief passablement mutilé de la Charité de Saint-Martin, visiblement encastré dans le mur après coup. L'archivolte, très archaïque, est à deux rangs de claveaux non moulurés surmontées d'un bandeau aux arêtes chanfreinées. Hormis le bandeau, le rang de claveaux inférieur retombe directement jusqu'au sol. Le rouleau supérieur est reçu sur une tablette doublement biseautée, avec le bandeau du rouleau inférieur, à l'aplomb duquel sont implantées les deux colonnettes à chapiteaux. Elles sont monolithiques, et les corbeilles sont sculptées de volutes d'angle et de palmettes rudimentaires, reliées aux volutes par de fines tiges. Dans le contexte de la façade, il convient de mentionner le mur gouttereau nord de la nef, qui possède une corniche de modillons à l'instar du deuxième étage du clocher, et dont les fenêtres sont surmontées des mêmes fleurs de violette que la baie occidentale de la nef. Au sud, il n'y a plus de corniche, ni de fenêtres, et le mur de la nef est en plus grande partie dissimulé par le toit en appentis du bas-côté. Les deux bas-côtés des alentours de 1530 se remarquent surtout par les réseaux de leurs fenêtres et leurs petits gâbles, sommés d'une simple croix en antéfixe. Les corniches qui couronnent les murs comportent au milieu de leur profil une doucine. Un larmier mouluré court à la limite des allèges, et passe autour des contreforts, qui sont scandés par ce larmier ; un deuxième larmier du côté sud seulement ; et se terminent par un glacis formant larmier.

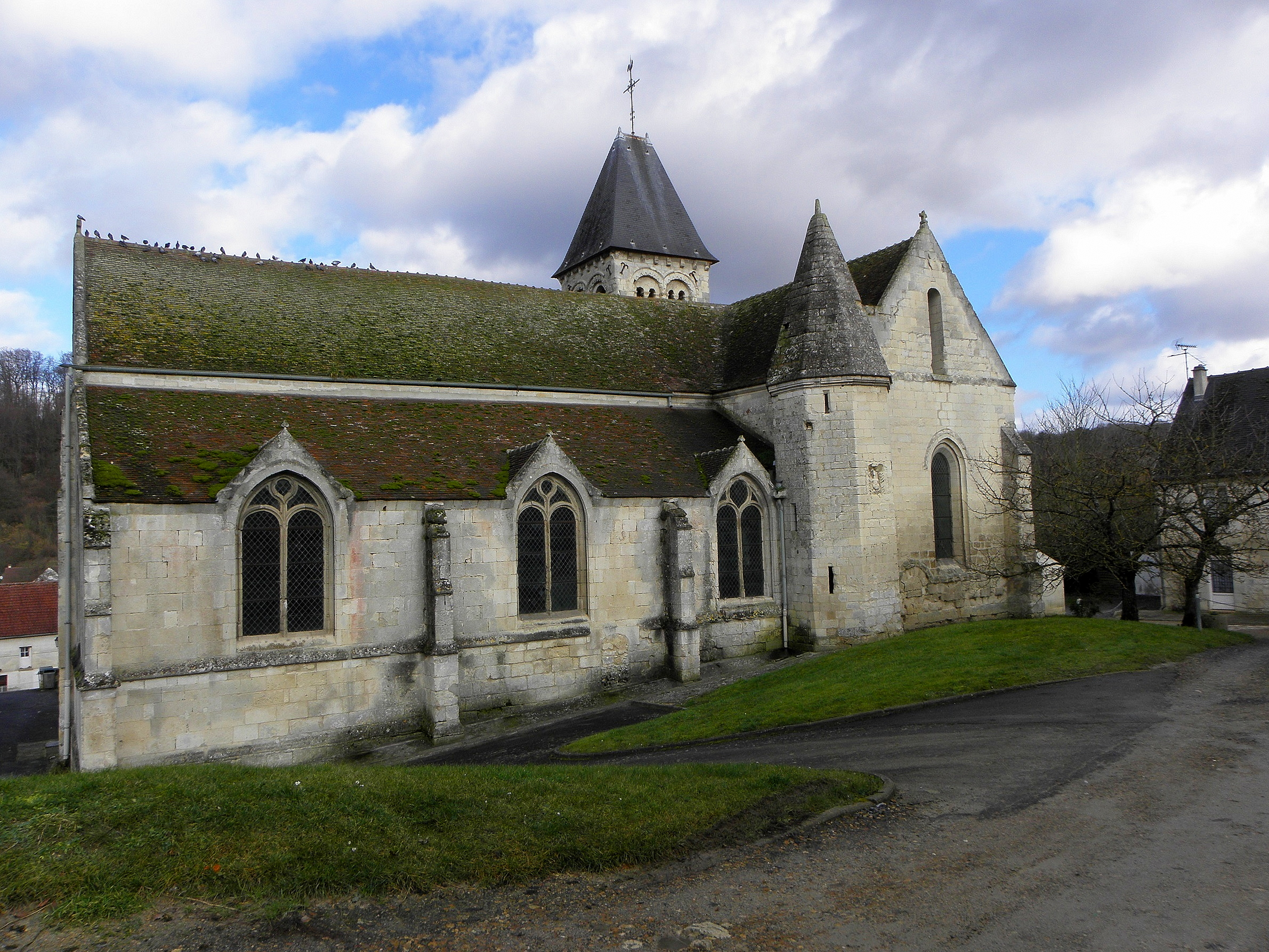
Vue générale depuis le sud-ouest.
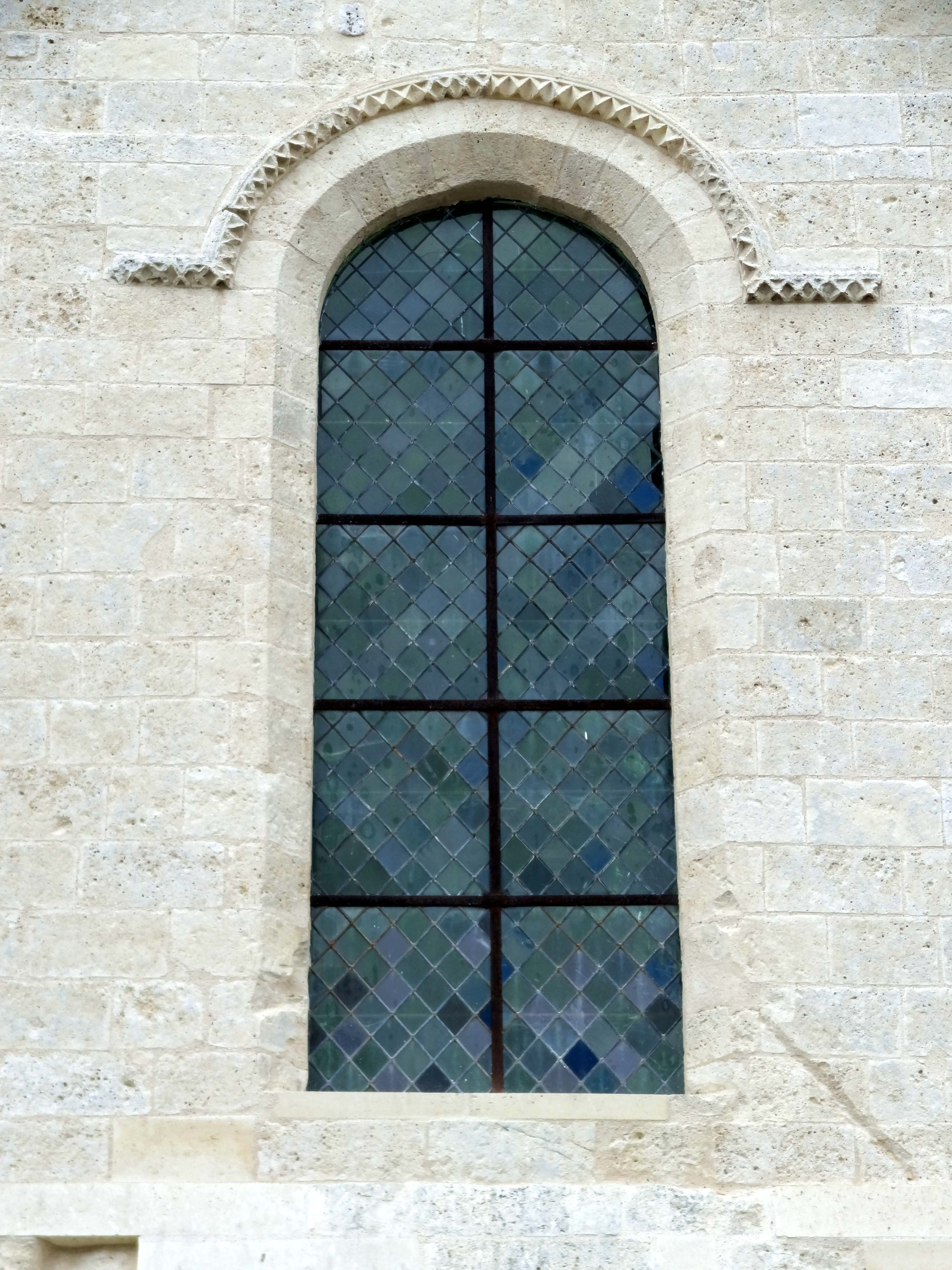
Fenêtre occidentale de la nef.
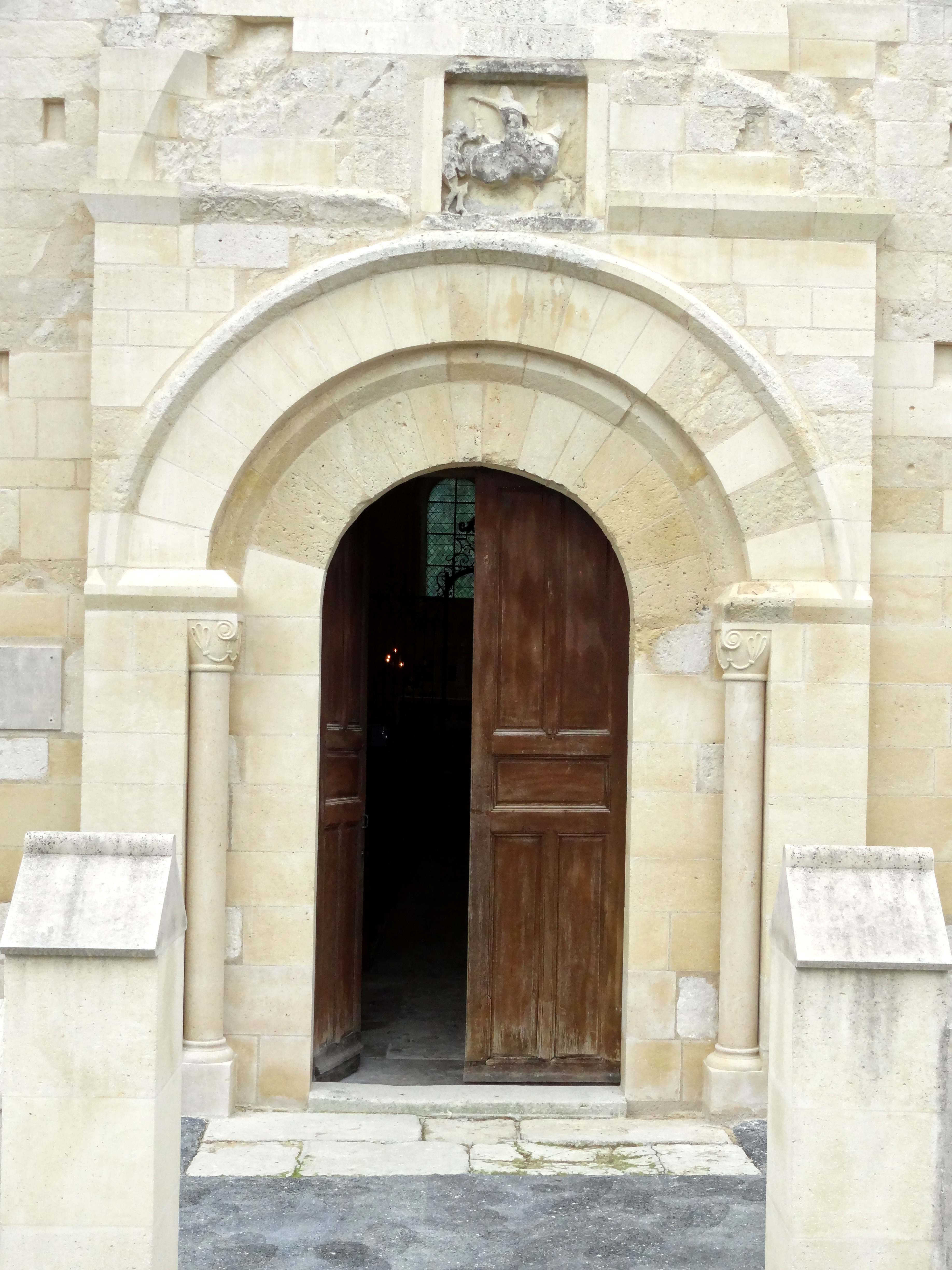
Portail occidental de la nef.
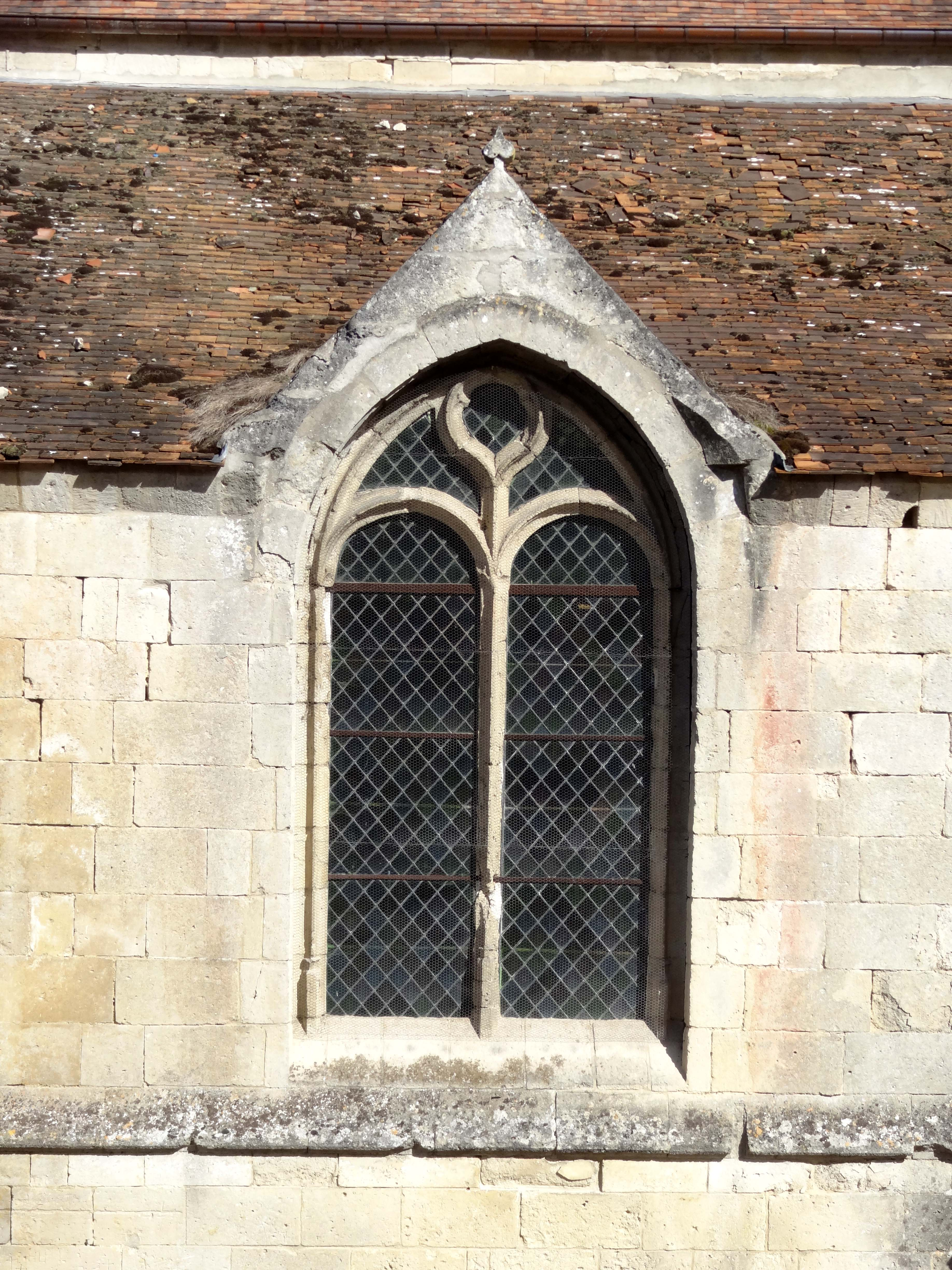
Bas-côté sud, fenêtre de la 2e travée.
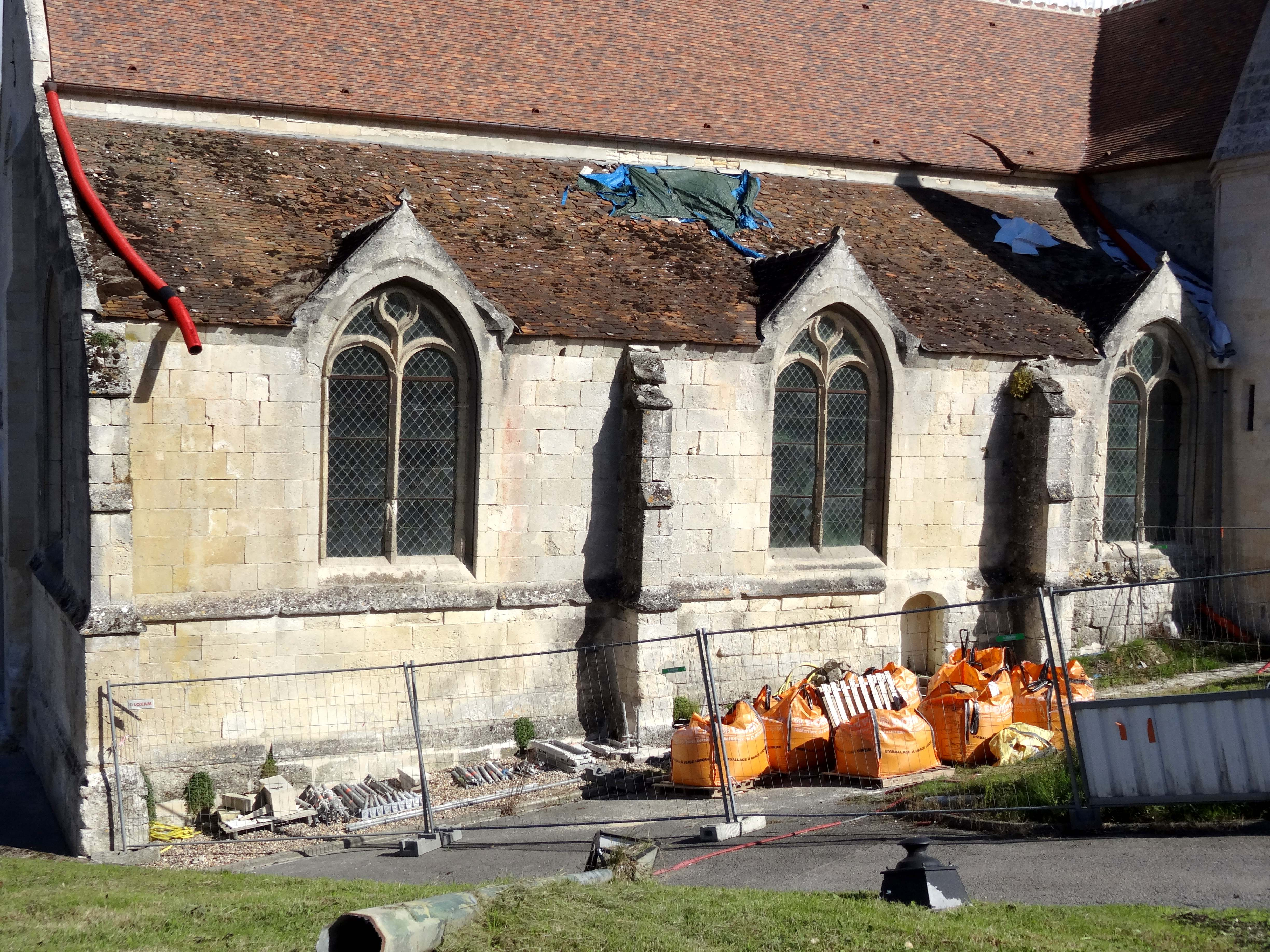
Le bas-côté sud en attente de travaux.

#### Parties orientales

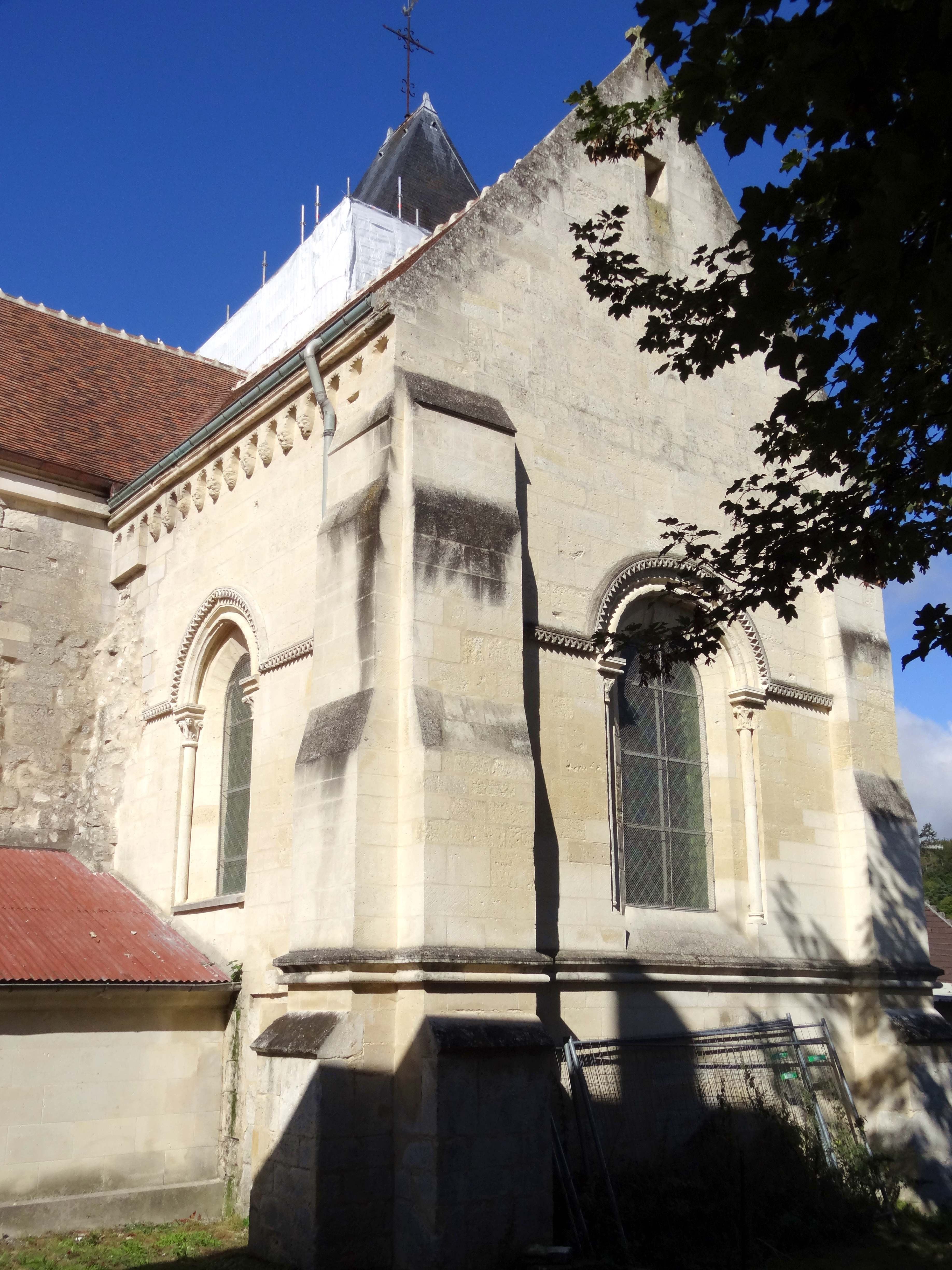
Abside, vue depuis le sud-est.

Les parties orientales indiquent un édifice de qualité. Le croisillon sud, le sanctuaire et la petite chapelle du nord sont différents tous les trois, mais bâtis dans le même esprit. De première vue, les deux premiers paraissent assez homogènes, car les dimensions sont quasiment analogues. La tourelle d'escalier à l'angle sud-ouest du croisillon sud est coiffée d'une flèche de pierre octogonale, qui déborde légèrement par rapport aux murs. Ceux-ci se terminent par une corniche profilée d'une plate-bande, d'un tore, d'une profonde gorge, et d'un autre tore en retrait par rapport au premier. Des fentes rectangulaires font entrer le jour. Au sud, un bas-relief fortement détérioré est encastré dans le mur. À droite de la tourelle, le pignon de la chapelle latérale sud est percé d'une haute baie en plein cintre pour l'aération des combles, et prend appui sur un larmier. La fenêtre en arc brisé est entourée d'une moulure concave, d'allure flamboyante, et d'un ressaut chanfreiné. Le bandeau en forme de sourcil qui la surmontait est arraché. Un bandeau peu saillant marque la limite de l'allège, et s'infléchit au-dessus d'un petit portail bouché en plein cintre, à gauche de la fenêtre. Les deux contreforts orthogonaux qui épaulent l'angle sud-est sont scandés par ce larmier, ainsi que par un larmier simple à mi-hauteur des fenêtres, et s'amortissent par un glacis formant larmier. Sur le mur oriental du croisillon, la fenêtre est entourée d'un double ressaut chanfreiné, et surmontée d'un bandeau en forme de sourcil agrémenté d'un rang de boutons ou grosses fleurs de violette, mal conservés. Ce semble être la disposition primitive. En haut du mur, règne une corniche de feuilles entablées, qui indique clairement le XIIIe siècle. On en trouve des semblables à Trumilly, Vauciennes et Vez.
Sur l'abside, tant au sud qu'au nord, ainsi que sur la chapelle du nord, l'on trouve une corniche d'une facture résolument romane, qui se compose d'un tore dégagé et de petites arcatures en plein cintre, retombant sur des têtes grimaçantes. Les arêtes des arcatures sont sculptées de têtes de clous, ce qui est assez original. Les fenêtres présentent un net ébrasement extérieur. Celles de l'abside sont cantonnées de deux colonnettes à chapiteaux, du même type que dans la chapelle du nord, et surmontées d'une archivolte torique ainsi que d'un rang de fleurs de violette, qui se poursuit latéralement jusqu'aux contreforts. La limite des allèges est soulignée par un larmier accompagné d'un tore dégagé, qui passe autour des contreforts. Ce sont des contreforts à ressauts caractéristiques de la première période gothique. Assez larges, ils se retraitent par un larmier en dessous du tore ; par un court glacis à mi-hauteur des baies ; et par un fruit peu avant le court glacis sommital. Moins larges, mais globalement du même type, sont les contreforts de la chapelle du nord. Leur ébrasement est entouré d'un tore continu, sans tailloirs ni chapiteaux, ce qui est la totale exception à l'époque. En plus, les baies sont surmontées d'un bandeau mouluré, qui se compose de deux baguettes séparées d'une gorge, et se poursuit horizontalement au niveau des impostes, avant de descendre verticalement de deux assises le long des contreforts. En revanche, aucun bandeau ne marque ici la limite des allèges.

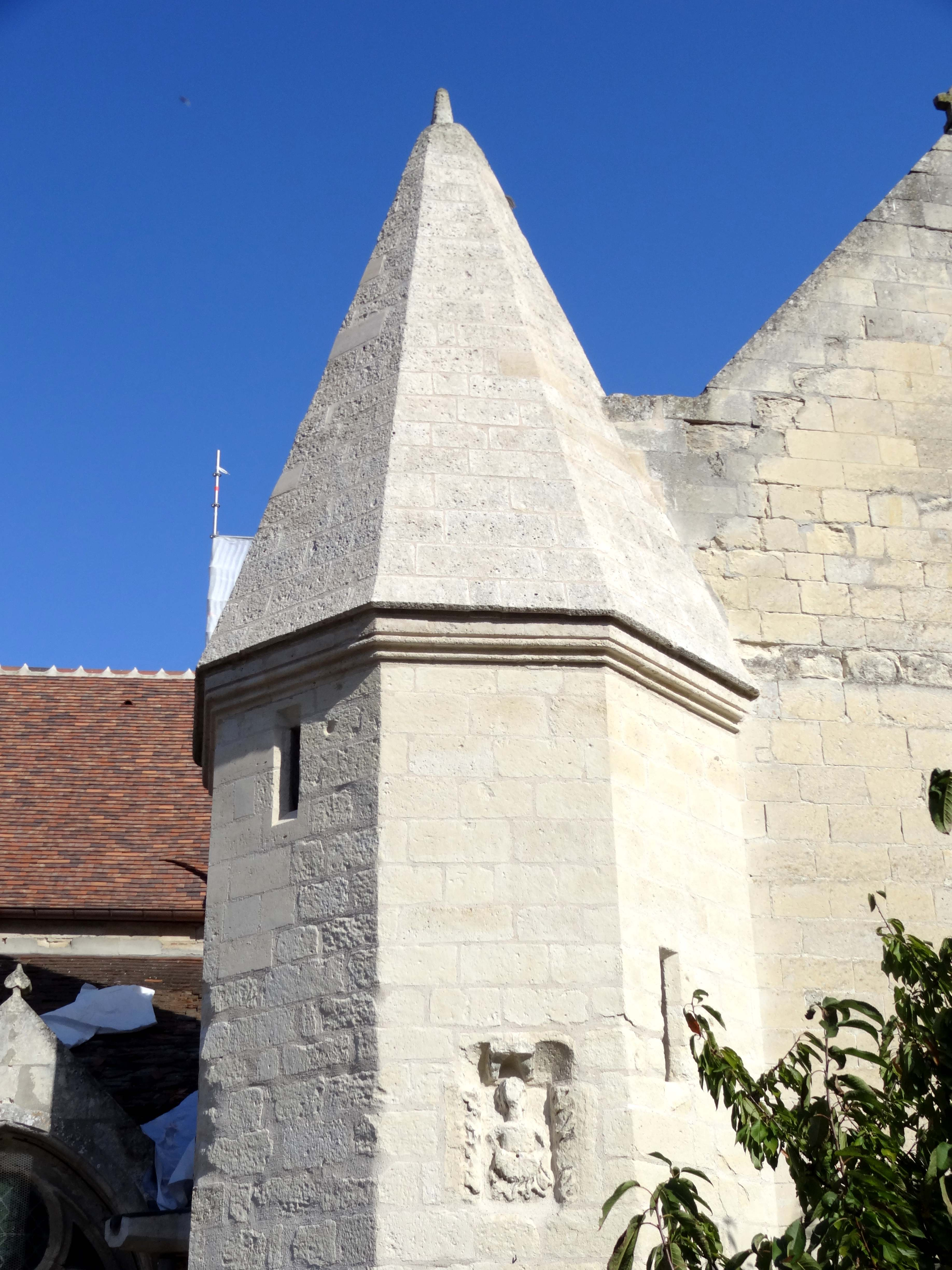
Tourelle d'escalier du croisillon sud.
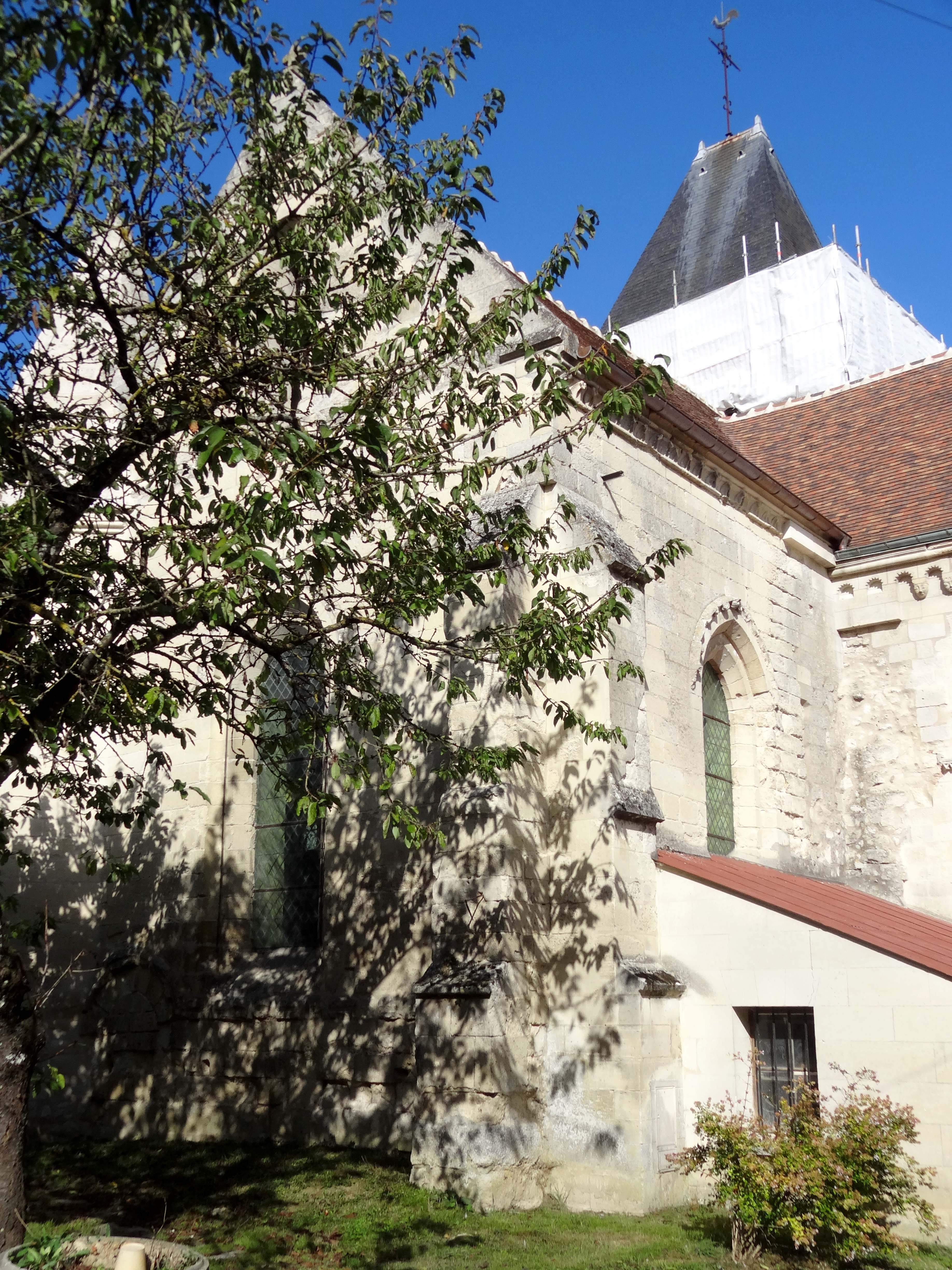
Croisillon sud, vue depuis le sud-est.
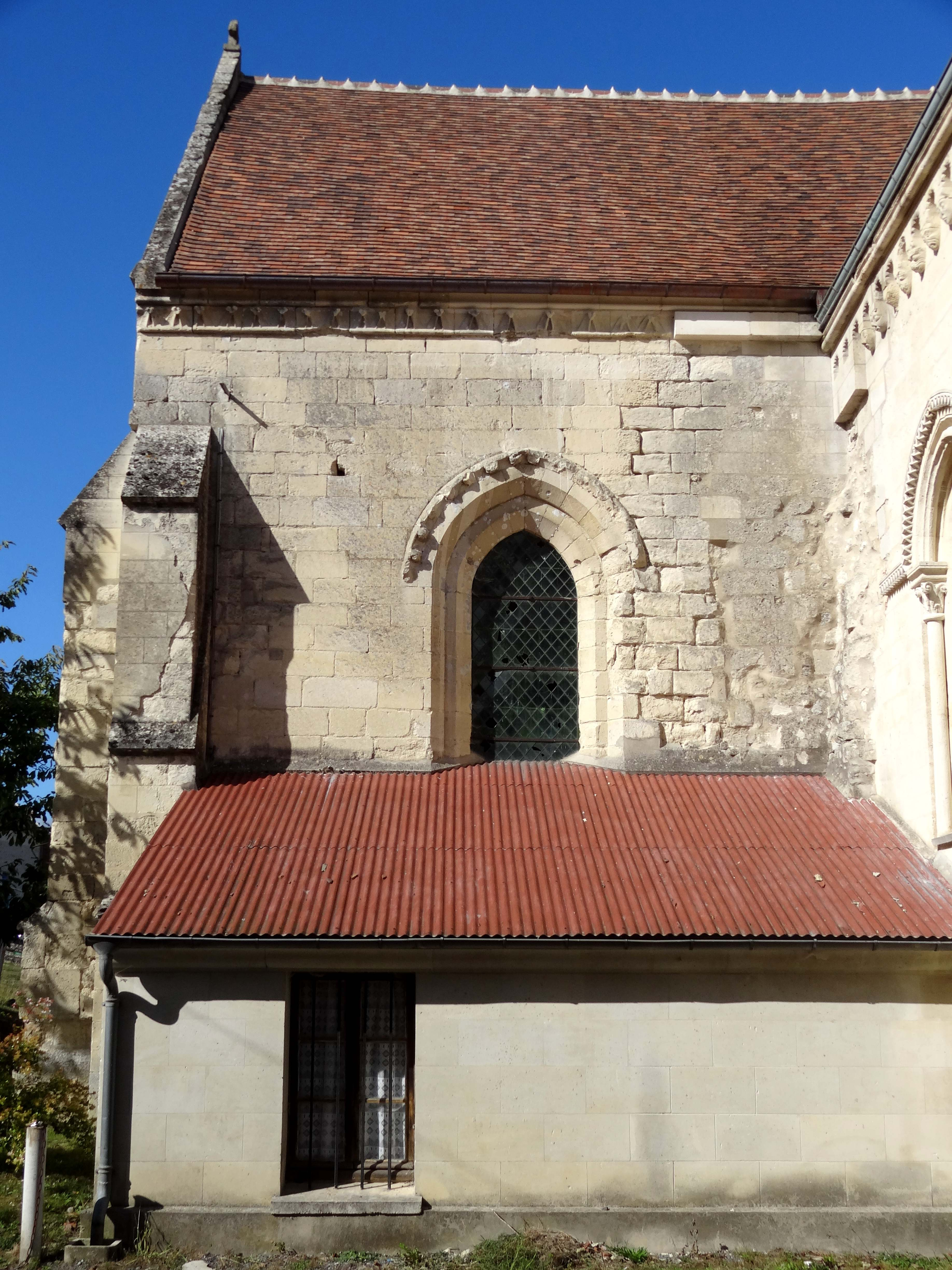
Croisillon sud, vue depuis l'est.
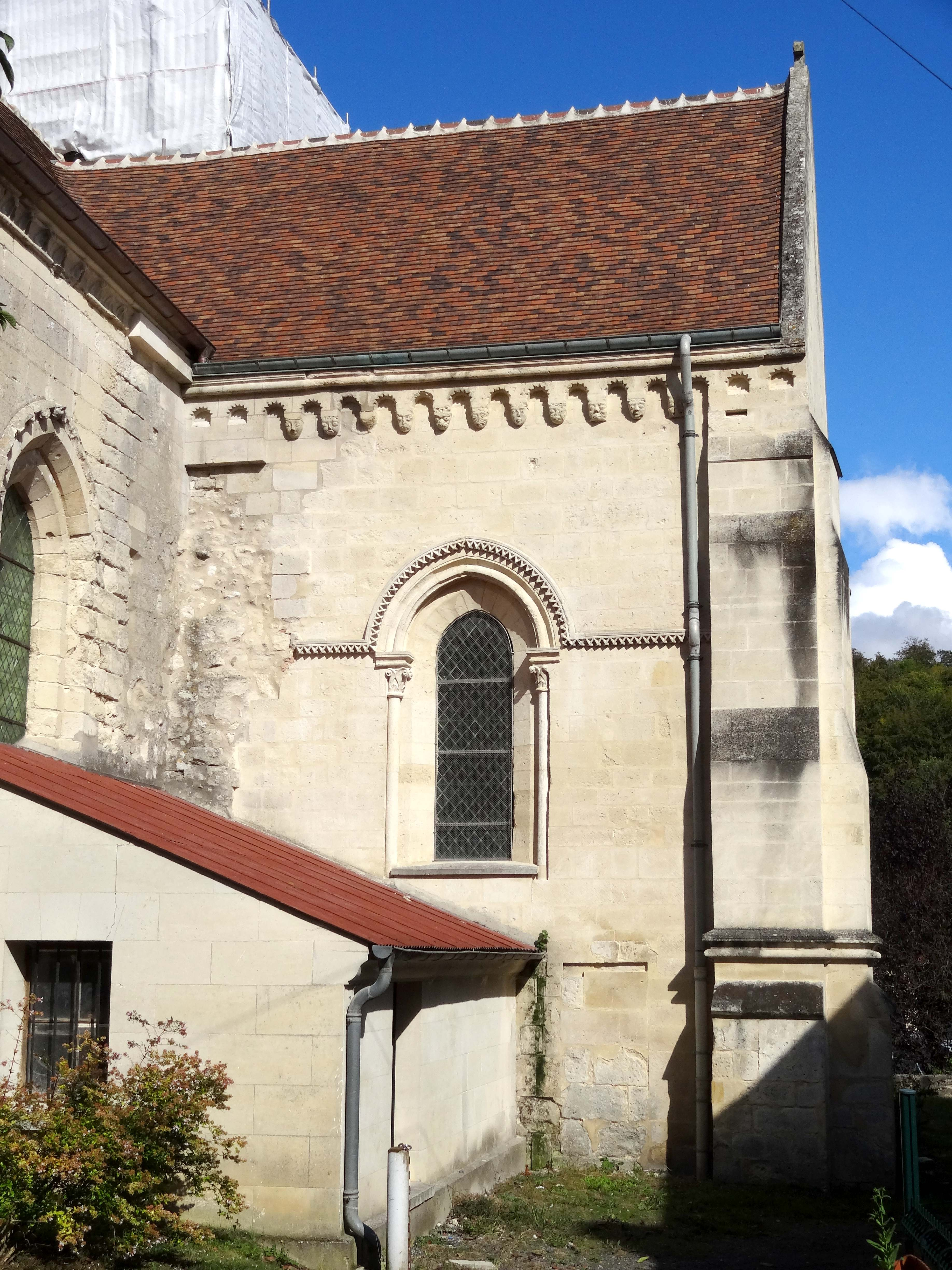
Abside, vue depuis le sud.
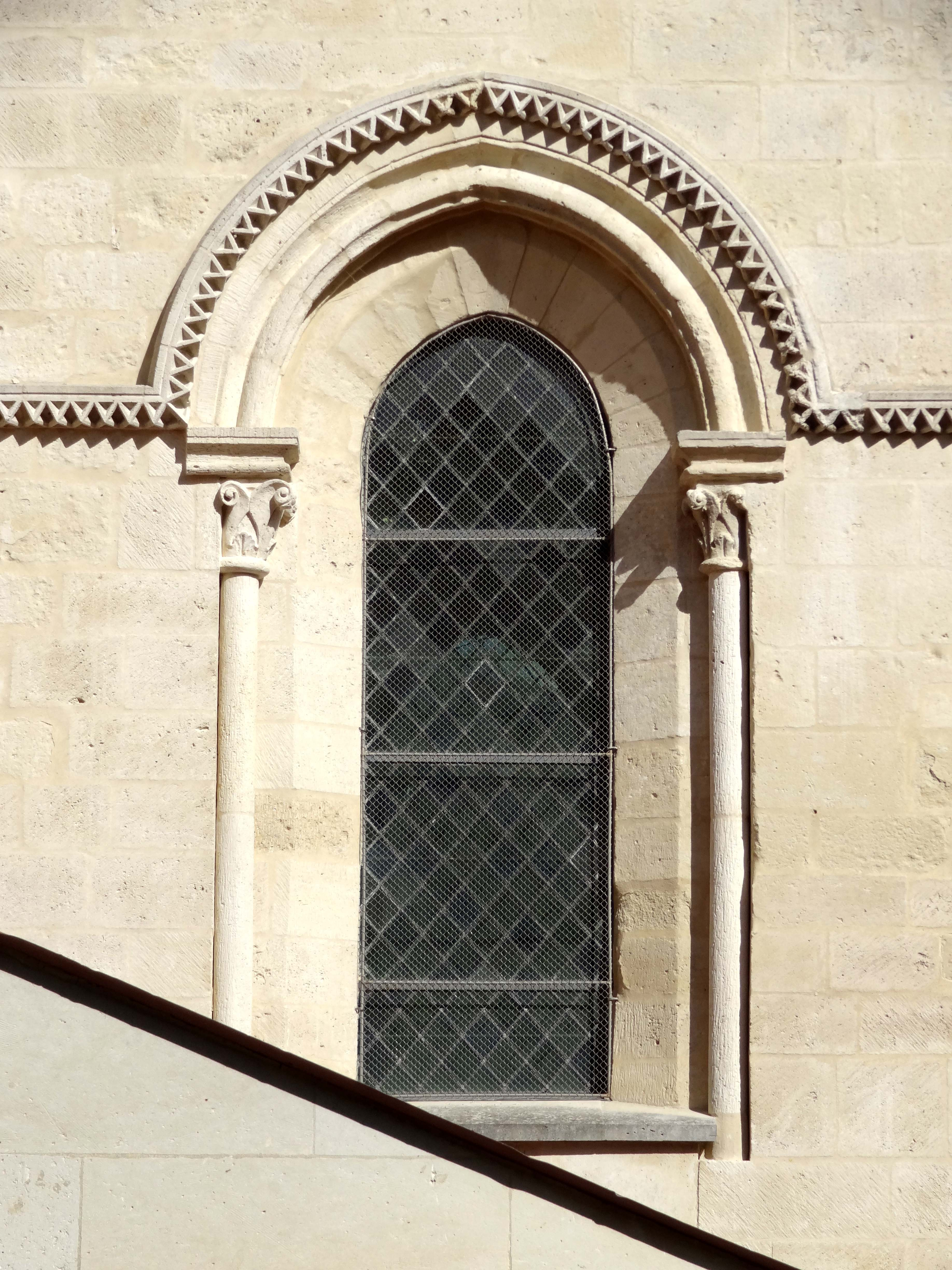
Abside, fenêtre côté sud.
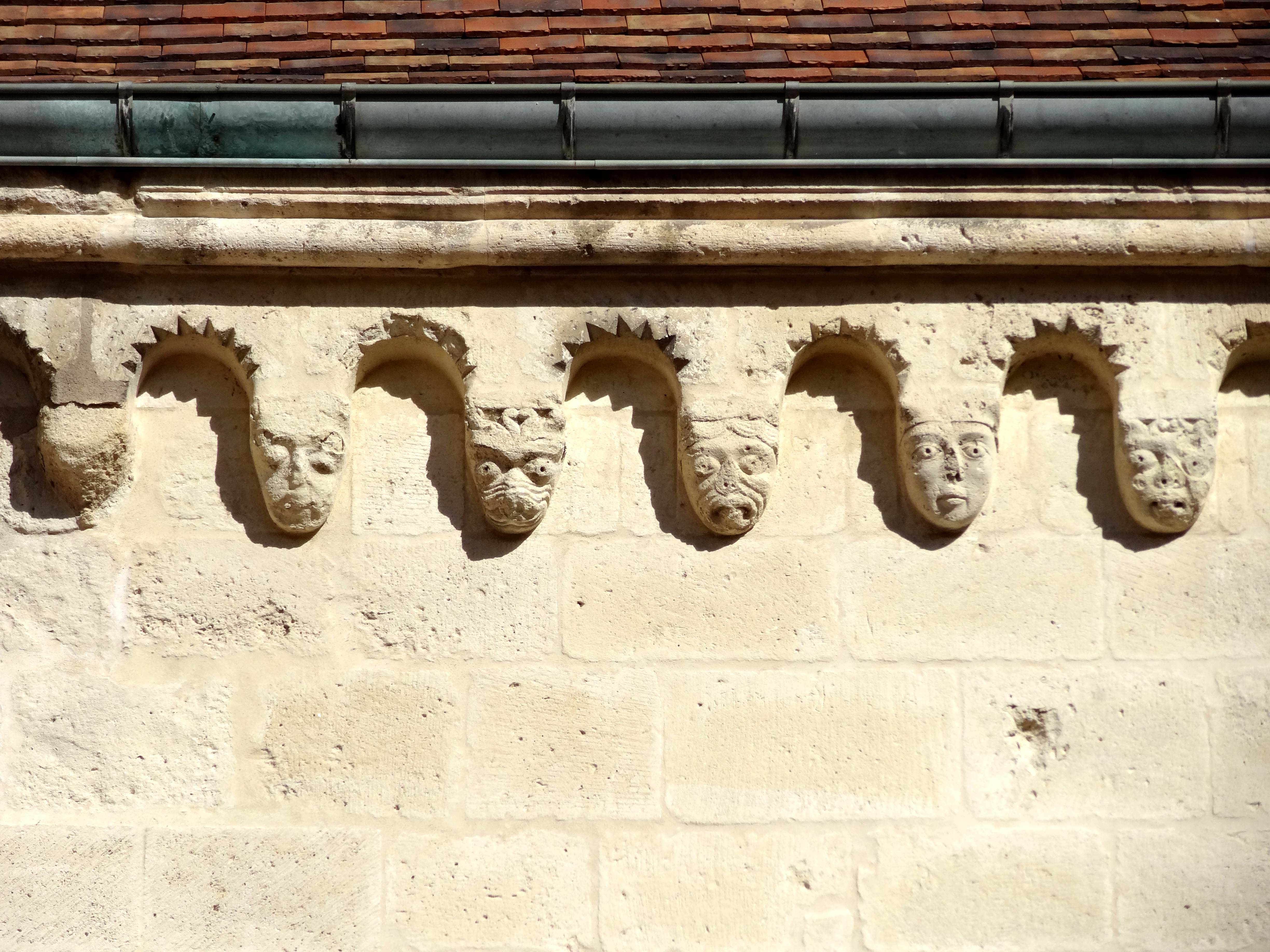
Corniche de l'abside et de la chapelle du nord.

## Mobilier

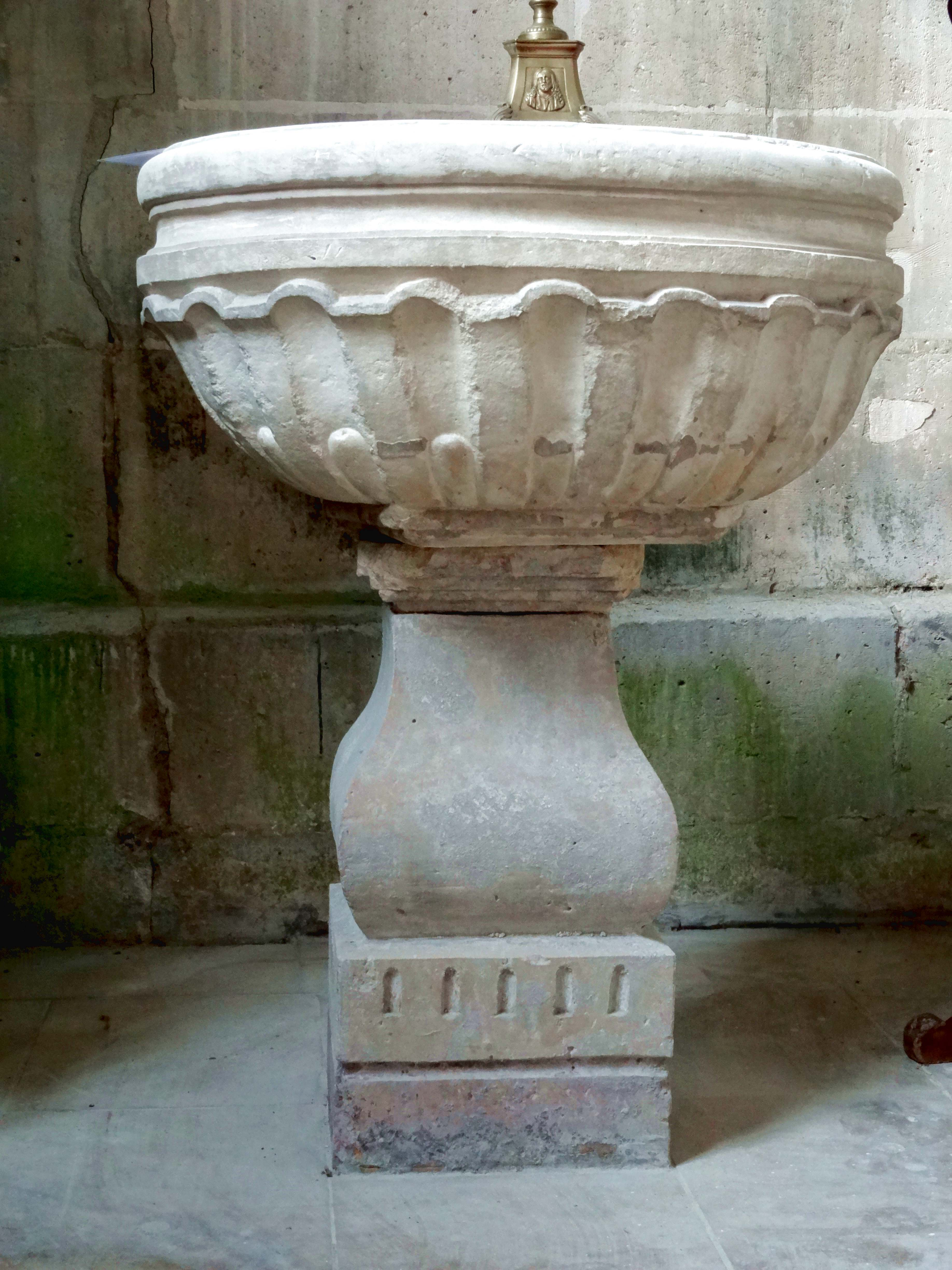
Fonts baptismaux.

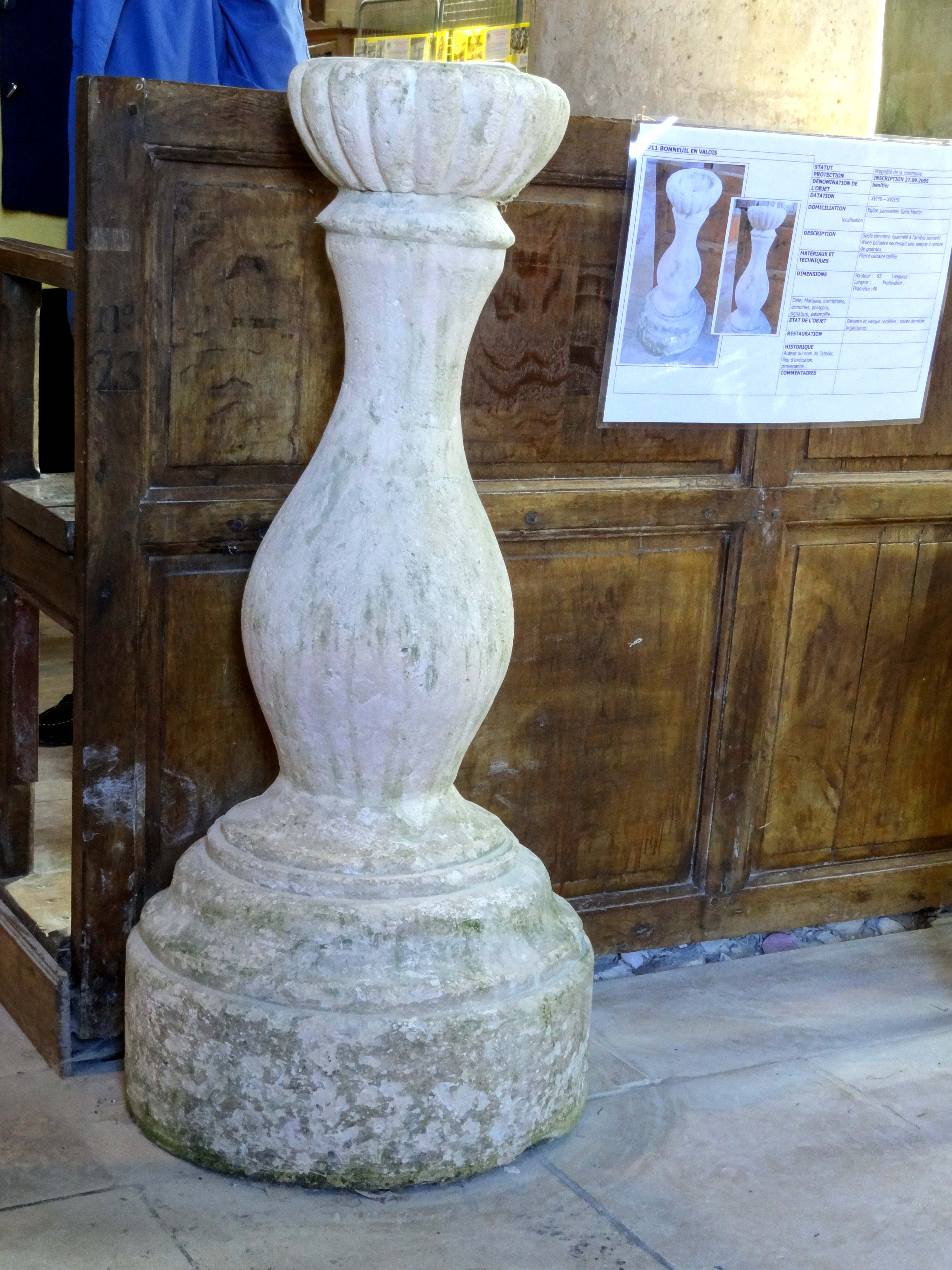
Bénitier.

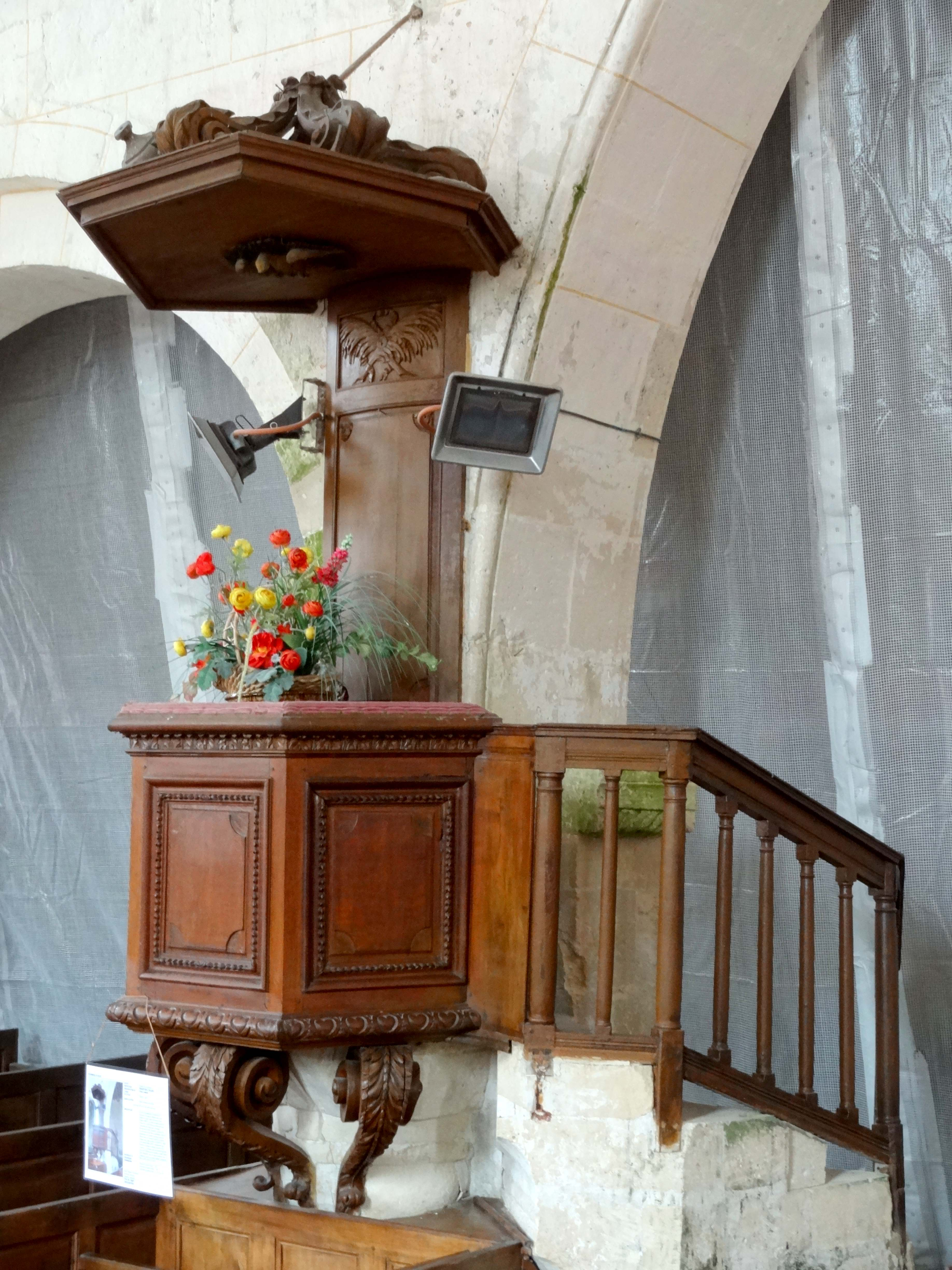
Chaire à prêcher.

Parmi le mobilier de l'église, quatre éléments sont inscrits monument historique au titre objet depuis septembre 2005. Il s'agit uniquement d'éléments du mobilier liturgique, bénitier, fonts baptismaux, chaire à prêcher, clôture de chœur, et l'art religieux n'est pas représenté. Un chandelier d'autel du XVIe siècle était classé depuis janvier 1913, mais a disparu depuis. Les vitraux aux tympans des trois baies latérales du bas-côté nord de la nef constituent les derniers vestiges des verrières polychromes du XVIe siècle, et sont classés au titre immeuble avec l'édifice.
- Les fonts baptismaux sont en pierre calcaire taillée. Ils mesurent 97 cm de hauteur, 75 cm de largeur et 60 cm de profondeur au niveau de la cuve, qui est de plan ovale. D'un style Renaissance épuré, ils ne devraient pas être antérieurs au milieu du XVIe siècle. Placés au début du bas-côté sud, ils sont potentiellement contemporains des grandes arcades qui relient ce bas-côté à la nef. La cuve s'évase nettement vers le bas, jusqu'à atteindre le diamètre très réduit du pied. Sa large bordure est moulurée d'un boudin, d'une scotie et d'un filet. Le reste de la surface est entaillé de larges cannelures, dont la partie inférieure est rudentée. Comme particularité, la limite supérieure des cannelures forme un hémicycle. Un listel horizontal passe au-dessus, et s'infléchit au-dessus de ces hémicycles. Le pied est rapporté. C'est un balustre galbé sur plan carré. De silhouette trapue, il repose sur un pied cubique assez fruste[9].
- Le bénitier est également en pierre calcaire taillée. Il mesure 92 cm de hauteur pour 40 cm de diamètre, et date de la seconde moitié du XVIe siècle ou du XVIIe siècle. Le bénitier proprement dit est une petite vasque de plan circulaire, qui s'évase vers le bas, et est sculptée de godrons. Il repose sur un pied en forme de balustre, qui est fortement disproportionné par rapport à la vasque. Ce balustre est de plan circulaire contrairement au pied de la cuve baptismale, et galbé en doucine. Son diamètre maximal dépasse nettement celui de la vasque. Avant et surtout, le volume de son socle est plusieurs fois supérieur à celui de la vasque. C'est un cylindre, dont la partie supérieure s'évase, et est mouluré de deux petits tores et d'une doucine[10].
- La chaire à prêcher en bois de chêne taillé date du XVIIIe siècle, sauf l'abat-voix, qui a été remonté au début du XIXe siècle. Elle est d'un style discret, et peu encombrant. Sa cuve, de plan hexagonal, se compose de quatre panneaux à fenestrages délimités par une baguette reliée à une doucine, et un rang de petits rais-de-cœur. Sous la bordure supérieure, se profile une frise de palmettes de feuilles d'acanthe. En bas de la cuve, court un gros boudin sculpté d'oves en forme de cœur. La cuve repose sur trois consoles en forme de S revêtues de feuilles d'acanthe, dont l'extrémité supérieure se termine en enroulement. Ces consoles sont fixées sur le dernier pilier libre au nord de la nef. Comme particularité, l'escalier attenant à ce pilier n'est pas en bois, mais maçonné. Son garde-corps se compose de fins balustres en bois tourné dans un cadre de bois. Il est visiblement rapporté, car la modénature ne concorde pas avec la cuve. Le dorsal comporte en haut un panneau sculpté en bas-relief, qui affiche deux branches de palme croisées nouées ensemble avec un ruban. L'abat-voix, de plan hexagonal à l'instar de la cuve, est un panneau plat dont la bordure est agrémentée de plusieurs moulures. Sur le dessous, se dessine la colombe du Saint-Esprit, avec des traces de dorures au cuivre. Elle est rapportée, et devrait provenir d'une gloire. Le couronnement est formé par quatre consoles revêtues de feuilles d'acanthe, qui supportaient jadis un objet aujourd'hui perdu[11].
- La clôture de chœur, à la fin de la nef et du bas-côté sud, est en bois de chêne taillé. Elle se compose de plusieurs séquences de panneaux sculptés des débuts de la Renaissance, qui mesurent entre 80 cm et 82 cm de hauteur, et entre 22 cm et 25 cm de largeur, et atteignent une longueur cumulée de 10 m. Ces panneaux du second quart du XVIe siècle, époque du remaniement de l'avant-chœur dans le style flamboyant tardif, ne forment que la partie inférieure de l'ancienne clôture, dont la partie supérieure a été remplacée, à la seconde moitié du XVIIIe siècle, par une grille en fer forgé d'une facture légère et élégante. Elle comporte deux portes à double vantail, dont le couronnement est remarquable. Pour revenir aux panneaux, on peut distinguer deux séries. Ceux de la première série sont au nombre de six et demi, plus trois pilastres ; ceux de la deuxième série sont au nombre de cinq panneaux et demi, plus quatre pilastres. Les panneaux sont séparés les uns des autres par des panneaux à fenestrages encore plus étroits. D'autres panneaux à fenestrages comblent les manques. Les pilastres entament et terminent les séquences, et sont sculptés de candélabres variés. En fonction des séries, les panneaux arborent au centre ou en haut un médaillon affichant une tête en profil, malheureusement bûchée à la Révolution bien que s'agissant vraisemblablement de portraits de personnes imaginaires. Autour, se déploie un décor assez raffiné de volutes corinthiennes, de rubans, de feuillages, d'urnes et de cartouches de formes diverses. L'ensemble est toujours remarquable en dépit des mutilations subis[12]. L'église Saint-Denis de Fresnoy-la-Rivière possède une clôture de chœur très similaire, dont les médaillons n'ont pas été bûchés.
- Les fragments de vitraux du XVIe siècle dans le bas-côté nord ont été très détériorés en 1940. Au losange du tympan de la baie n° 7, dans la dernière travée, ont été réunis des bouche-trous peu éloquents. Les quatre petits vitraux au tympan de la baie n° 9, dans la deuxième travée, représentent des anges musiciens sur fond rouge, dont l'un joue à la trompette. Le losange au tympan de la baie n° 11, au début du bas-côté, affiche un calice sur fond bleu. Chacun des deux soufflets obliques arbore un ange tenant un instrument de la Passion, et un ange musicien plus petit[8] (sans illustration). Avant les bombardements de 1940, il y avait également une verrière représentant le Sacrifice d'Abraham et des scènes de la Passion du Christ, dans le croisillon sud. Elle était également classée au titre immeuble[13].

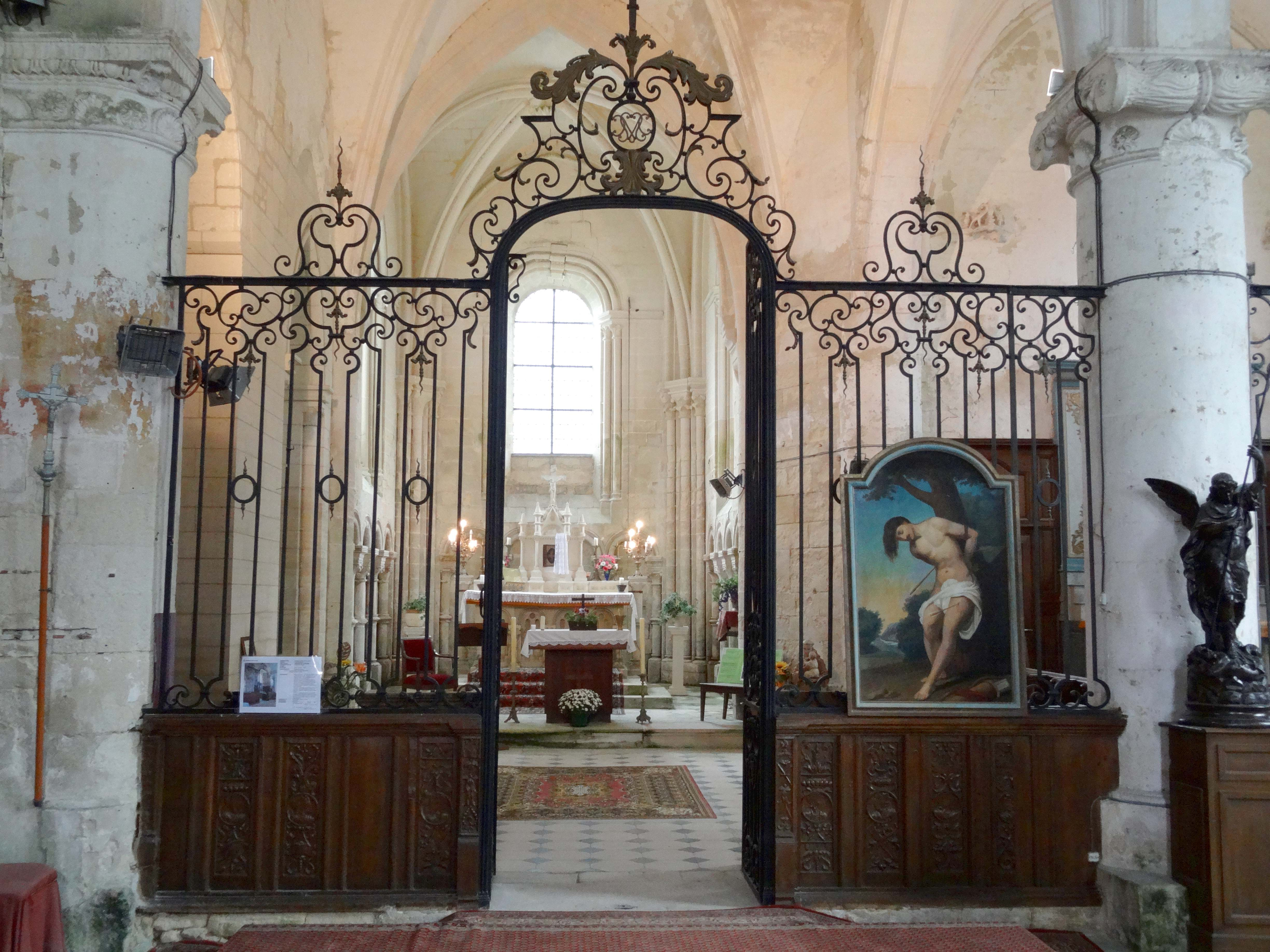
Clôture de chœur.
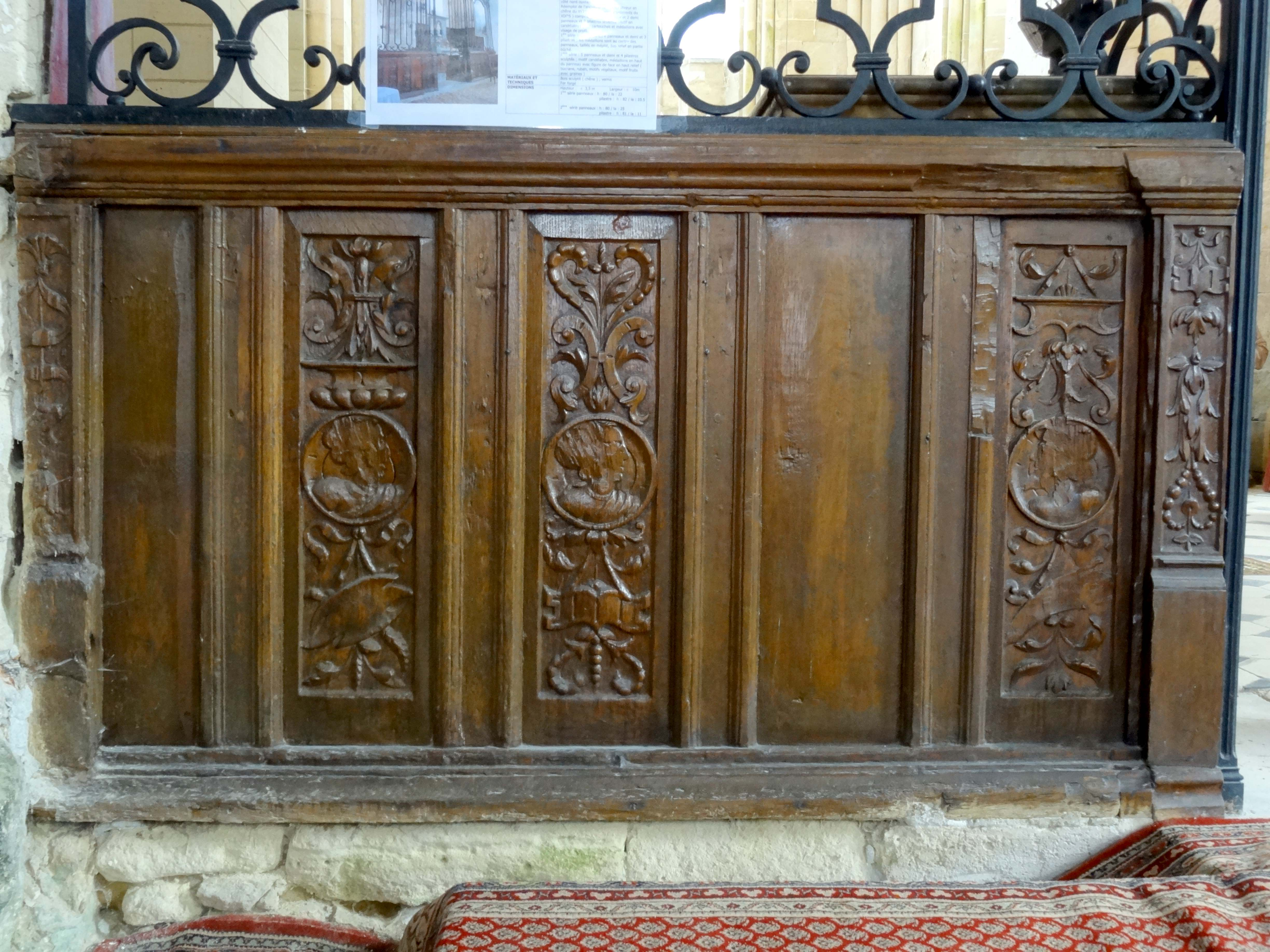
Clôture de chœur.
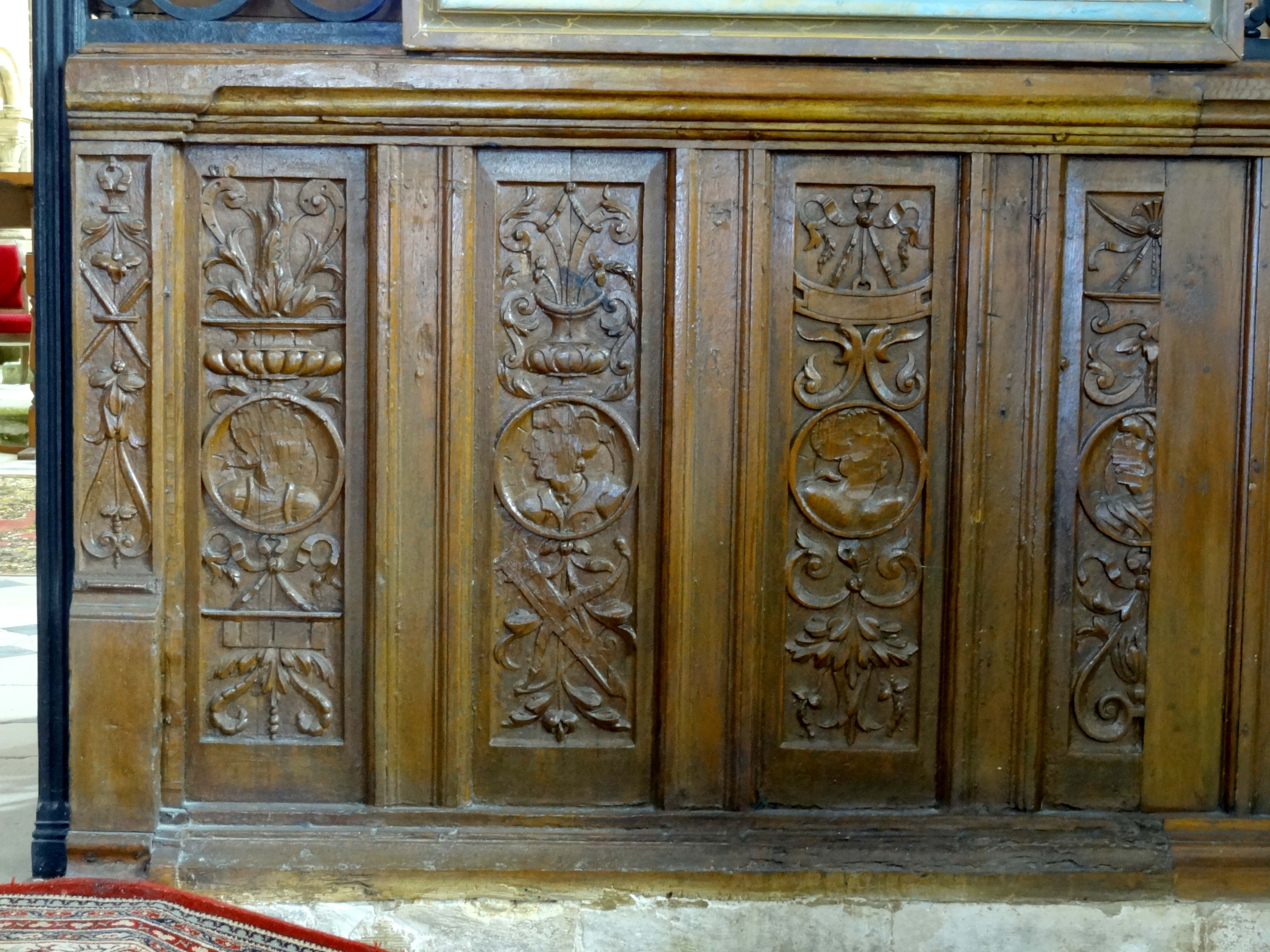
Clôture de chœur.
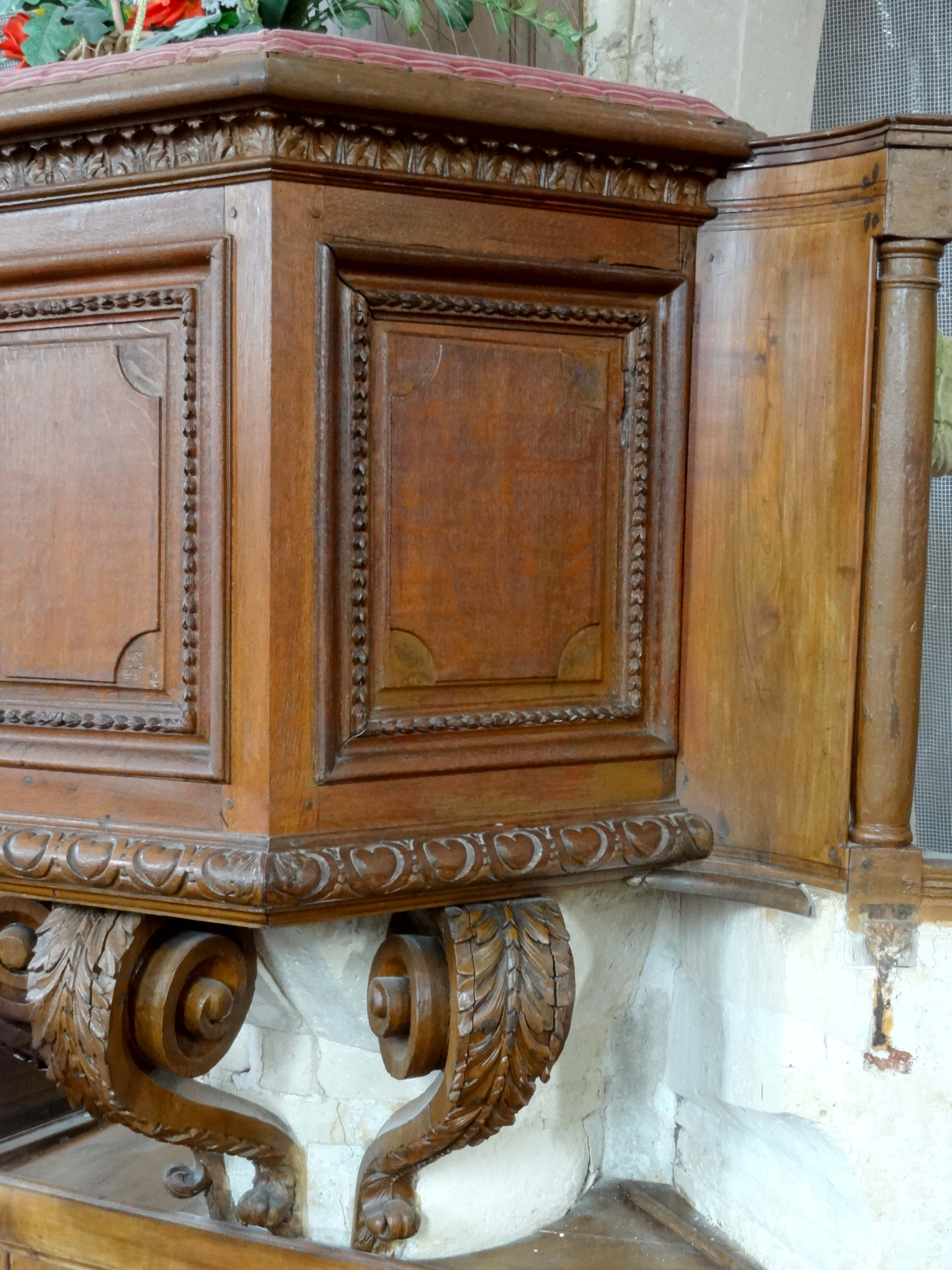
Chaire à prêcher, cuve.
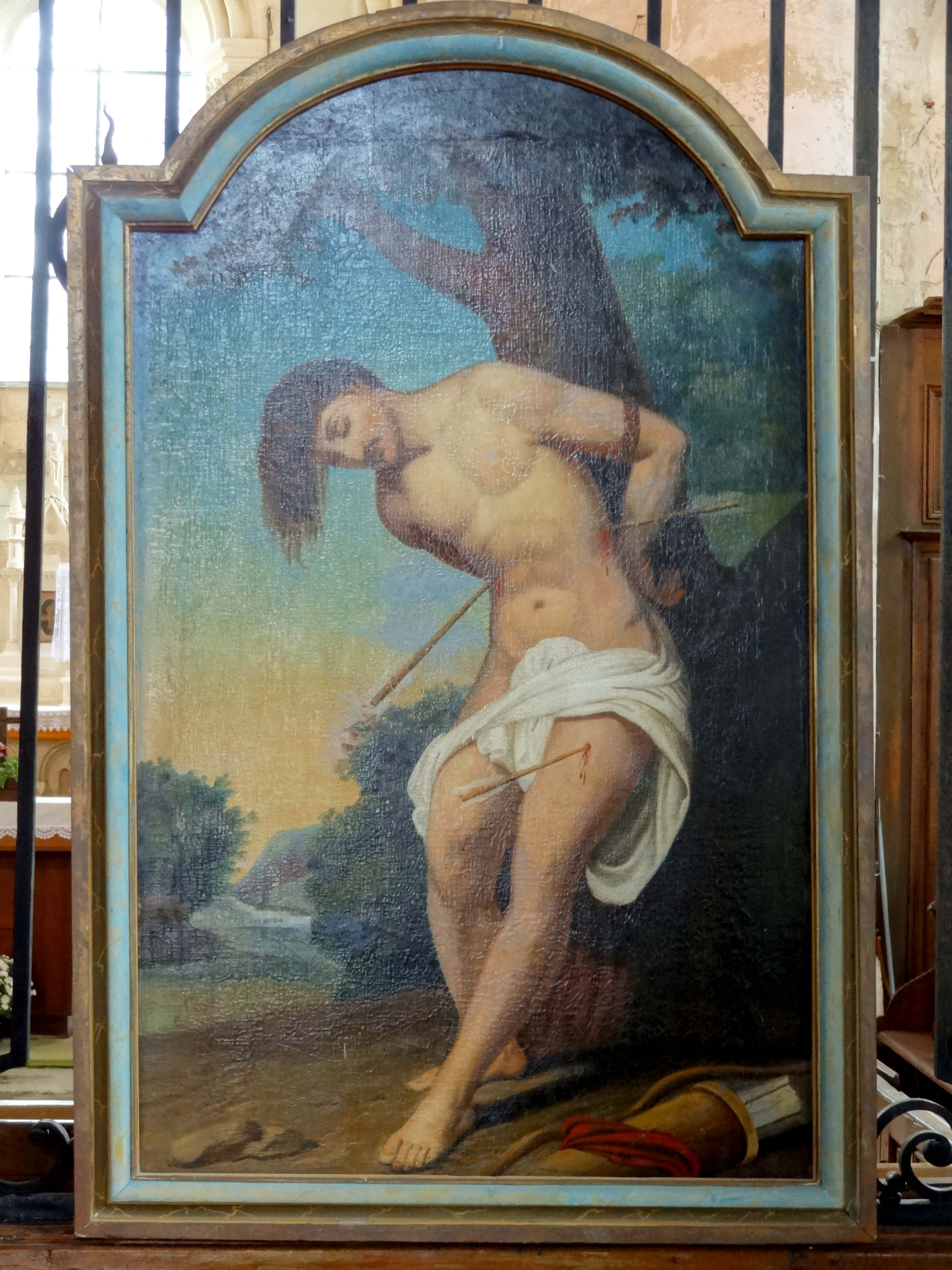
Tableau - Saint Sébastien.
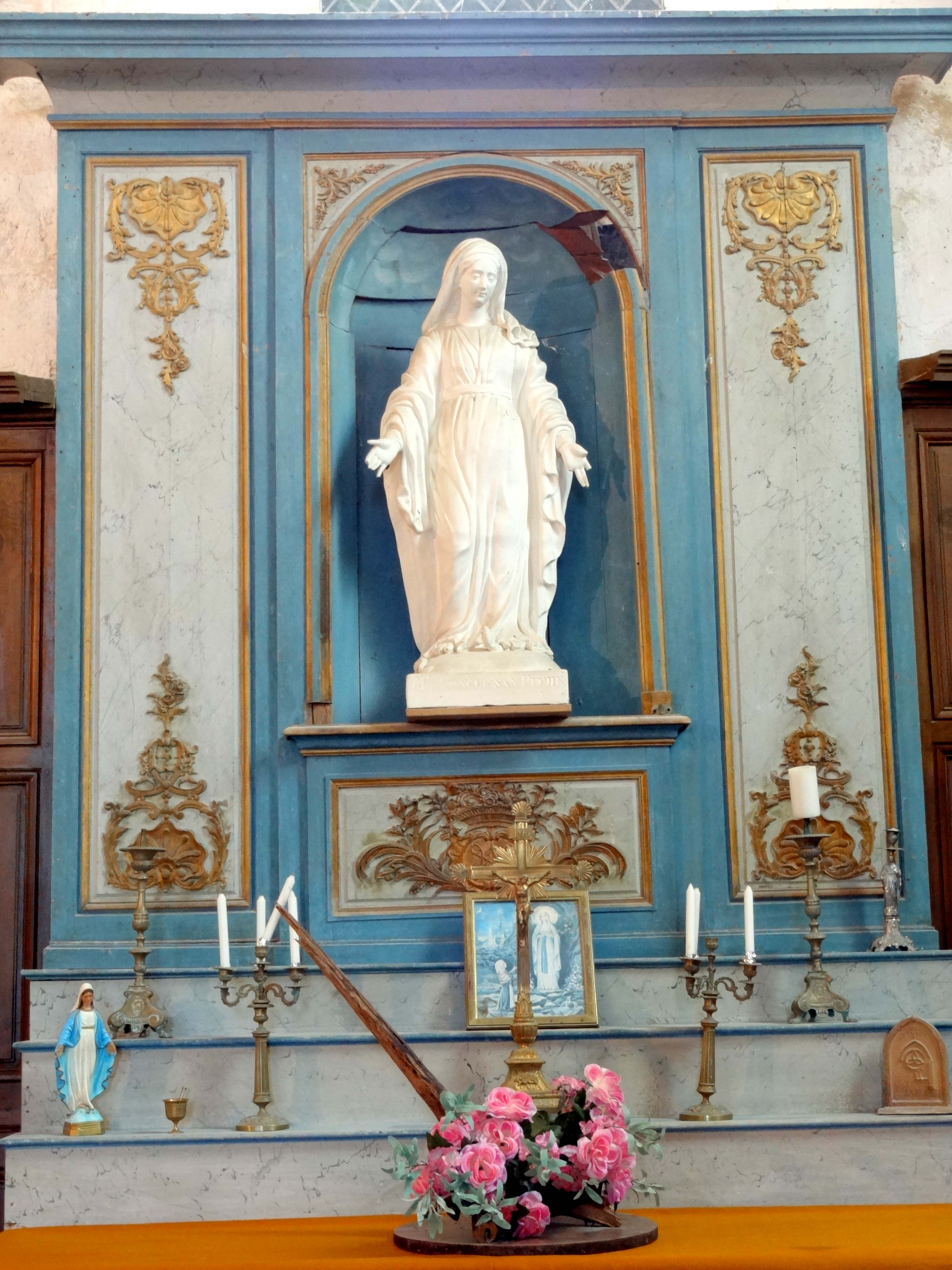
Retable de la Vierge.